# Historia Bielska-Białej
Historia Bielska-Białej formalnie sięga 1 stycznia 1951, jednak dzieje dwóch miast, które zostały wtedy połączone w jeden organizm administracyjny, są o wiele dłuższe. Bielsko lokowano w ramach kolonizacji na prawie niemieckim na przełomie XIII i XIV wieku. Biała natomiast powstała około 1560 jako osada rzemieślnicza w obrębie Lipnika, po czym w kolejnym stuleciu się wyodrębniła, a w 1723 uzyskała prawa miejskie. Mimo że rozdzielająca je rzeka Białka stanowiła przez wieki różnego rodzaju granicę polityczną – pomiędzy księstwem cieszyńskim a oświęcimskim, Krajami Korony Czeskiej a Królestwem Polskim, Śląskiem Austriackim a Galicją, województwem śląskim a krakowskim – w związku z czym obie części dwumiasta są zaliczane do innych krain historyczno-geograficznych (Bielsko znajduje się na Śląsku, a Biała w Małopolsce), to pod względem społecznym, gospodarczym, kulturowym i funkcjonalnym stanowiły one od początku swojego istnienia w praktyce jedną całość. Określenia „Bielsko-Biała” i „bielsko-bialski” były powszechnie używane już w XIX wieku.
Niniejszy artykuł skupia się na historii Bielska, Białej oraz połączonego miasta w ich granicach administracyjnych z danego okresu. Dzieje dawniej odrębnych miejscowości przyłączonych w XX wieku są szczegółowo opisane w poszczególnych im poświęconych artykułach. Tutaj wydarzenia z ich przeszłości zostały wspomniane wtedy, jeśli mają bezpośredni związek z losami dwumiasta.

## Średniowiecze i wczesna nowożytność

### Bielsko od zarania do końca XVII wieku

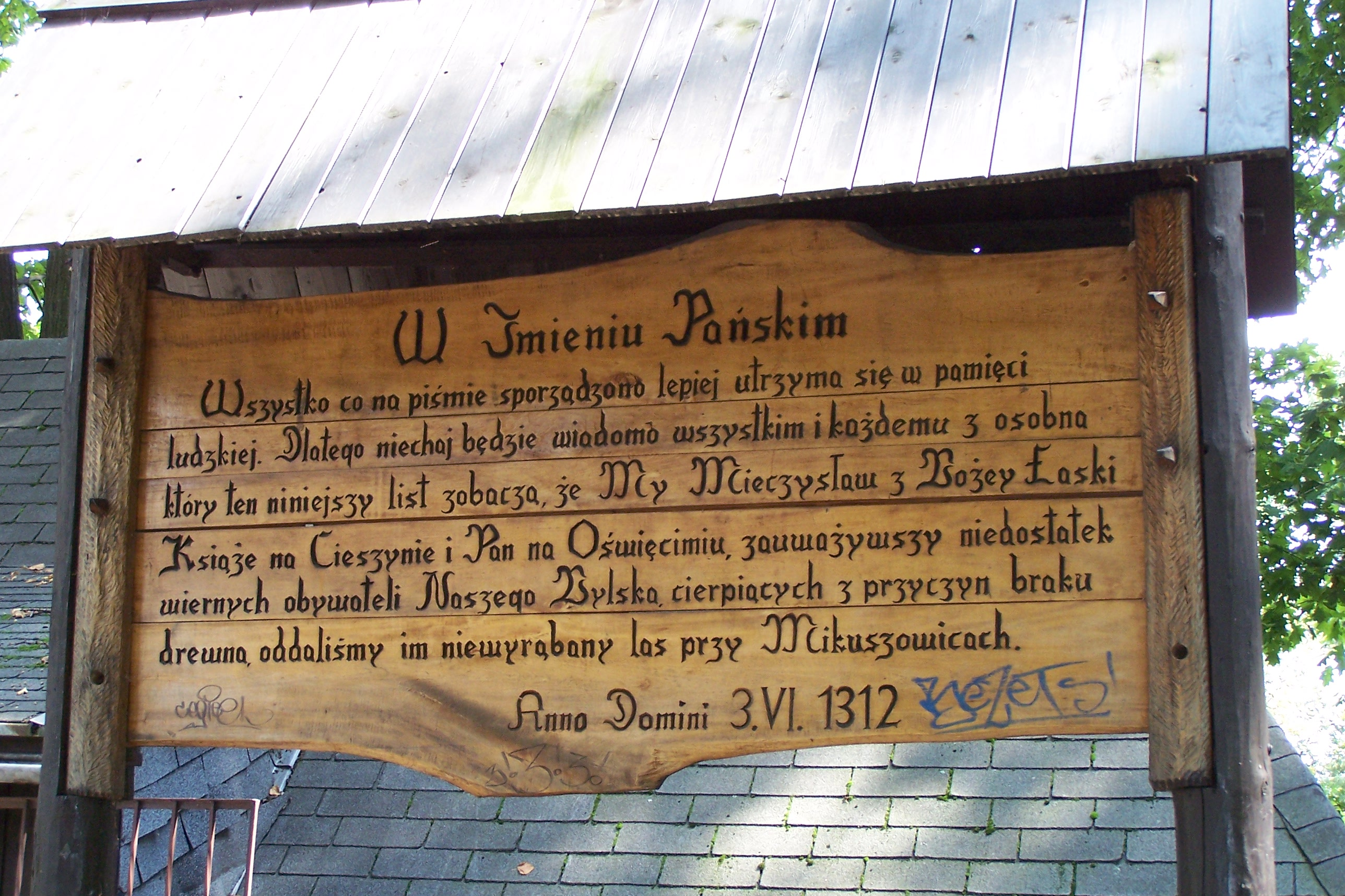
Tablica upamiętniająca pierwszą wzmiankę o Bielsku umiejscowiona przy wejściu do Cygańskiego Lasu, który stanowi pozostałość wspominanego tam „lasu przy Mikuszowicach”

Pierwsza pisemna wzmianka o Bielsku pochodzi z dokumentu wystawionego przez księcia cieszyńskiego Mieszka dnia 3 czerwca 1312. Wspomina on o tym, że książę daruje „wiernym mieszczanom bielskim” (trewen bürger zur Bilitz) połać lasu pomiędzy Mikuszowicami a Kamienicą, aby mogli z niego – zwolnieni od wszelkich czynszów, danin i posług na rzecz księcia – pozyskiwać drewno do budowy swoich domostw. W niektórych źródłach pojawiają się alternatywne teorie na temat daty pierwszej wzmianki o mieście. Bywa z nim identyfikowany zapis Bielice z dokumentu wystawionego przez biskupa wrocławskiego Tomasza II Zarembę w Otmuchowie 3 lipca 1284, w rzeczywistości odnoszący się do wsi w okolicach Nysy, bądź wspomnienie o krakowskim ławniku Henningu von Belitz z 1302. Zważywszy jednak że nie pojawia się takowa w spisywanym w pierwszej dekadzie XIV wieku wykazie Liber fundationis episcopatus Vratislaviensis przyjmuje się, że proces zakładania Bielska rozpoczął się dopiero po 1305, a w 1312 nie był jeszcze zakończony. W kolejnym dokumencie z 1316, w którym książę Kazimierz potwierdza darowiznę Mieszka i dodaje pół łana na cel budowy drogi, brak jest jeszcze jakiejkolwiek informacji o wójcie i władzach miejskich. Dopiero w akcie lennym z 1327 Bielsko zostało wymienione – obok Cieszyna i Frysztatu – jako jedno z trzech civitates, a więc pełnoprawnych miast, w księstwie cieszyńskim. Ważną cezurą we wczesnej historii Bielska jest wielki przywilej miejski z 8 listopada 1424, gdy Bolesław I cieszyński potwierdził i rozszerzył przywileje bielszczan, a także na nowo określił kompetencje samorządu oraz zobowiązania mieszkańców miasta wobec księcia. Wtedy pojawia się pierwsza wzmianka o burmistrzu i radzie miejskiej.

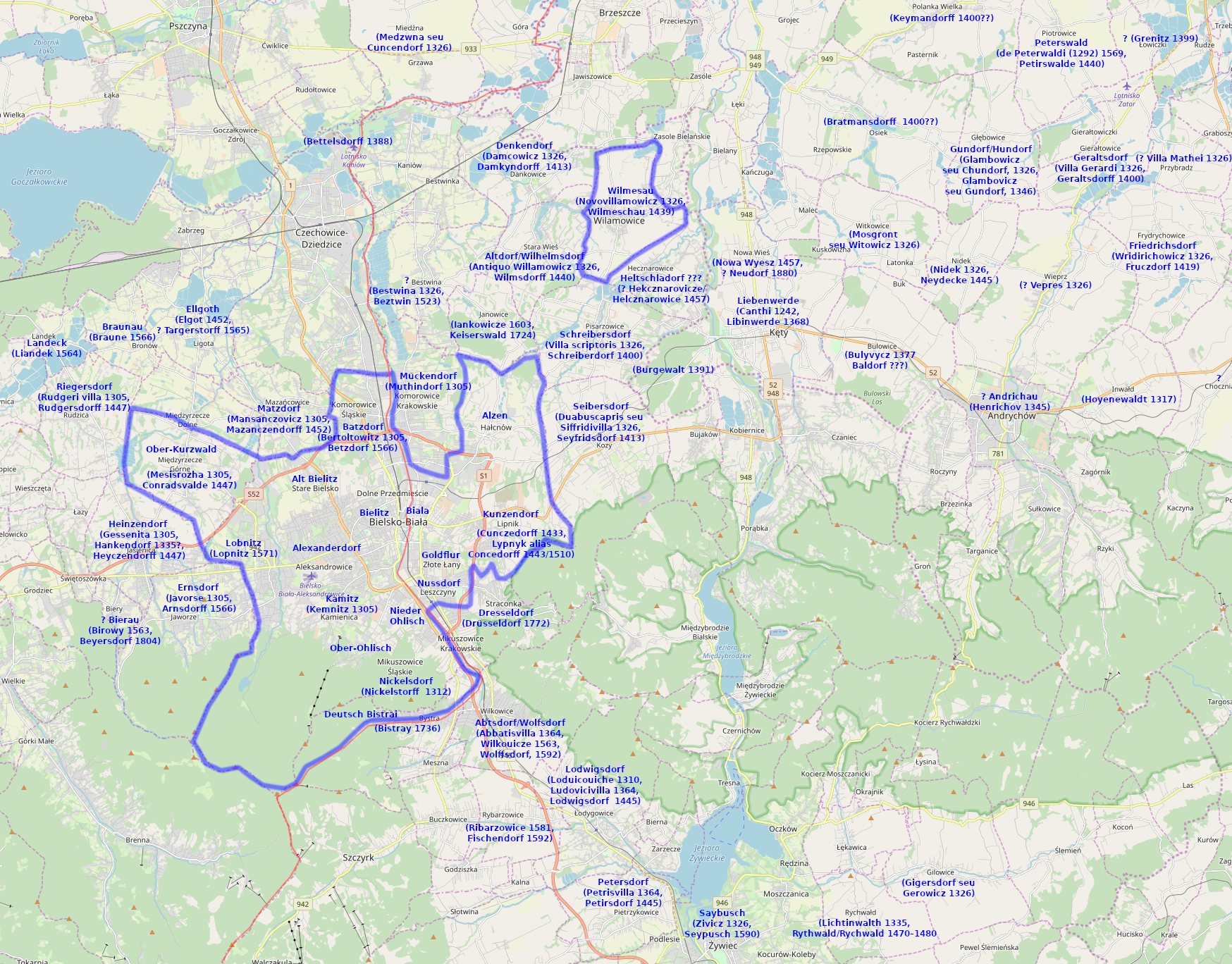
Bielsko-bialska wyspa językowa w kształcie zdefiniowanym na początku XX wieku oraz wzmianki o okolicznych miejscowościach powiązanych z tą samą średniowieczną akcją kolonizacyjną

Powstanie miasta wiąże się z wielką akcją osadniczą zainicjowaną w trzeciej tercji XIII wieku przez pierwszego księcia cieszyńskiego Mieszka. Nowi osadnicy pochodzili przede wszystkim z niemieckojęzycznych krajów Świętego Cesarstwa, uzupełniając starszą słowiańską bazę populacyjną. W odróżnieniu od wielu innych zakładanych w tym czasie w miejscowości w regionie, które z czasem zatraciły niemiecki charakter etniczny, Bielsko wraz z najbliższą okolicą pozostało przez wieki wyróżniającym się pod tym względem obszarem, co pozwoliło na określenie go na początku XX wieku mianem bielsko-bialskiej wyspy językowej (Bielitz-Bialaer Sprachinsel).

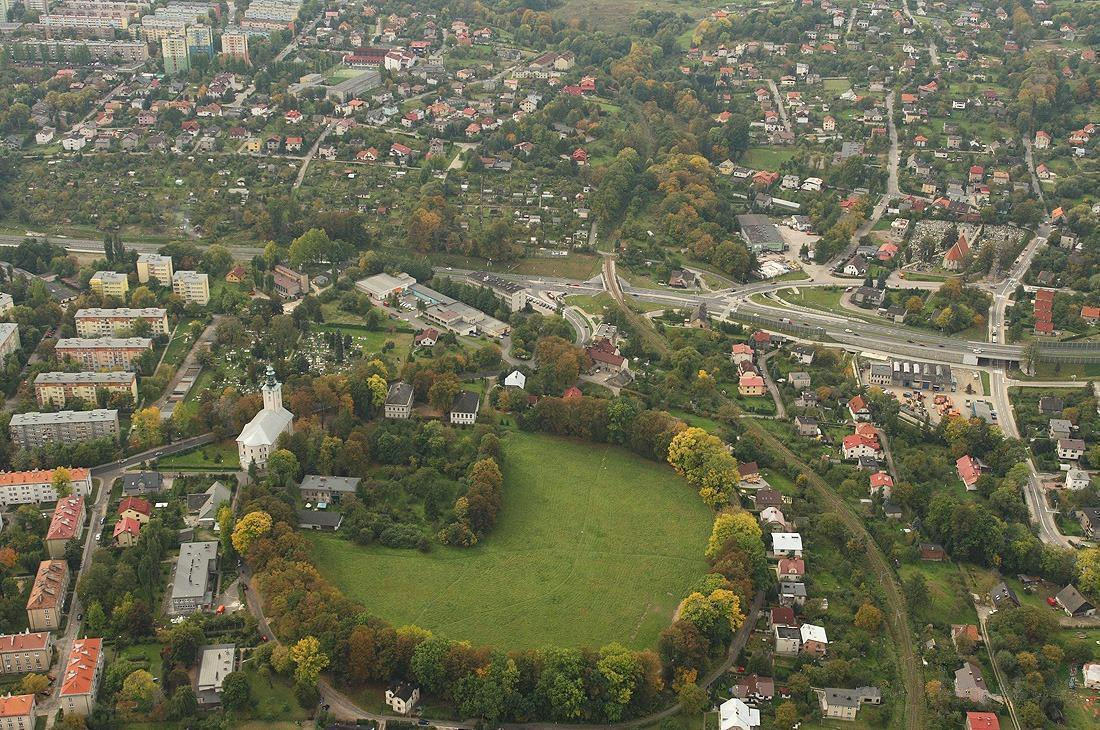
Grodzisko w Starym Bielsku (widok współczesny z lotu ptaka)

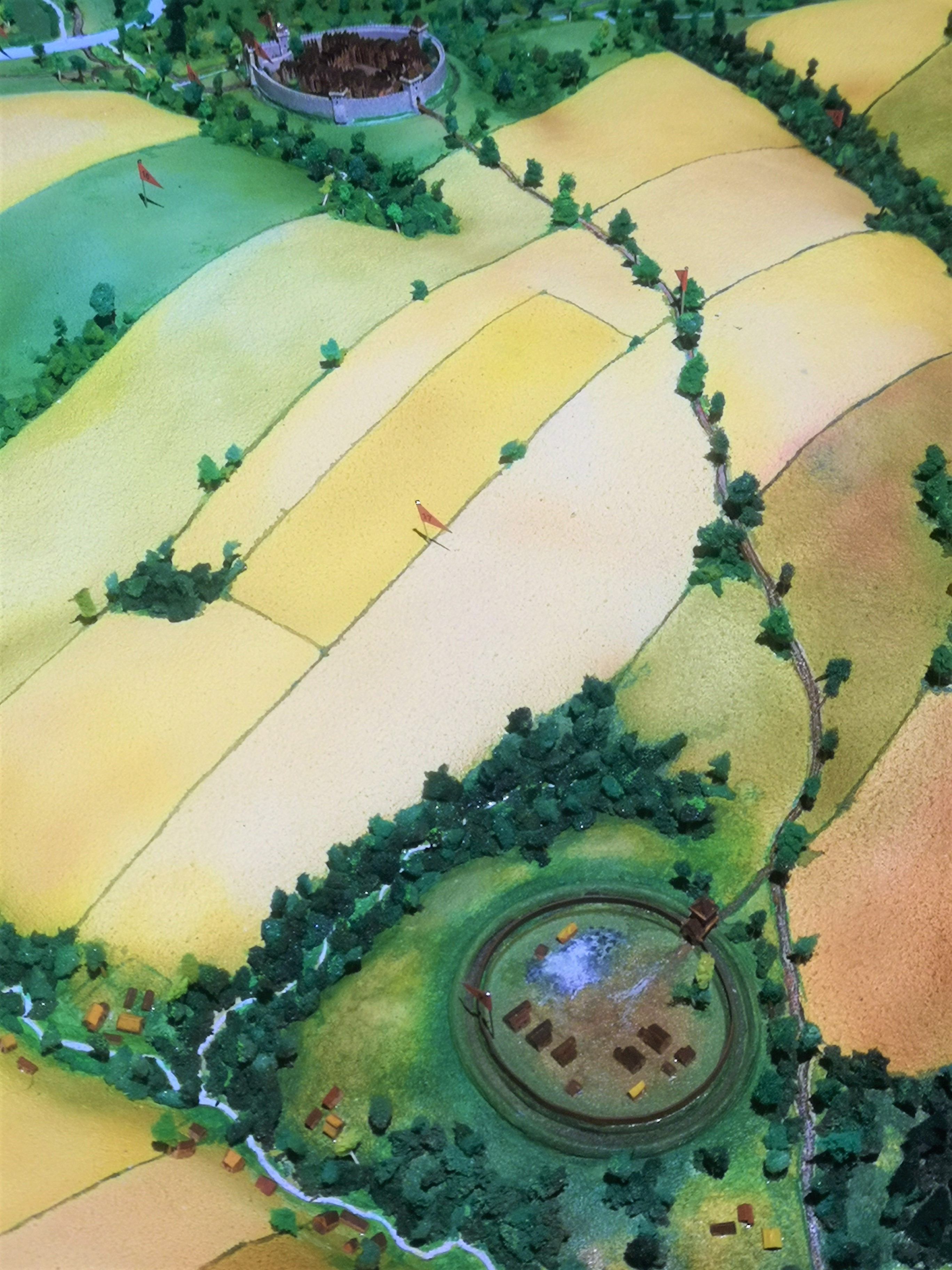
Makieta grodziska i części wsi (Stare) Bielsko [na dole] oraz miasta Bielska [na górze] wraz z łączącą je drogą [odpowiadającą dzisiejszemu przebiegowi ulicy Sobieskiego] według stanu z połowy XIV wieku (ekspozycja Muzeum Historycznego)

Bezpośrednim wzorcem dla praw miejskich, jakie uzyskało Bielsko, był Cieszyn lokowany na prawie lwóweckim. Nie powstało ono jednak zupełnie na surowym korzeniu. Najstarszym śladem zwartego osadnictwa jest grodzisko w Starym Bielsku założone na przełomie XII i XIII wieku. Ma kształt zbliżony do regularnego koła i powierzchnię około 3,2 ha. Odkryte zabytki archeologiczne nie pozwalają jednoznacznie stwierdzić, jaką funkcję pełniło i czy było zamieszkiwane na stałe. Jedna z hipotez wskazuje na znaczenie grodziska jako refugium (miejsce schronienia) okolicznej ludności w czasie niepokojów. Kres jego istnienia przyniósł pożar pod koniec XIV wieku. Przez pewien czas istniało więc równolegle z miastem, jak i o nieco starszą wsią (Stare) Bielsko – założoną w ramach akcji osadniczej pod koniec XIII wieku i obejmującą pierwotnie również obszar, na którym dopiero wtórnie lokowano miasto. Istnieją dowody archeologiczne pozwalające sądzić, że w miejscu dzisiejszej starówki istniała powiązana z tą wsią przedlokacyjna osada targowa. Wspólna dla wsi i miasta nazwa ma rodowód słowiański i wywodzi się od gleb bielicowych. Została przyjęta i przekształcona przez osadników niemieckich jako Bielitz/Bilitz, podczas gdy ludność słowiańska wtórnie urobiła nazwę Bielsko/Bilsko, która pojawia się w źródłach od XV wieku.
Pod względem politycznym początki Bielska związane są z historią księstwa cieszyńskiego, które zostało wyodrębnione w 1290 w konsekwencji podziału księstwa opolsko-raciborskiego po śmierci Władysława Opolskiego. W 1315 doszło do kolejnego podziału, gdy dla Władysława, brata księcia Kazimierza, wydzielone zostało księstwo oświęcimskie, w związku z czym Białka stała się po raz pierwszy granicą polityczną. W lutym 1327 książę cieszyński i oświęcimski złożyli hołd lenny królowi czeskiemu Janowi Luksemburskiemu. Od tego czasu, a więc niemal od samego początku, dzieje Bielska i okolicznych miejscowości łączyły się z dziejami państwowości czeskiej (po 1526 w ramach Monarchii Habsburgów). W 1457 księstwo oświęcimskie zostało sprzedane polskiemu królowi Kazimierzowi IV Jagiellończykowi, a w 1564 inkorporowane do Korony Królestwa Polskiego, co uczyniło z Białki granicę państwową. Stanowiła ona również już od XII wieku granicę między diecezją wrocławską, do której należało Bielsko (co znalazło swoje odzwierciedlenie w umieszczeniu lilii biskupów wrocławskich w herbie miasta), a krakowską obejmującą tereny na prawym brzegu.

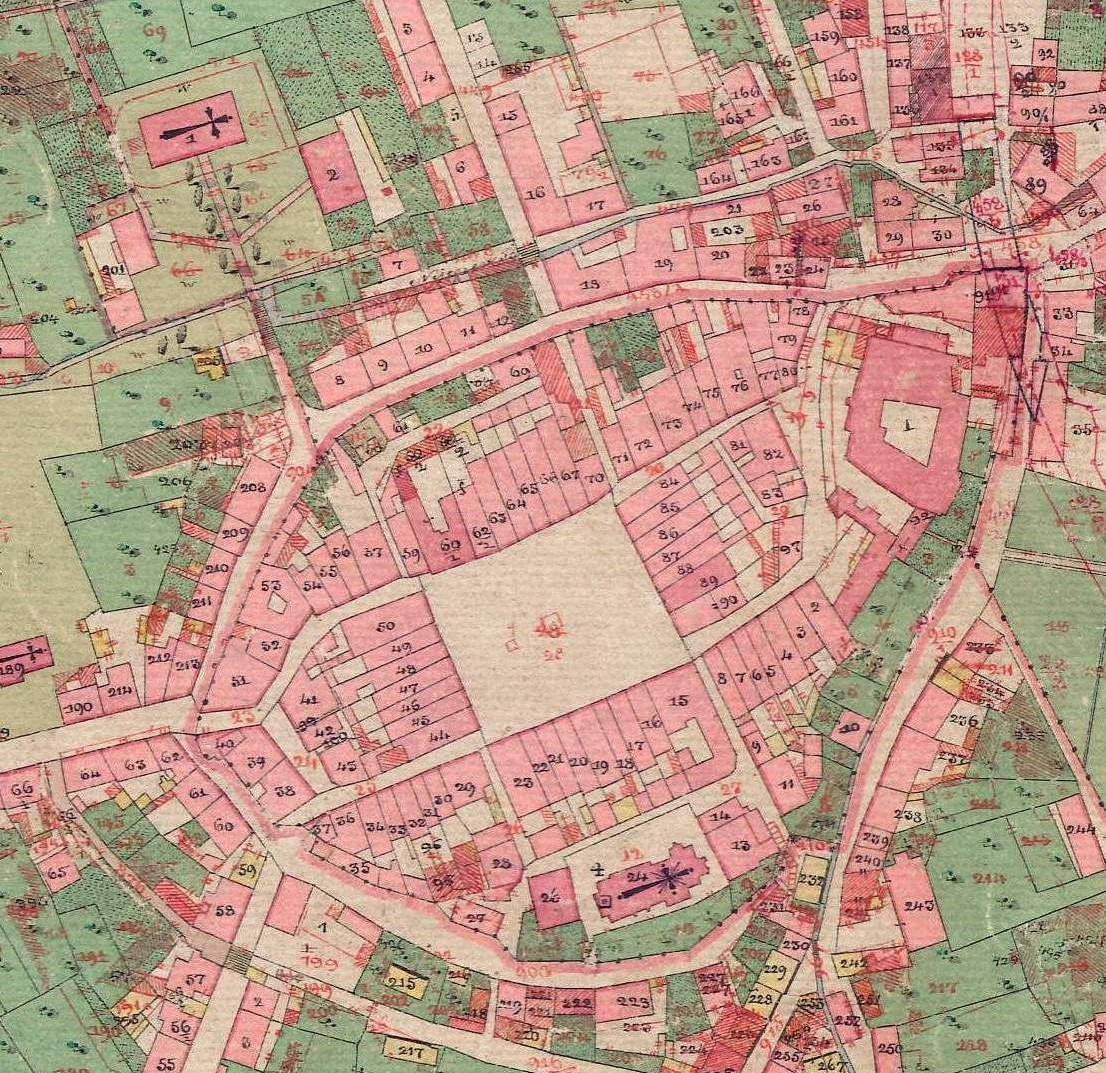
Założenie lokacyjne Bielska (Stare Miasto) na mapie katastralnej z 1836 z ręcznie naniesionymi zmianami do 1885.

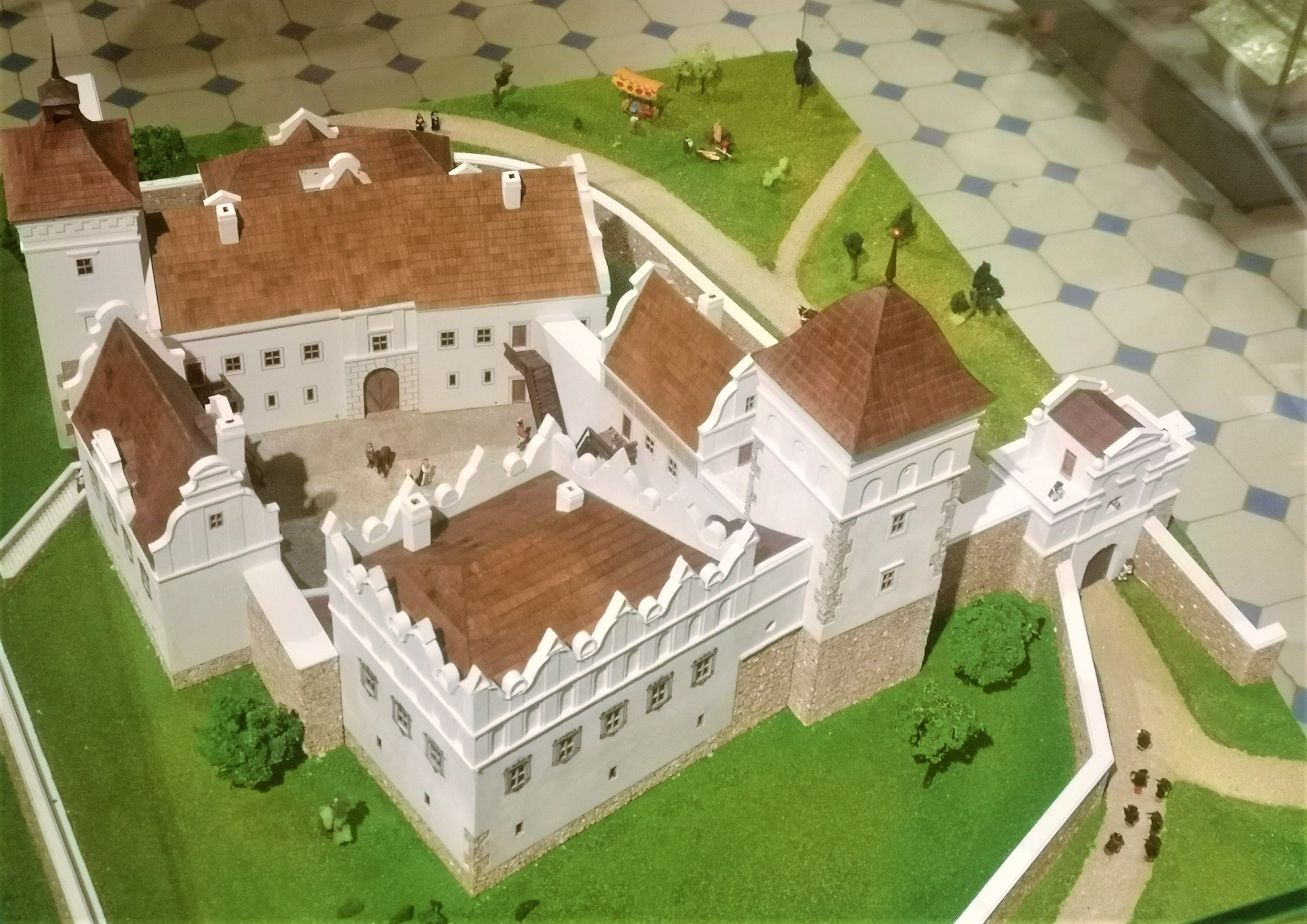
Makieta przedstawiająca prawdopodobny wygląd zamku bielskiego pod koniec XVI wieku (ekspozycja Muzeum Historycznego)

Układ przestrzenny średniowiecznego Bielska oparty na planie zbliżonym do owalu był typowy dla miast zakładanych na prawie niemieckim, od strony północnej, południowej i wschodniej został przy tym dostosowany do naturalnego ukształtowania powierzchni: wzgórza stromo opadającego w kierunku Białki. W swej pierwotnej postaci miasto składało się z około 74–77 działek skupionych wokół prostokątnego rynku i po dwóch wychodzących w każdym kierunku ulicach. We wschodniej części było połączone z zespołem zamkowym, pierwotnie warownią strzegącą wschodniej granicy księstwa cieszyńskiego na Białce po jego podziale w 1315. Istniały dwie bramy miejskie – „górna” w rejonie dzisiejszego skrzyżowania ulic Piwowarskiej, Waryńskiego, Świętej Trójcy i Sobieskiego oraz „dolna”, która z czasem została wchłonięta przez zamek jako jedna z baszt (w XV wieku powstała nowa brama w ciągu dzisiejszej ulicy Wzgórze). Ulica Pankiewicza stanowi pozostałość dawnej uliczki przymurnej ciągnącej się wzdłuż pierwotnego muru miejskiego. Fortyfikacje zostały zmodernizowane i rozbudowane po 1521 z inicjatywy księcia Kazimierza II w związku z narastającymi obawami przed inwazją osmańską. Powstała wtedy nowa zewnętrzna linia murów, której pozostałości zachowane są do dziś w rejonie ulic Orkana i Waryńskiego. Prawdopodobnie wtedy też utworzono dodatkowo furtę w ciągu dzisiejszej ulicy Krętej. Kościół parafialny pod wezwaniem św. Mikołaja, wzniesiony z fundacji księcia Wacława I w latach 1443–1447, znalazł się w południowej części założenia. Wcześniej miasto przynależało do starobielskiej parafii św. Stanisława, później tamtejszy kościół stał się filialnym.
W XVI wieku zaczęły się na szerszą skalę rozwijać przedmieścia bielskie, pierwotnie dwa: Dolne za bramą dolną i Górne za bramą górną. Przyczyniło się do tego pojawienie się sukienników w mieście. Przywilej założenia cechu otrzymali oni z rąk księcia Wacława III Adama w dniu 5 czerwca 1548. Prawdziwy rozkwit tego rzemiosła nastąpił jednak dopiero w drugiej połowie XVII wieku. Aż do pierwszych dekad XIX wieku żywy był podział na tzw. wielkomieszczan żyjących w obrębie murów i cieszących się statusem pełnoprawnych obywateli (Bürger) oraz pozbawionych przywilejów „współobywateli” (Mitbürger) z przedmieść. Pomiędzy tymi grupami wybuchały liczne spory na tle zakresu swobód w uprawianiu rzemiosła. W latach 60. XVI wieku to właśnie te konflikty przyczyniły się do przeniesienia niektórych rzemieślników na drugi brzeg Białki, gdzie założyli Białą. Na podstawie danych z urbarza sporządzonego w 1571 szacuje się ówczesną liczbę mieszkańców na około 1300, z tego 350–380 stanowili wielkomieszczanie, 550 obywatele przedmieść, a pozostałe cztery setki osoby zamieszkujące, ale nie wliczane w szeregi mieszczan. Wsiami służebnymi wobec Bielska były od 1561 Kamienica i od 1570 Mikuszowice wraz z założonymi w tym czasie Olszówką i Bystrą.

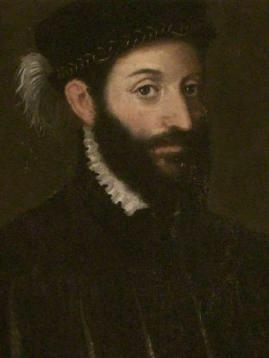
Wacław III Adam

W 1553 zadłużony książę cieszyński Wacław III Adam oddał Bielsko wraz z kilkunastoma okolicznymi miejscowościami pod zastaw swojemu marszałkowi Kasprowi Wilczkowi. Próbom jego odzyskania po dekadzie towarzyszył ostry konflikt między księciem a panem zastawnym, ale ostatecznie udało się tego dokonać w 1565. Władzę w Bielsku przyjął syn Wacława III Adama, Fryderyk Kazimierz, który jeszcze w tym samym roku potwierdził wszystkie dotychczasowe przywileje mieszczan, umocnił pozycję burmistrza i rady oraz nadał miastu nowy przywilej piwny i winny. Znany z wystawnego życia Fryderyk Kazimierz sam jednak tylko pogłębił długi ojca. Po wczesnej śmierci Fryderyka w 1571 Wacław III Adam zmuszony został do sprzedaży dóbr bielskich. Powstało w ten sposób państwo stanowe niższego rzędu (jedno z czterech na Śląsku Cieszyńskim: obok frysztackiego, frydeckiego i krótkotrwale istniejącego skoczowsko-strumieńskiego), którego pierwszym właścicielem został Karol Promnitz. Bankructwo Promnitza wymusiło kolejną sprzedaż, tym razem w 1582 w ręce Adama Schaffgotscha. W 1592 nowym właścicielem państwa bielskiego został Jan Sunnegh, przedstawiciel węgierskiego rodu rezydującego na zamku Budatín. Z tą rodziną losy miasta zostały związane na kolejne ponad stulecie. Podobnie jak poprzednicy Sunneghowie borykali się z problemem spirali długów, którą zapoczątkowało niespłacenie Schaffgotschowi całej należnej kwoty (80 tysięcy talarów) za zakup państwa bielskiego. Spory z kolejnymi wierzycielami ciągnęły się dziesiątki lat, doprowadzając nawet do przejściowej utraty Bielska przez Jana II Sunnegha na rzecz Johanna Heinricha Schlicka w latach 1628–1631.

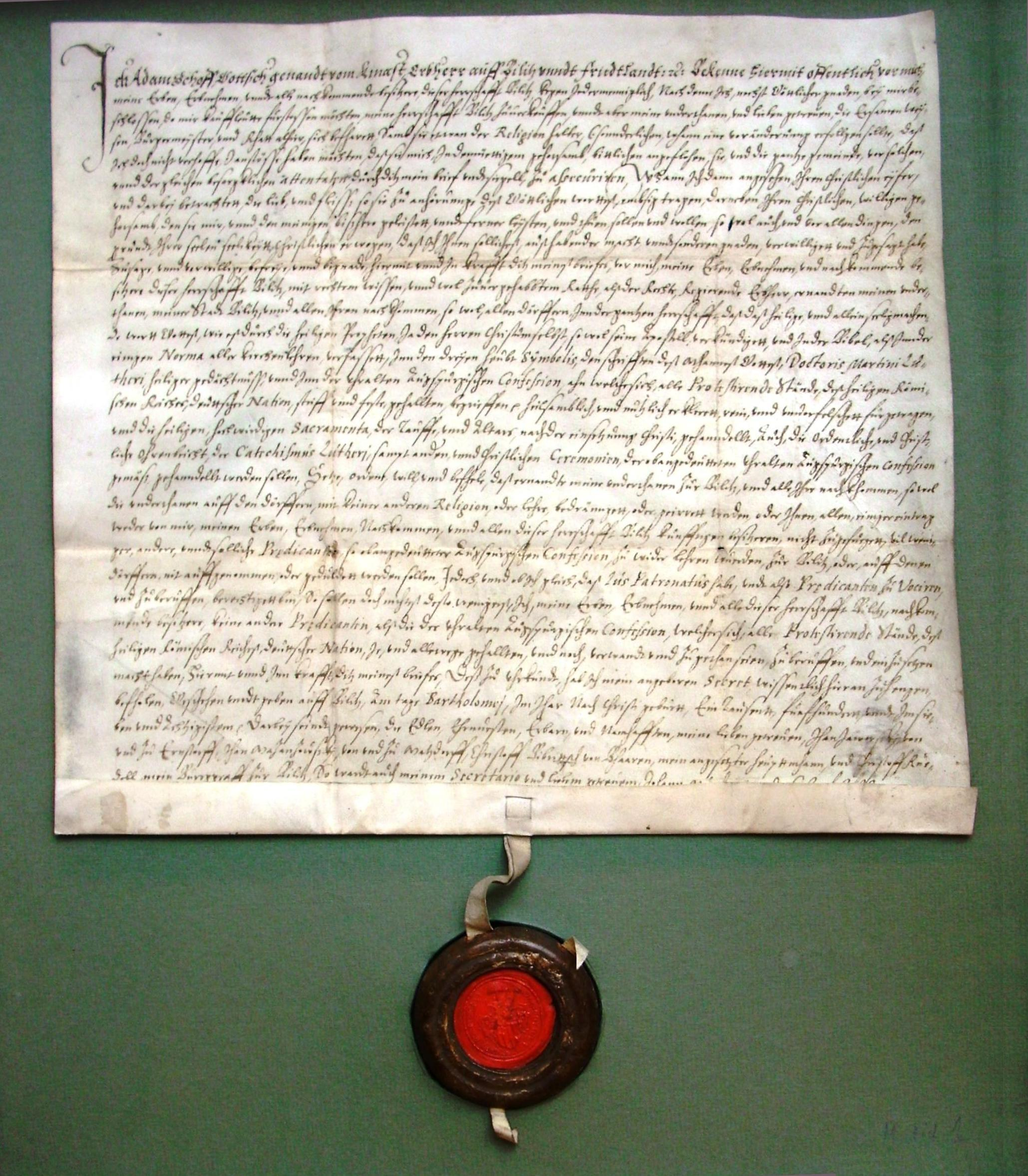
Przywilej ewangelicki wydany przez Adama Schaffgotscha w 1587

Reformacja zaczęła oddziaływać na mieszczaństwo bielskie w latach 30. XVI wieku, a jej zwycięstwo zostało przypieczętowane przejściem księcia Wacława III Adama na wyznanie augsburskie w 1545. 24 sierpnia 1587 Adam Schaffgotsch wydał przywilej gwarantujący, że w państwie bielskim będą odbywać się wyłącznie luterańskie nabożeństwa i nie mogą na jego obszarze działać inni niż protestanccy kaznodzieje. Oprócz przejęcia kościoła św. Mikołaja (w 1559) i kościółka szpitalnego luteranie podjęli się również budowy nowej świątyni: w latach 1605–1608 powstał kościół Bożej Trójcy na Górnym Przedmieściu. Bielsko było ważnym ośrodkiem szerzenia wiary ewangelickiej na okoliczne regiony. Pochodziło stąd około czterdziestu pastorów, którzy podjęli się działalności w różnych miejscach Śląska, Moraw i Górnych Węgier. W latach 1625–1628 nadwornym kaznodzieją Jana II Sunnegha na zamku bielskim był „słowiański Luter” Jerzy Trzanowski.
Wojna trzydziestoletnia, obejmująca okres 1618–1648, to dla Bielska przede wszystkim epoka przemarszów i zimowych postojów kolejnych wojsk, uciążliwych z racji konieczności ich utrzymywania i nakładanych kontrybucji, nierzadko też dopuszczających się rabunków i gwałtów. To także okres powtarzających się klęsk głodu i epidemii. Bezpośrednie działania wojenne dotknęły miasto w 1646, gdy zostało ono zajęte i splądrowane przez wojska szwedzkie. Poważnym zniszczeniom uległ wtedy bielski zamek. Wielką katastrofą był pożar, który 20 kwietnia 1659 strawił aż 84 budynki, praktycznie większość ówczesnej zabudowy. Kolejny wybuchł 11 maja 1664, niszcząc 42 obiekty. Wcześniej w grudniu 1649 spłonęło dziewięć domów przy rynku. 4 października 1682 Bielsko zostało najechane przez oddział kuruców, węgierskich antyhabsburskich powstańców pod wodzą Emeryka Thököly'ego. Zginęło 35 osób, a 30 zostało ciężko rannych. Fakt, że sześciogodzinne plądrowanie miasta nie zakończyło się wówczas jego spaleniem, Sunneghowie byli protektorami powstańców, części mieszczan udało się zawczasu schronić wraz z kosztownościami na zamku, a przemoc skupiła się na niewielkiej społeczności katolickiej, budzi wiele wątpliwości co do prawdziwego tła tych wydarzeń i jego inspiratorów.

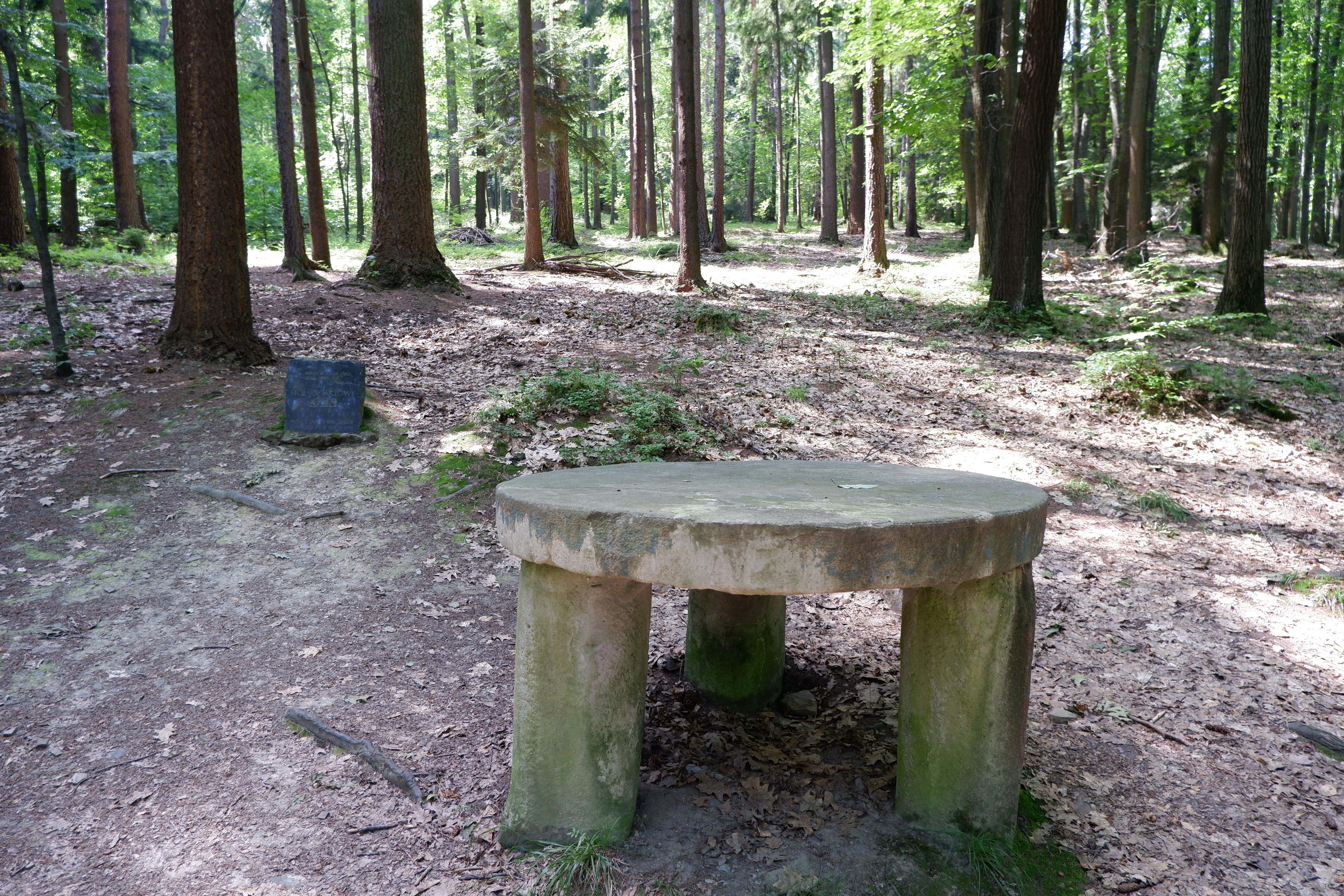
Stół ołtarzowy Jan w Mikuszowicach – jedno z miejsc organizowania nielegalnych nabożeństw ewangelickich w okresie kontrreformacji (widok współczesny)

Z okresem wojny trzydziestoletniej wiążę się zainicjowana przez Habsburgów rekatolicyzacja. W Bielsku i najbliższej okolicy był to proces niezwykle powolny, natrafiający na silny opór miejscowej ludności. Pierwszą próbę odebrania kościoła parafialnego protestantom podjęto za czasów Johanna Heinricha Schlicka w 1628, a w 1630 biskup wrocławski mianował Mathiasa Benedikta Czelustkę pierwszym po 85 latach katolickim proboszczem Bielska. W praktyce jednak panowie feudalni z rodu Sunneghów, którzy pozostali ewangelikami, uniemożliwili mu po odzyskaniu władzy w mieście sprawowanie urzędu i wkrótce został odwołany. Realnie parafia katolicka została odtworzona dopiero około 1660, ale pozostawała bardzo niewielka. W 1668 należało do niej jedynie czterech mieszczan i bliżej nieokreślona grupa plebsu. Pewien rozwój wspólnoty katolickiej, jaki nastąpił w latach 70., załamał się po najeździe kuruców w 1682, którzy zabili proboszcza i trzydziestu parafian. Podejmowane później próby nawracania kończyły się sukcesem zaledwie w pojedynczych przypadkach. Raporty z dokonywanych w drugiej połowie XVII wieku wizytacji biskupich mówią o panującej w Bielsku „zatwardziałości w herezji”. Do lat 80. centrum luterańskiego życia religijnego był kościół Bożej Trójcy, w którym nabożeństwa ewangelickie odbywały się w zasadzie jawnie, mimo nieudanej próby odebrania go przez komisję cesarską w 1654. Również później nadal spotykano się w domach prywatnych czy „leśnych kościołach”. Większa ilość konwersji na katolicyzm nastąpiła dopiero w XVIII wieku, paradoksalnie w czasie gdy represje kontrreformacyjne zelżały.

### Początki Białej

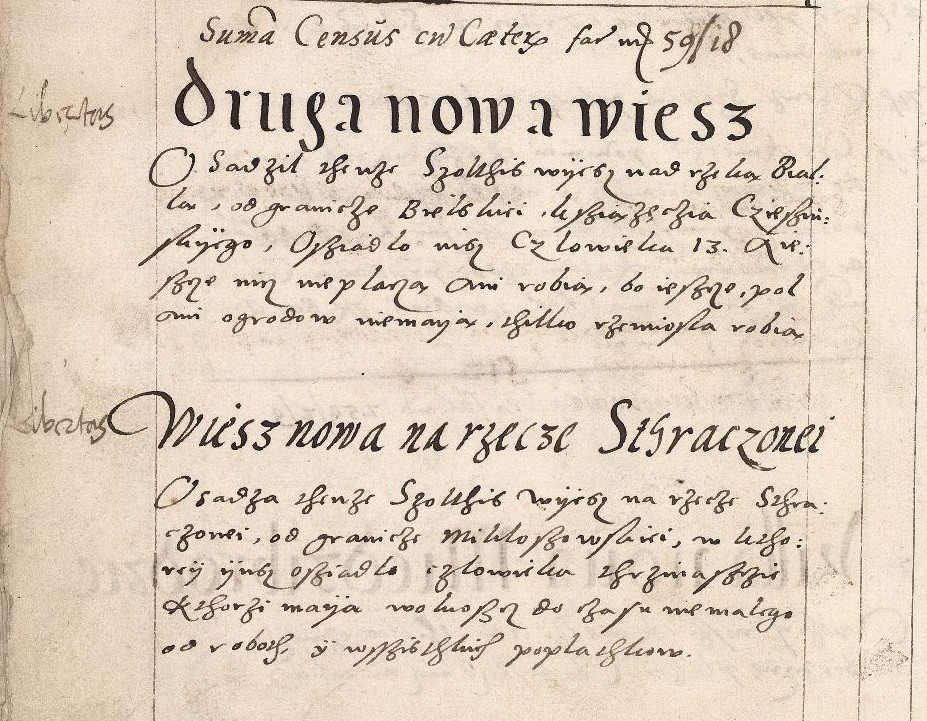
Pierwsza wzmianka o Białej zawarta w lustracji województwa krakowskiego z 1564: Druga nowa wiesz. Osadzil tenże szoltis wÿesz nad rzeką Biallą, od granicze Bielskiei kßiążęczia Czießinskÿego. Oßiadlo iuß czlowieka 13. Jeßcze nicz nieplaczą ani robią, bo jeßcze pol ani ogrodow niemają, telko rzemiosla robią.

Korzenie Białej sięgają drugiej połowy XVI wieku. Pierwsza pisemna wzmianka pochodzi z 1564 i mówi o małej osadzie rzemieślniczej złożonej z trzynastu domów. Ulokowana była blisko ujścia Niwki (Potoku Lipnickiego) do Białki, najprawdopodobniej w rejonie dzisiejszej ulicy Łukowej długo nazywanej Alte Gasse (Stara Ulica). Powstała na terenach należących do Lipnika, a jej zasadźcą był tamtejszy wójt Walenty Krzyszko. Pierwsi mieszkańcy pochodzili najprawdopodobniej z przedmieść sąsiedniego Bielska. Przeszli oni na drugą stronę rzeki skuszeni możliwością wzniesienia nowych domów w sytuacji blokady budowlanej nałożonej przez bielską radę miejską i sporów pomiędzy ludnością przedmieść a uprzywilejowanymi „wielkomieszczanami” z miasta lokacyjnego. Założenie osady miało związek z polityką ówczesnego dzierżawcy królewszczyzny lipnickiej (od 1564 starosty niegrodowego) Floriana Zebrzydowskiego, w tych samych okolicznościach powstały wtedy również Straconka i Międzybrodzie. Lokacja Białej zbiegła się w czasie z postępami reformacji, która objęła również prawobrzeżną część regionu. Nie ma jednoznacznych danych odnośnie wyznania pierwszych osadników, ale pod koniec XVI wieku wszyscy bialanie byli z całą pewnością ewangelikami. Około 1630 udało im się utworzyć własny zbór. Już wcześniej w centrum wsi istniał cmentarz ewangelicki. 
Pod względem politycznym prawy brzeg Białki był częścią księstwa oświęcimskiego, które dokładnie w roku pojawienia się pierwszej wzmianki o Białej zostało inkorporowane do Korony Królestwa Polskiego, współtworząc wraz z księstwem zatorskim powiat śląski województwa krakowskiego. W owej pierwszej wzmiance z 1564 nie pojawia się jeszcze nazwa własna osady, dopiero w 1584 zostaje ona odnotowana w lipnickiej księdze gminnej jako Bila, co bezpośrednio wywodzi się od nazwy rzeki, nad którą powstała. Rejestr podatkowy z 1595 wspomina już o 26 właścicielach domów w Białej, co przekłada się w sumie na około 120 mieszkańców powoli rozrastającej się miejscowości.

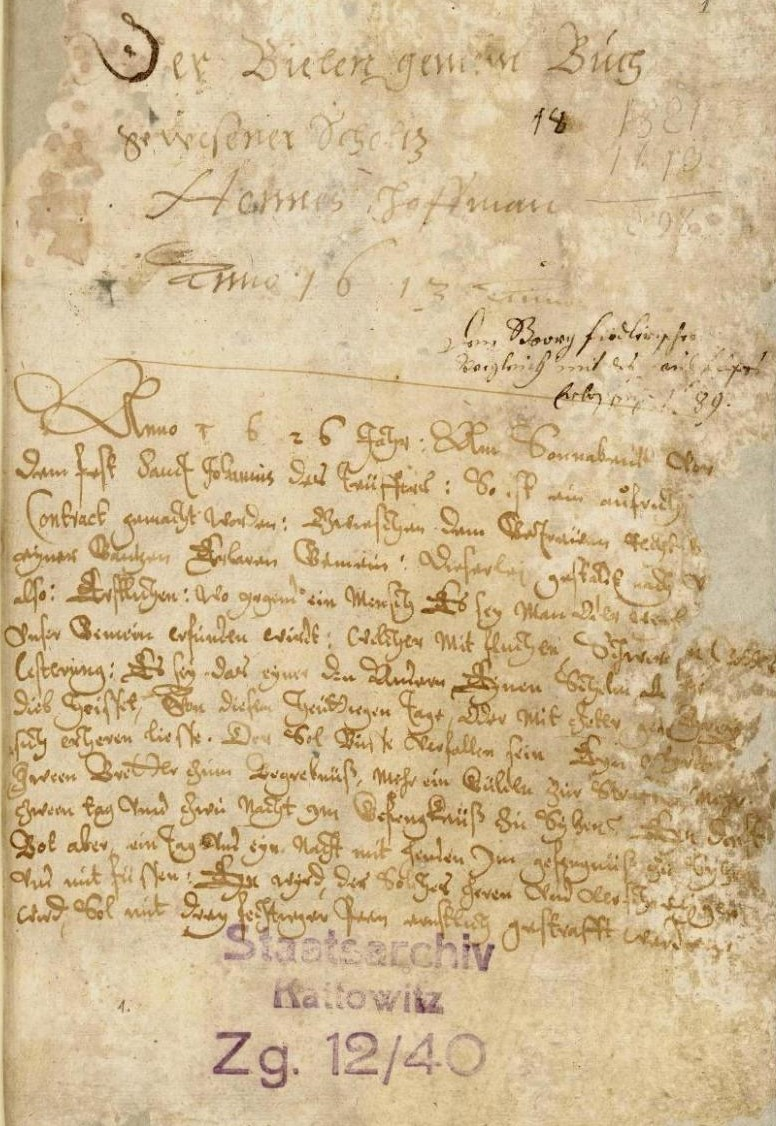
Fragment XVII-wiecznej bialskiej gminnej księgi sądowej – wpis z 1626

W 1613 Biała została wydzielona z Lipnika jako samodzielna miejscowość z własnym samorządem. Pierwszym sołtysem został Hans Hoffmann. Analiza nazwisk pojawiających się w założonej w tym samym roku gminnej księdze sądowej stanowi ważną przesłankę w rozważaniach historycznych nad pierwotną strukturą etniczną miejscowości – wyraźnie dominują w niej nazwiska o niemieckim brzmieniu, aczkolwiek z czasem przybywa również tych pochodzenia słowiańskiego (polskiego) bądź wołoskiego. Wojna trzydziestoletnia (w szczególności najazd szwedzki na księstwo cieszyńskie w 1645) i rozpoczęcie ucisku kontrreformacyjnego na Śląsku przyczyniły się do napływu w połowie XVII wieku nowych osadników z zachodniej strony Białki, co do zasady niemieckojęzycznych protestantów. Lustracja z 1660 zawiera informację o 48 rzemieślnikach zamieszkujących Białą. W 1667 miejscowość została po raz pierwszy określona w źródłach jako oppidum (miasteczko).
Od lat 30. XVII wieku istniała w bliskim sąsiedztwie Białej, na południe od Niwki (zgrubsza w miejscu współczesnego osiedla Śródmiejskiego), osada starościńska zwana Dolnym Dworem. Kwestia możliwości budowania się (i na jakich warunkach) na tym terenie stanowiła jedną z licznych kwestii spornych w ciągnących się przez wiele dziesięcioleci konfliktach pomiędzy bialanami a starostami lipnickimi. 26 listopada 1667 starosta Jan Franciszek Lubowiecki powołał do życia cech sukienniczy w Lipniku i założył w sąsiedztwie Białej i Dolnego Dworu kolejną osadę, w której ulokowali się właśnie sukiennicy. W samej Białej ten rodzaj rzemiosła był – obok pokrewnego płóciennictwa – był bardzo silnie obecny w początkach historii miejscowości pod koniec XVI wieku, w kolejnym stuleciu został jednak zmarginalizowany na rzecz profesji związanych z obsługą ruchu tranzytowego na szlaku handlowym z Krakowa w kierunku Cieszyna i dalej w głąb monarchii habsburskiej (szewców, piekarzy, rzeźników itp.).

## Wiek XVIII

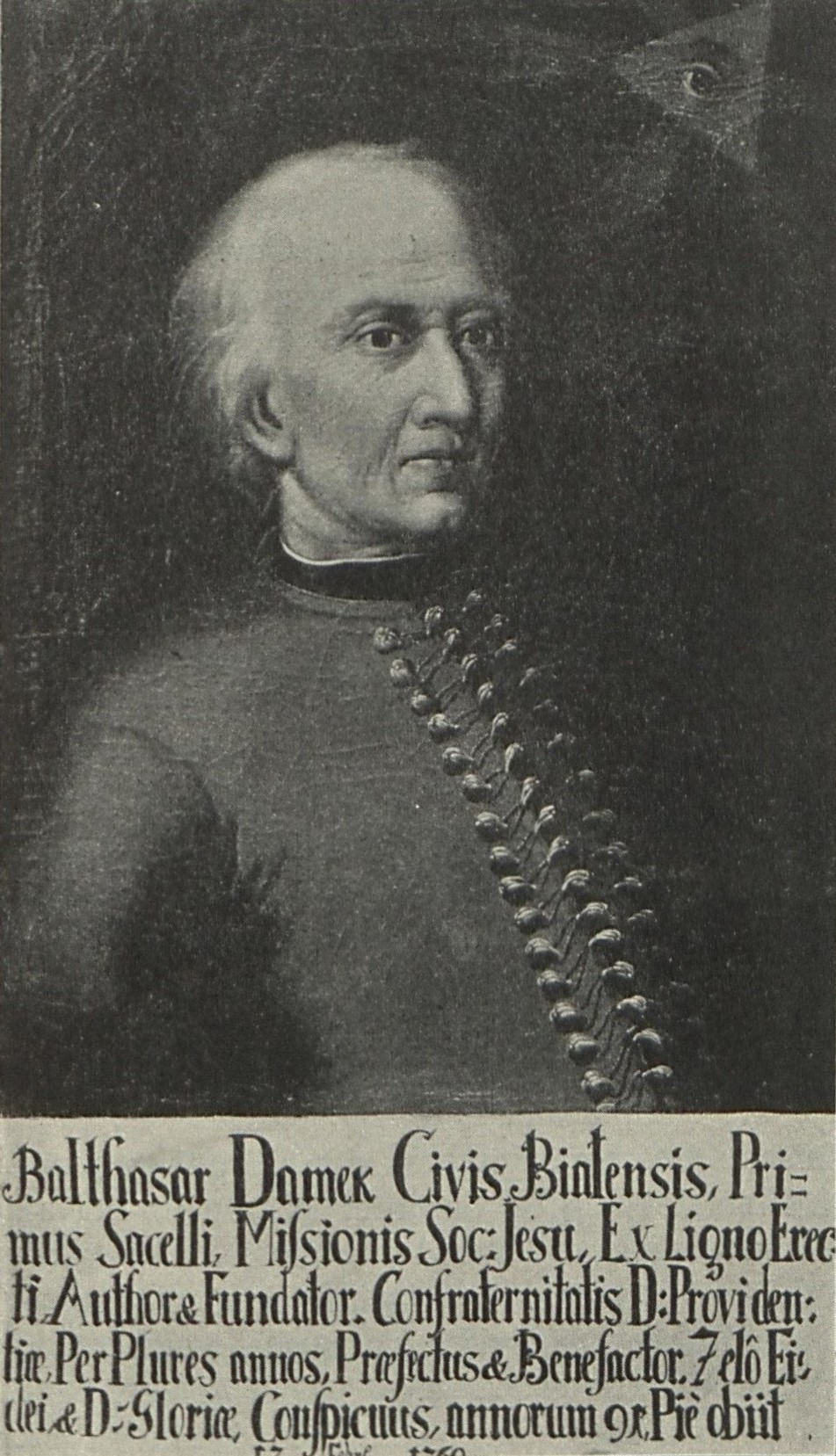
Baltazar Damek

Mimo restrykcji kontrreformacyjnych Bielsko pozostawało bastionem protestantyzmu. Dopiero w latach 30. i 40. XVIII wieku dała się zaobserwować większa liczba konwersji na katolicyzm i odsetek katolików wzrósł do około piętnastu procent. Również Biała była w początkach XVIII wieku w większości protestancka. Miejscowy zbór rósł w siłę, a w 1708 zyskał w osobie Jakoba Engelbrechta pierwszego stałego pastora. Tymczasem zamożny kupiec Baltazar Damek zamieszkujący na terenie Lipnika tuż za bialską granicą ufundował katolicką kaplicę pod wezwaniem Opatrzności Bożej, do której sprowadzona została misja jezuicka z Krakowa. Jej celem była rekatolicyzacja okolicy. Rozgorzał w ten sposób konflikt religijny. Kaplica została już w dniu pierwszego nabożeństwa 14 czerwca 1708 zniszczona przez tłum ewangelików, a jezuici zmuszeni do opuszczenia Białej i Lipnika. Wkrótce podjęto się jednak odbudowy kaplicy i misji jezuickiej, co sprowokowało kolejne tumulty antykatolickie w 1712, 1716 i 1717. W 1718 Białą i Lipnik wizytowała komisja biskupia, czego efektem był początek urzędowych prześladowań protestantów w duchu postanowień traktatu warszawskiego – zamknięto szkołę ewangelicką, zniszczono wybudowany w 1711 budynek zboru, wypędzono pastora, zaczęto przymuszać do uczestnictwa w nabożeństwach katolickich. Luteranie zeszli do podziemia (spotykano się ponownie w domach lub w tzw. leśnych kościołach), aczkolwiek równocześnie nakazano opuszczenie Białej przez jezuitów. Prześladowania zelżały po wydaniu w 1730 glejtu królewskiego zapewniającego wolność wyznawania „religii akatolickiej” w starostwie lipnickim, ale już dwa lata później powstała na nowo kontrreformacyjna misja jezuicka. Z czasem liczba katolików rzeczywiście wzrosła, na co miała wpływ również obserwowana szczególnie od lat 30. XVIII wieku imigracja z terenów zachodniej Małopolski. Lata 50. i 60. przyniosły kolejne odsłony zażartego konfliktu religijnego. W tym czasie proporcje zaczęły się odwracać i społeczność ewangelicka znalazła się w mniejszości, stanowiąc w 1772 około 1/3 mieszkańców Białej.

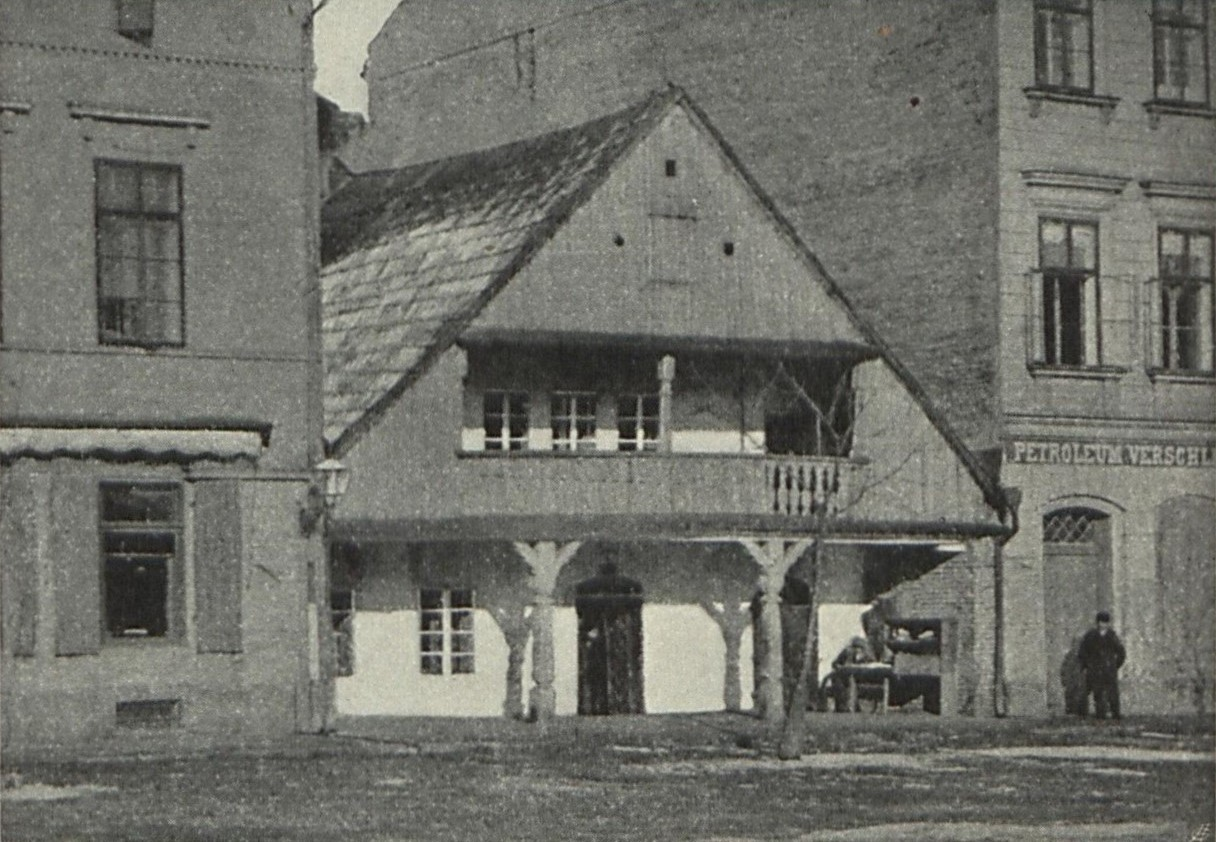
Typowy XVIII-wieczny drewniany dom podcieniowy przy rynku w Białej. Fotografia wykonana około 1895, krótko przed wyburzeniem ostatniego z nich.

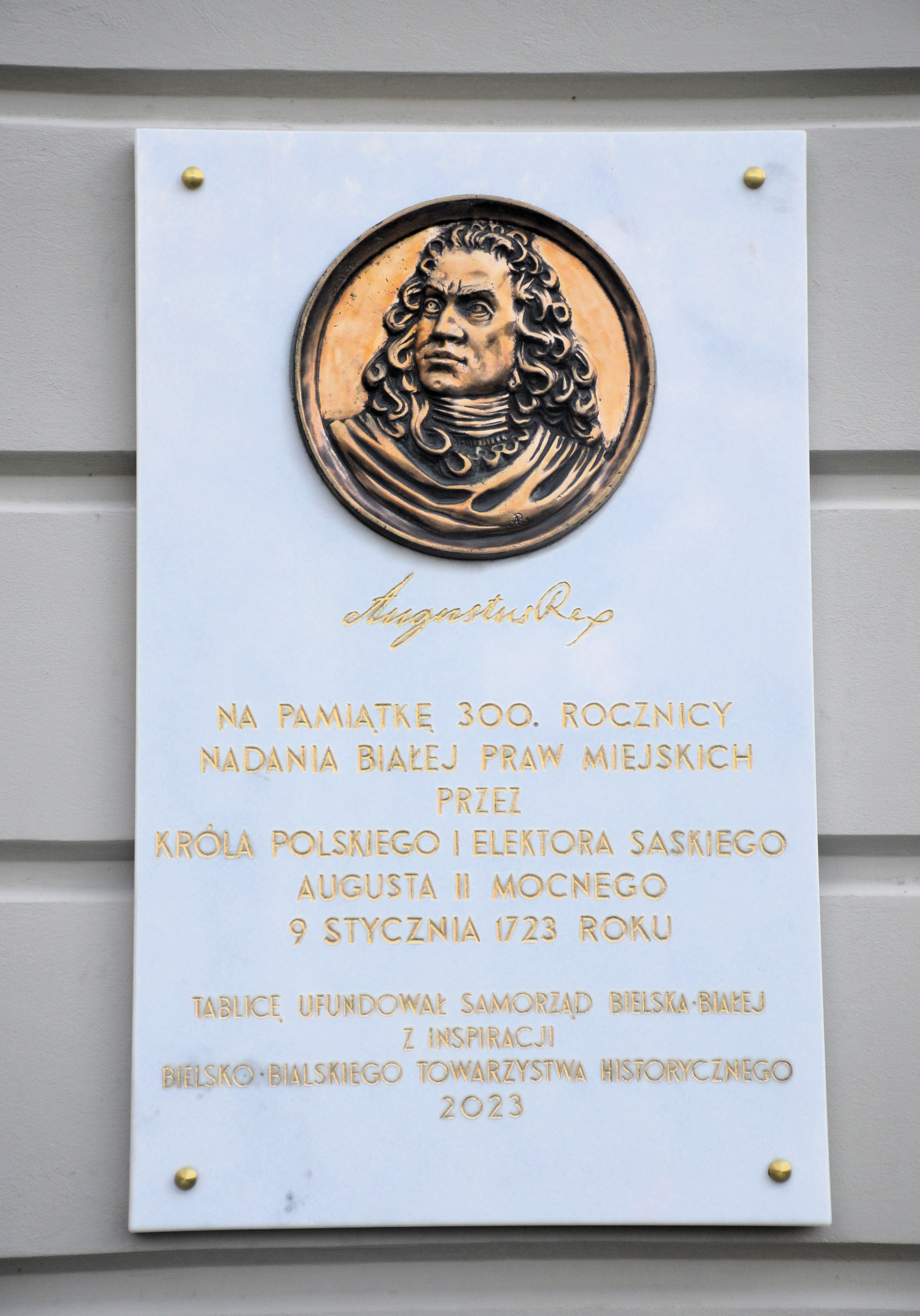
Tablica upamiętniająca trzysetną rocznicę nadania praw miejskich Białej (1723–2023)

9 stycznia 1723 Biała – dzięki staraniom starosty lipnickiego Jakuba Zygmunta Rybińskiego – otrzymała prawa miejskie typu chełmińskiego z rąk króla Augusta II Mocnego. Liczyła wtedy zaledwie 40 zamieszkałych domów i około 300 mieszkańców. Doszło do nowego rozplanowania urbanistycznego, w centrum którego znalazł się prostokątny rynek – dzisiejszy plac Wojska Polskiego. Zabudowa była w całości drewniana, pierwszy budynek murowany powstał dopiero w 1766. Pierwszym burmistrzem został wybrany wspomniany Baltazar Damek. W 1760 poszerzono obszar miasta – pierwotnie ograniczony do 12,5 ha – o jurydykę starostów lipnickich (składającą się z Dolnego Dworu, osady sukienników i pobliskiego targowiska), w konsekwencji czego liczba mieszkańców wzrosła do około 1,5 tysiąca a domów do 200. To na terenie jurydyki znajdowała się kaplica katolicka przekształcona w latach 60. w pełnoprawny kościół, od 1789 parafialny. Jurydyka była również od lat 30. miejscem osadnictwa żydowskiego postrzeganego przez bialskich mieszczan jako zagrożenie ekonomiczne, wspieranego natomiast przez kolejnych starostów lipnickich. W 1757 bialanie wystarali się o przywilej de non tolerandis Judaeis, prawo to jednak nie weszło w praktyce w życie z uwagi na opór starosty Henryka Brühla i zarządcy Antoniego Czestriegiego. Doprowadziło to do konfliktu, który wyeskalował w 1764. Rok później wszyscy Żydzi z Białej i całego starostwa lipnickiego (łącznie około 220 osób) zostali wygnani. W Bielsku liczba Żydów była niewielka, nie przekraczała kilkudziesięciu osób. Zgodnie z patentem Marii Teresy z 1752 na całym Śląsku Cieszyńskim mogło przebywać jedynie 88 tolerowanych rodzin żydowskich.

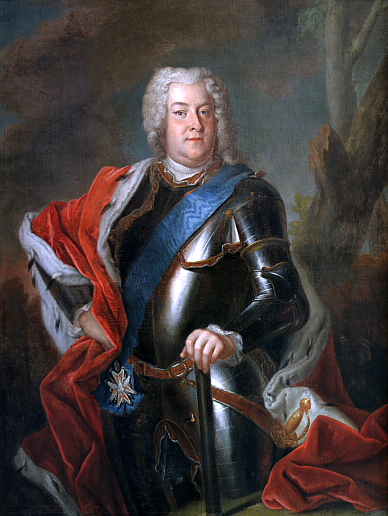
Aleksander Józef Sułkowski, pierwszy książę bielski

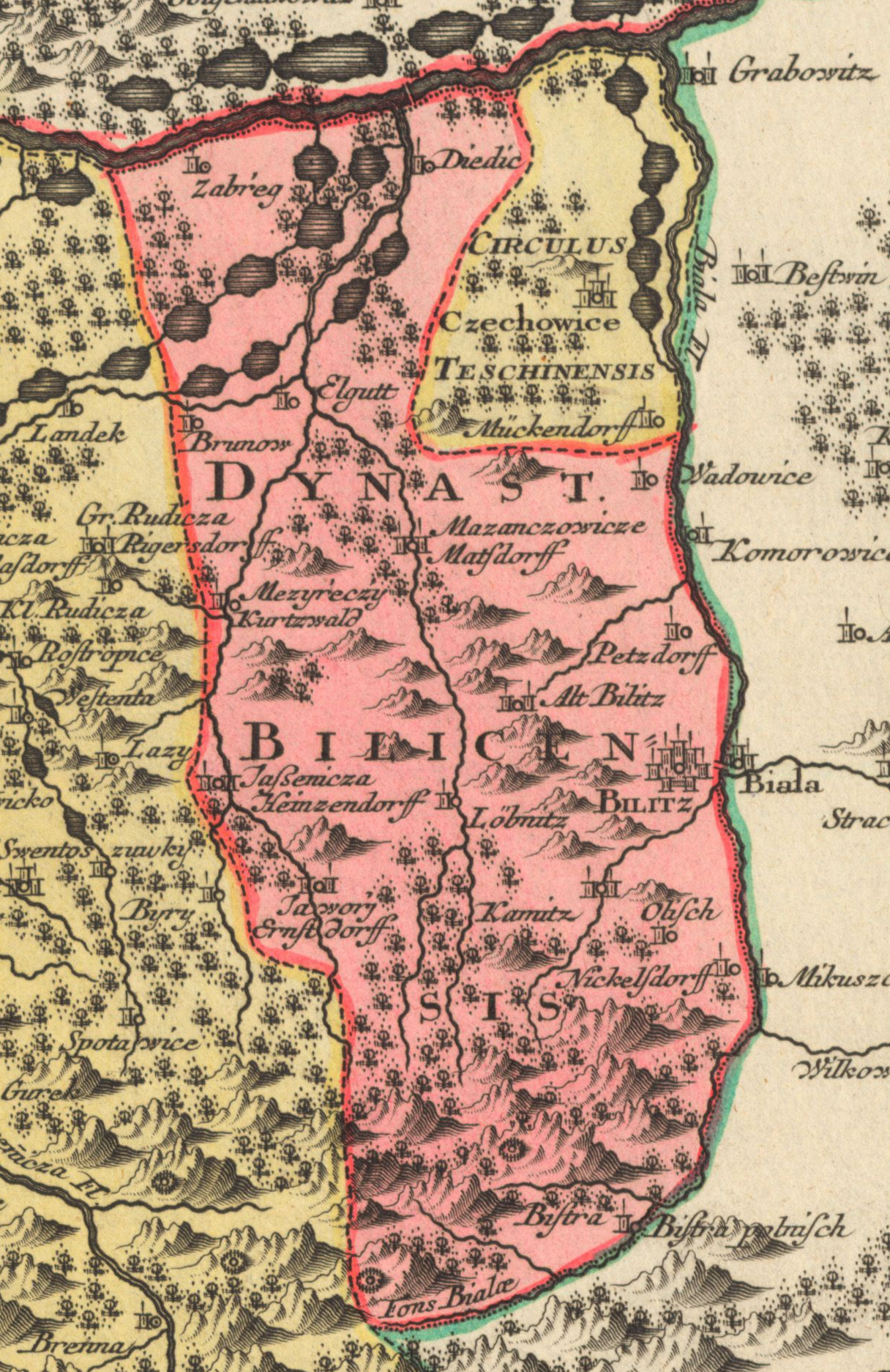
Mapa bielskiego państwa stanowego z pierwszej połowy XVIII wieku

Ród Sunneghów wymarł na osobie Juliusa Gottlieba w 1724. Kolejnym właścicielem Bielska został Heinrich Wilhelm von Solms-Wildenfels und Tecklenburg, po którego śmierci w 1741 zostało ono przez jego syna sprzedane Friedrichowi Wilhelmowi von Haugwitzowi. Na jego prośbę w 1751 cesarzowa Maria Teresa podniosła państwo bielskie do rangi wolnego państwa stanowego. W efekcie Bielsko mogło wysyłać swojego przedstawiciela na zgromadzenia do Opawy (Troppauer öffentlicher Konvent) oraz utworzyć własny bielski rząd krajowy (Landesregierung). W 1752 Haugwitz sprzedał je za 630 tysięcy guldenów Aleksandrowi Józefowi Sułkowskiemu, wpływowemu politykowi polskiemu i saskiemu. Cesarzowa mianowała Sułkowskiego księciem i podniosła państwo bielskie do rangi księstwa (Fürstentum), a 2 września 1754 uznała je za księstwo wyższego rzędu (Herzogtum).
W konsekwencji I wojny śląskiej w 1742 większość Śląska odpadła od monarchii Habsburgów, Bielsko jednak pozostało w jej granicach, wchodząc w skład nowo utworzonej prowincji Księstwo Górnego i Dolnego Śląska ze stolicą w Opawie, zwanej potocznie Śląskiem Austriackim. W ten sposób w odległości kilkunastu kilometrów na północ od miasta powstała granica z Prusami na Wiśle. Nie był to koniec konfliktu prusko-austriackiego, który ciągnął się jeszcze ponad dwie dekady, jednak zgodnie z postanowieniami pokoju w Hubertusburgu z lutego 1763 zachowany został podział Śląska ustalony w 1742. Fundamentalną zmianę polityczną przyniósł I rozbiór Polski w 1772, w związku z którym Biała została włączona w skład monarchii Habsburgów jako część prowincji o nazwie Królestwo Galicji i Lodomerii z księstwami Oświęcimskim i Zatorskim, powszechnie znanej jako Galicja. Białka stała się odtąd granicą wewnątrzpaństwową pomiędzy dwiema jednostkami administracyjnymi. Pod względem podziałów niższego stopnia, Biała należała do cyrkułu wielickiego, a po reformie z 1782 do cyrkułu myślenickiego, dla Bielska natomiast istotna była reforma administracyjna tworząca w 1783 gubernium morawsko-śląskie, a w jego ramach cyrkuł (obwód) cieszyński.

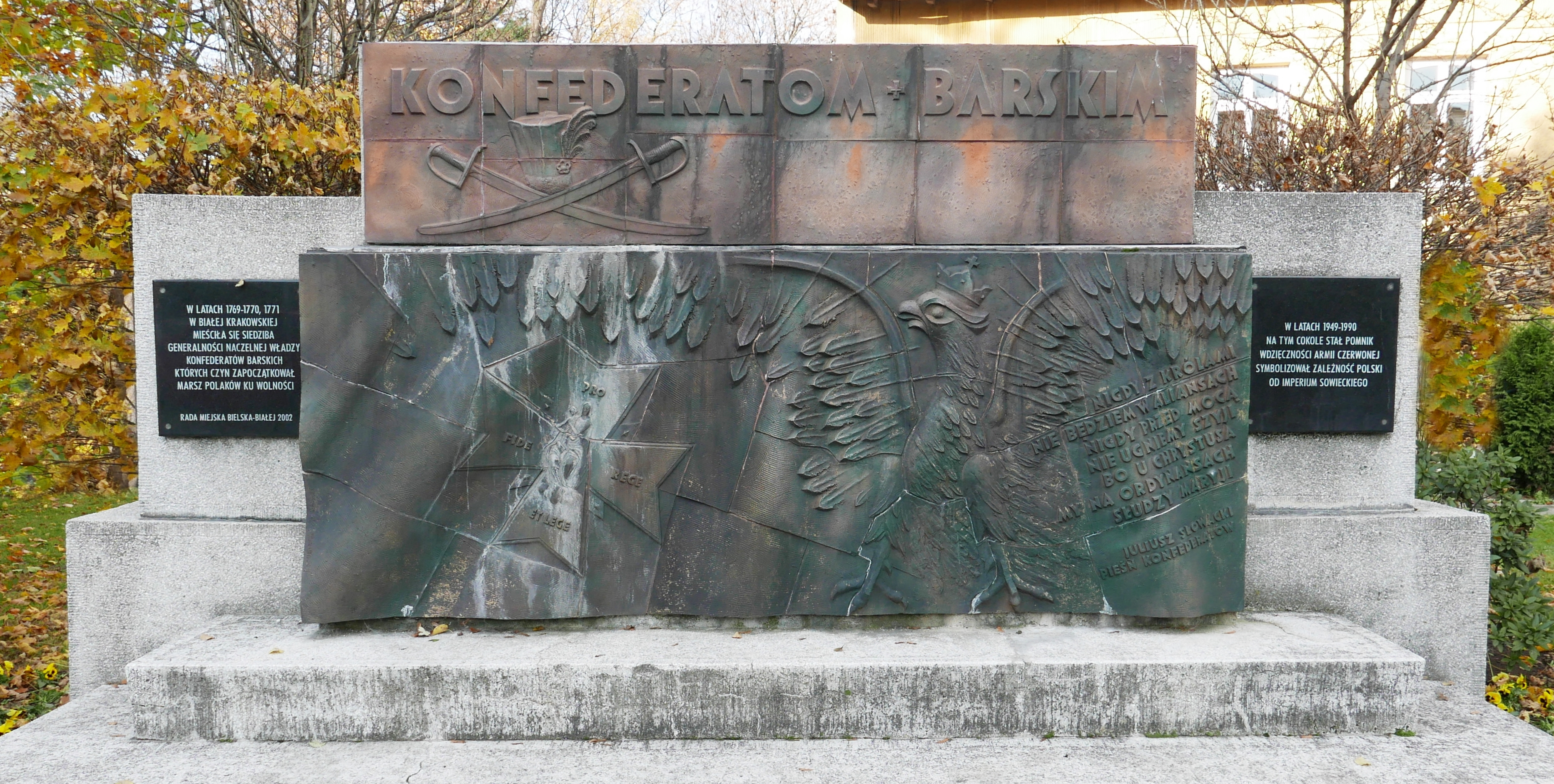
Pomnik upamiętniający obecność Generalności konfederatów barskich w Białej (odsłonięty w 2002)

Epizodem poprzedzającym rok 1772 były działania konfederacji barskiej, której naczelny organ – Rada Generalna Stanów Skonfederowanych (Generalność) – ukonstytuował się 31 października 1769 w ratuszu w Białej i obradował w miasteczku (lub ze względów bezpieczeństwa w sąsiednim Bielsku) do grudnia tegoż roku, zanim został przeniesiony do Preszowa. Konfederaci wkrótce pojawili się ponownie, a w kwietniu 1771 zainstalowała się w Białej na stałe Rada Wojskowa Generalności. 
Zmiany granic miały ogromne znaczenie gospodarcze dla Bielska. Po 1740 stało się ono jedynym austriackim ośrodkiem handlowym na granicy z Polską. Zarazem odcięcie od Dolnego Śląska wpłynęło na wzrost znaczenia bielskiego sukiennictwa. Druga połowa XVIII wieku to okres protoindustrializacji. Znoszenie anachronicznych zasad cechowych, takich jak zakaz pracy na więcej niż jednym krośnie, otworzyło drogę do przekształcania warsztatów w większe zakłady i pojawienia się pierwszych „fabrykantów”. Za pierwszą bielską manufakturę uznaje się wytwórnię cerat lnianych uruchomioną przez braci Bartelmuss w 1750; za drugą – zakład Johanna Georga Mänhardta produkujący od 1760 rasz i meselan (rodzaje tkaniny na pół wełnianej i lnianej). Przyłączenie Galicji miało dalszy pozytywny wpływ na rozwój handlu, zwłaszcza po zniesieniu granicy celnej w 1784. Jego konsekwencją był również wzmożony napływ kupców i rzemieślników ze Śląska, Moraw i innych krajów austriackich do Białej. Władze habsburskie wspierały to osadnictwo, przyznając przybyszom różne ulgi takie jak wolnizna na sześć lat. Podobnie jak w sąsiednim Bielsku, na plan pierwszy wysunęło się sukiennictwo – liczba mistrzów sukienniczych wzrosła z 52 w roku 1768 do 170 w 1800 (w Bielsku było ich ponad pięciuset). Biała odegrała również ważną rolę jako stacja przejściowa kolonizacji józefińskiej, przez miasteczko przeszło w latach 80. XVIII wieku kilkanaście tysięcy kolonistów, którzy tu byli zaopatrywani na dalszą drogę.

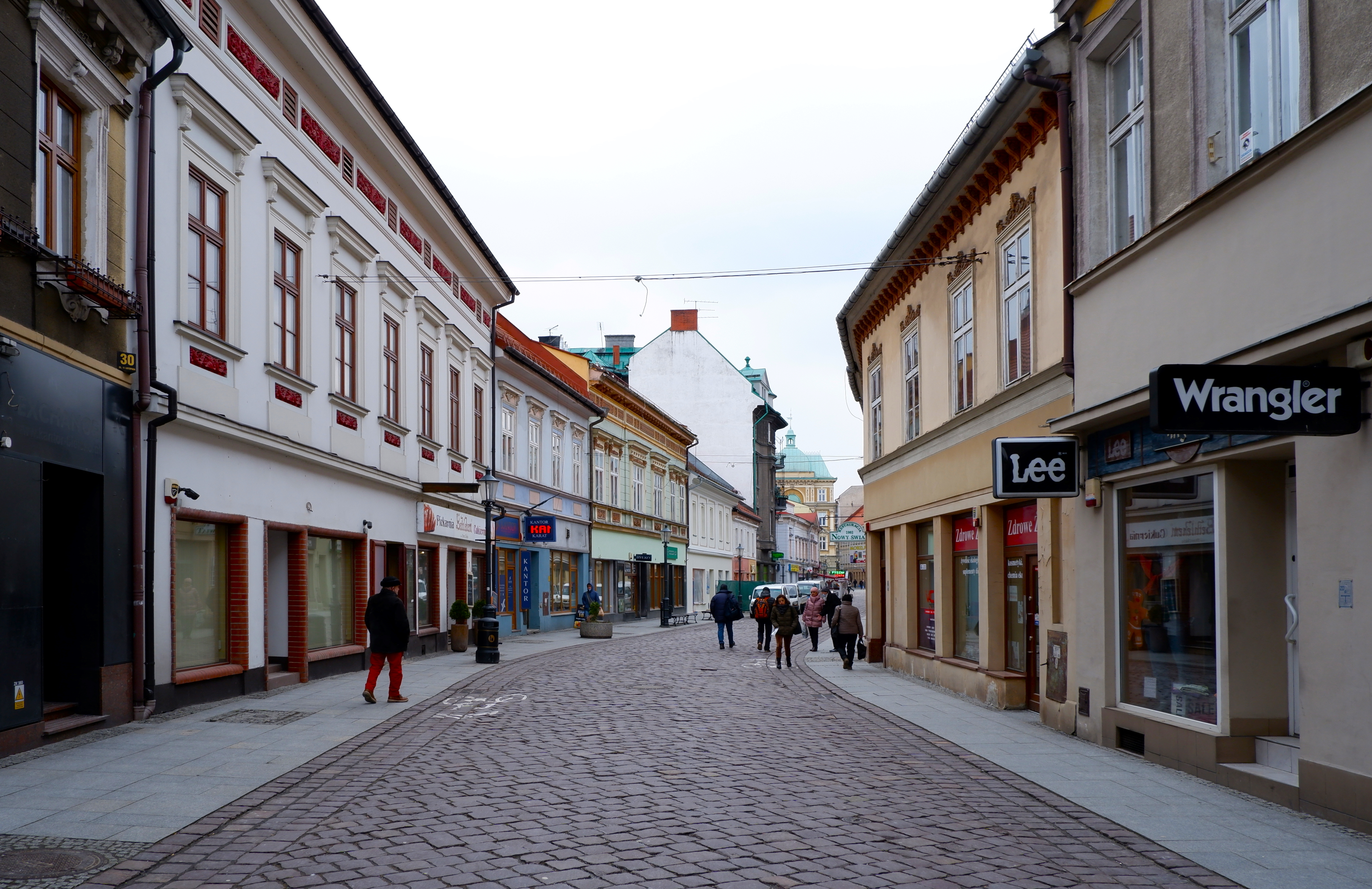
Zabudowa józefińska z końca XVIII wieku przy dawnym trakcie cesarskim w centrum Białej (widok współczesny)

Począwszy od 1780 Biała została poddana wielkim przekształceniom urbanistycznym w związku z budową traktu cesarskiego, którego część stanowi obecna ulica 11 Listopada. Wytyczony wtedy został też Nowy Rynek – obecny plac Wolności. W krajobrazie zagościła nowa murowana zabudowa w tzw. stylu józefińskim, pod koniec stulecia już 40% z 297 budynków było murowanych. W Bielsku w ramach budowy traktu cesarskiego – była to droga łącząca docelowo Wiedeń ze Lwowem – wytyczono w 1775 dzisiejszą ulicę Cieszyńską, drugą oś urbanistyczną Górnego Przedmieścia.

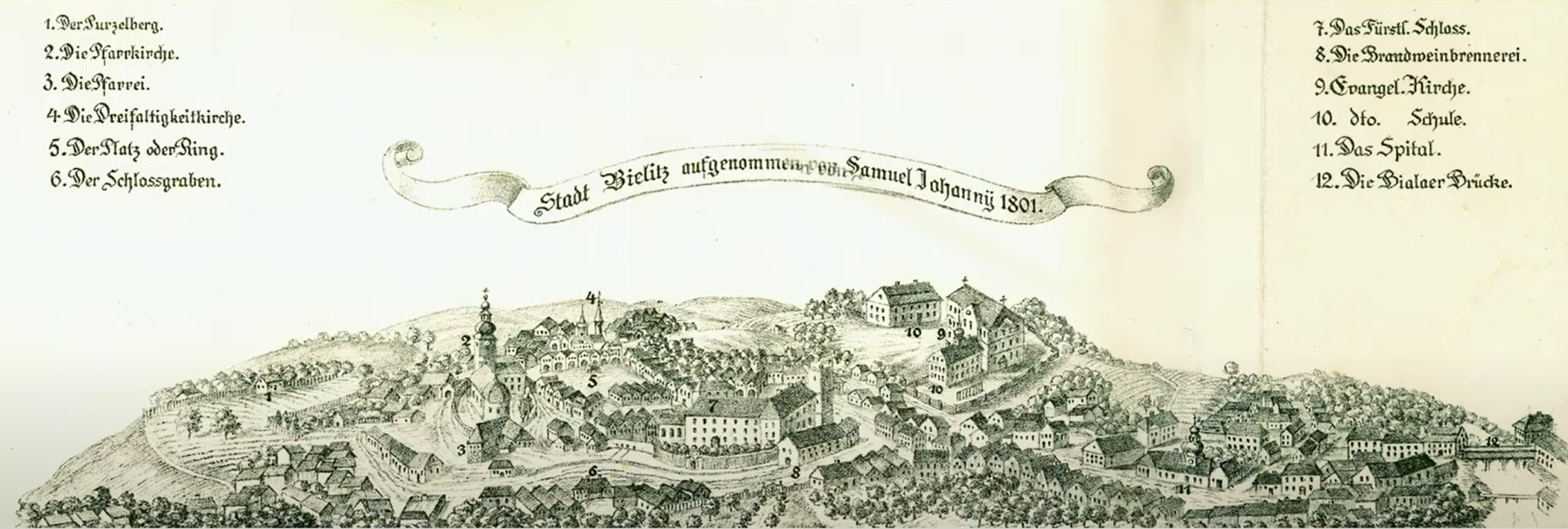
Drzeworyt przedstawiający widok Bielska w 1801: numerami 9 i 10 oznaczone są zabudowania Bielskiego Syjonu

13 października 1781 cesarz Józef II wydał patent tolerancyjny, na mocy którego m.in. przyznano luteranom swobodę praktykowania religii i umożliwiono budowę świątyń w miejscach, gdzie mieszkało co najmniej sto rodzin takiego wyznania. Już w styczniu 1782 utworzona została parafia ewangelicka w Bielsku obejmująca miasto oraz kilkanaście okolicznych wsi. Powstała przez wydzielenie z parafii cieszyńskiej skupionej wokół istniejącego od 1709 kościoła łaski. 19 marca 1782 odbyło się pierwsze nabożeństwo, podczas którego superintendent morawsko-śląsko-galicyjski Jan Traugott Bartelmus użył określenia „bielski Syjon”, które na stałe przylgnęło potem jako określenie części miasta położonej dokładnie na pograniczu Dolnego i Górnego Przedmieścia, w której skupiły się budynki związane z działalnością gminy. Jako pierwszy powstał 1783 budynek szkoły. W 1787 przystąpiono do budowy murowanego kościoła, który po ukończeniu trzy lata później zastąpił prowizoryczną drewnianą konstrukcję. W 1794 ukończono drugi budynek szkolny. Parafia ewangelicka w Białej została powołana do życia w październiku 1781. W pierwszej połowie kolejnego roku ukończono tymczasowy dom modlitwy, który w latach 1792–1798 zastąpiono nową murowaną świątynią ulokowaną w bezpośrednim sąsiedztwie rynku. Patent tolerancyjny Józefa II otworzył w przypadku Bielska również drogę do rozwoju osadnictwa żydowskiego.
Na mocy patentu cesarskiego z 7 maja 1789 zlikwidowane zostało starostwo lipnickie. W jego miejsce powstało tzw. kameralne dominium lipnickie. Biała nie została do niego włączona, lecz 10 czerwca 1789 ogłoszona „wolnym miastem królewskim”. W 1795 doszło w atmosferze sporów do ponownego wyznaczenia granicy między Białą a Lipnikiem, przy którym miasto straciło część pozyskanej trzydzieści pięć lat wcześniej jurydyki. Niewielkich korekt dokonano w 1799, gdy podpisano protokół „wyodrębnienia Białej z dóbr lipnickich”, który ostatecznie zrywał formalne powiązania między Białą a Lipnikiem. Granica biegła w rejonie dzisiejszej ulicy Nadbrzeżnej i Towarzystwa Szkoły Ludowej na północy, ulicy Wyzwolenia, Broniewskiego i placu Opatrzności Bożej na wschodzie oraz ulicy Dworkowej na południu (odpowiada jej do dziś obręb ewidencyjny Biała Miasto), w sztuczny sposób ograniczając możliwości rozwoju przestrzennego miasta. Enklawę na terytorium Lipnika stanowił las miejski na stokach Gaików.
W 1790 Bielsko liczyło 4616 mieszkańców, z tego 2299 (49,8%) było ewangelikami, 2231 (48,3%) katolikami, a 86 (1,9%) żydami. Ogromny wzrost odsetka ludności katolickiej w porównaniu z rokiem 1770, gdy stanowiła ona jedynie 18,3%, spowodowany był napływem ludzi do pracy w rozwijającym się protoprzemyśle, którzy pochodzili głównie z niedalekich katolickich wiosek. Dane dla Białej z 1799 mówią o 2850 mieszkańcach, praktycznie samych chrześcijanach (bez podania podziału konfesyjnego), z wyjątkiem jednej rodziny żydowskiej trudniącej się prowadzeniem koszernej garkuchni dla przyjezdnych. Bialski przywilej de non tolerandis Judaeis, wprowadzony jeszcze za czasów polskich, został potwierdzony przez władze cesarskie w 1787.

## Od rewolucji przemysłowej do I wojny światowej

### Przemysł

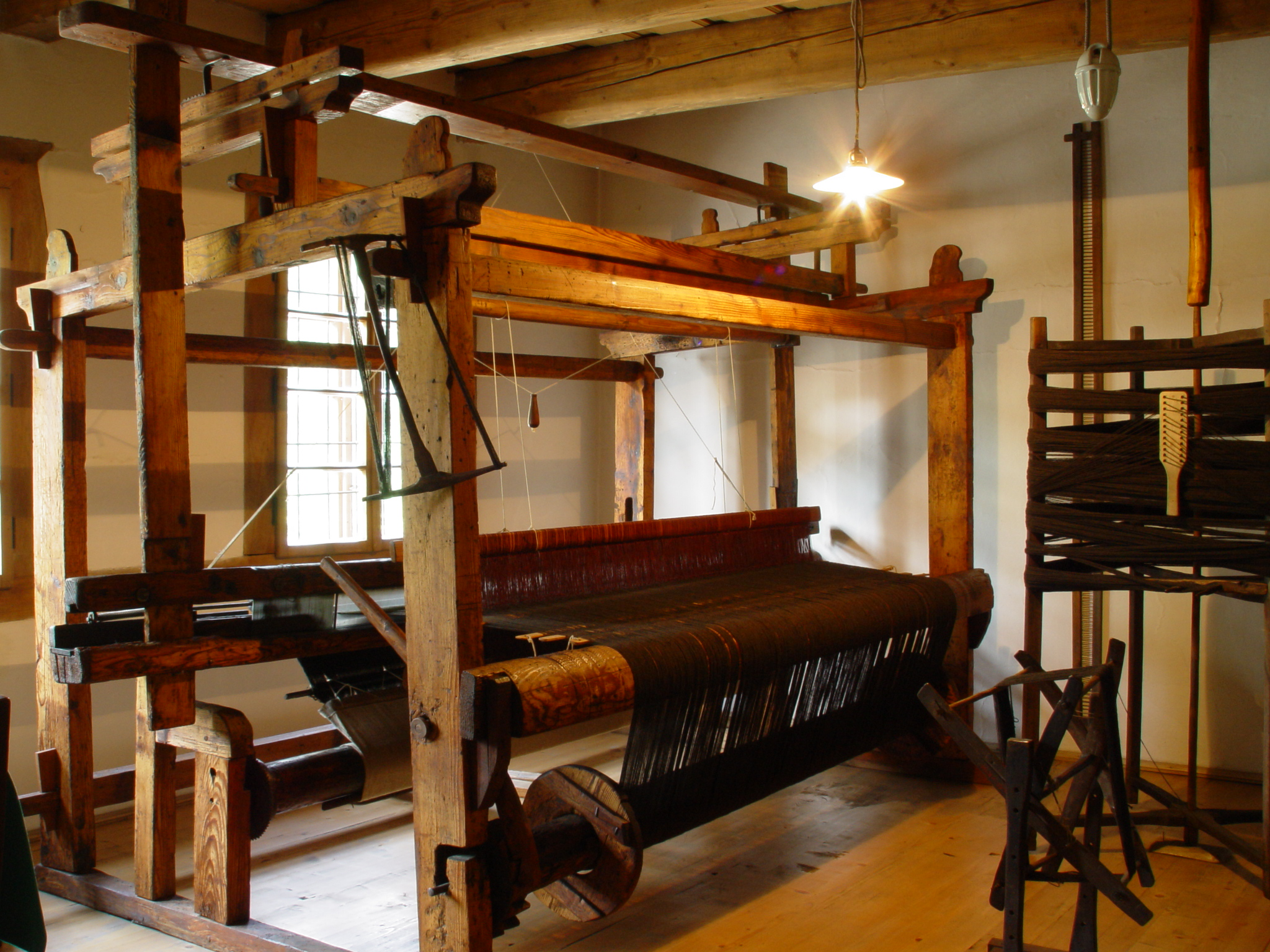
Przedindustrialny warsztat tkacki (ekspozycja Domu Tkacza)

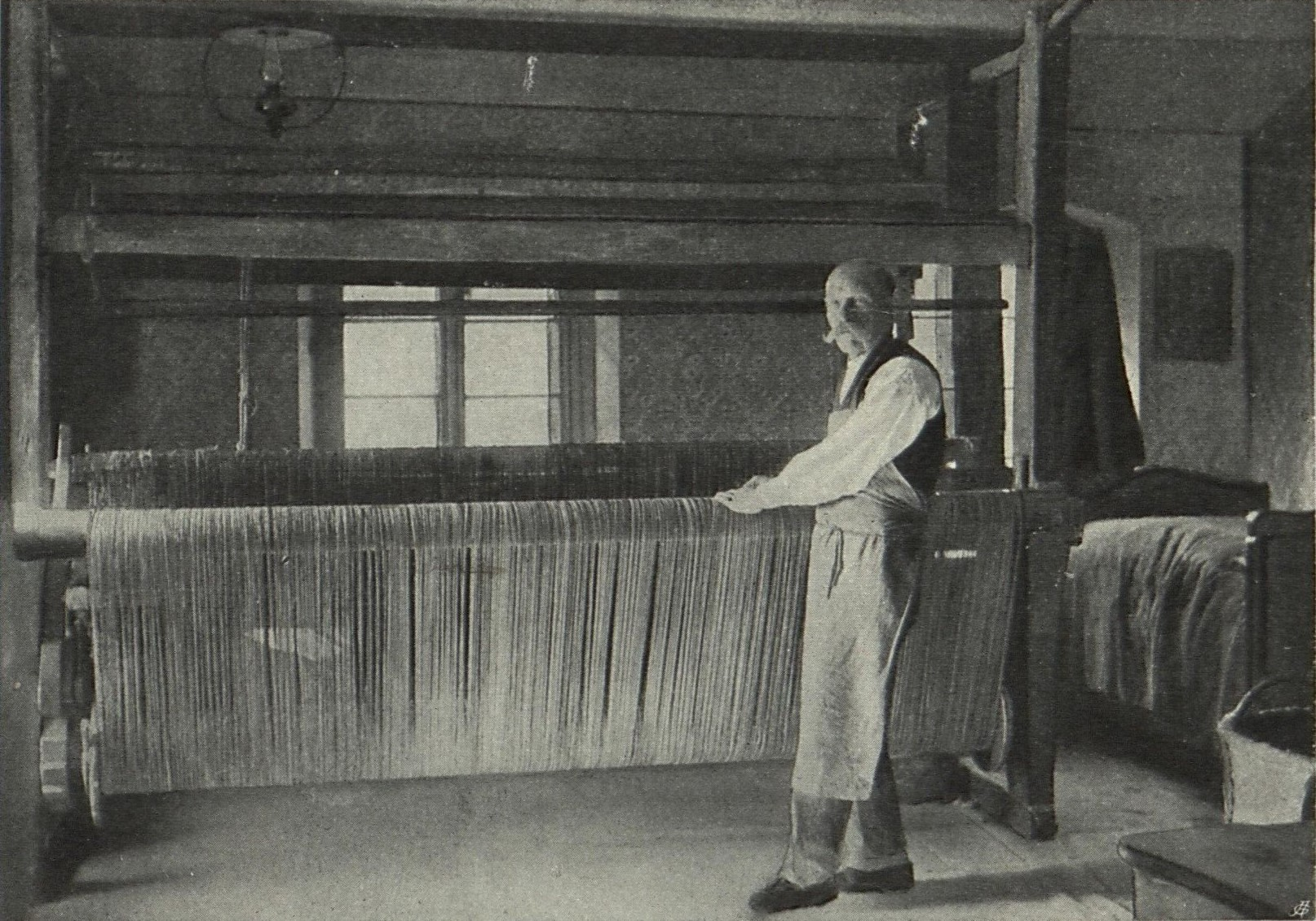
Eduard Homa sportretowany w 1907 jako ostatni tkacz ręczny działający w Białej

Kluczowym dla historii rozwoju przemysłu w dwumieście był rok 1806. Wtedy to sprowadzone zostały pierwsze mechaniczne przędzarki, które w swoich warsztatach zastosowało siedmiu mistrzów z Białej i Lipnika (Johann, Anton i Philipp Hensler, Andreas Strzygowski, Franz Wenzelis, Franz Hermanke i Georg Thetschel) oraz jeden z Bielska (Traugott Förster). Wkrótce potem pojawiły się kolejne maszyny (zgrzeblarki, postrzygarki, szarparki itp.) sprowadzane z Dolnego Śląska i Moraw. W 1811 koncesje na prowadzenie działalności (tzw. nadzwyczajne koncesje krajowe zwalniające od ograniczeń przepisami cechowymi) otrzymały pierwsze bielskie fabryki sensu stricto: Fröhlich, Grunewald & Comp. oraz Gebrüder Kolbenheyer. Pionierami po wschodniej stronie Białki byli w tym samym czasie Joachim Adler i Gottlieb Frisch.
Początkom industrializacji towarzyszył opór ze strony konserwatywnych mistrzów sukienniczych, którzy próbowali sabotować rozwój fabryk. W dziejach zapisał się m.in. dwuletni konflikt pomiędzy bialskimi sukiennikami a Joachimem Adlerem, którego najpierw nie chciano przyjąć do cechu powołując się na zakaz przyjmowania do niego Żydów, a gdy uruchomił produkcję na terenie Lipnika próbowano ją na różne sposoby blokować, zanim w 1812 udało mu się uzyskać nadzwyczajną koncesję krajową. Dochodziło na terenie Bielska i Białej do incydentów wpisujących się w nurt „walki z maszyną” czy też ostracyzmu wobec czeladników wyszkolonych w fabrykach.
Rozkwit gospodarczy przełomu pierwszej i drugiej dekady XIX wieku zachwiany został przez kryzys gospodarczy, który wybuchł w 1816. Ponowne ożywienie nastąpiło w latach dwudziestych. W 1826 Valentin Jankowski uruchomił pierwszą maszynę parową w Bielsku, a w 1830 Johann Georg Lukas pierwszą w Białej. Proces przejścia od manufaktur do produkcji zmechanizowanej został w tym okresie przypieczętowany. Cechy sukiennicze traciły na znaczeniu, a po reformie z 1859 stały się już tylko stowarzyszeniami o symbolicznym znaczeniu. Formalnie istniały aż do 1896 w Bielsku i 1901 w Białej. W 1841 Eduard Zipser założył na terenie Mikuszowic Krakowskich pierwszą fabrykę włókienniczą, która w jednym miejscu skupiała cały proces technologiczny – od sortowania wełny poprzez przędzenie, tkanie i farbowanie po apreturę. Według opracowania statystycznego z tego samego roku Bielsko wraz z Białą było po Brnie i Igławie trzecim co do wielkości ośrodkiem włókienniczym ówczesnego państwa austriackiego. Najważniejszymi rynkami zbytu były Bliski Wschód, Turcja i Bałkany.

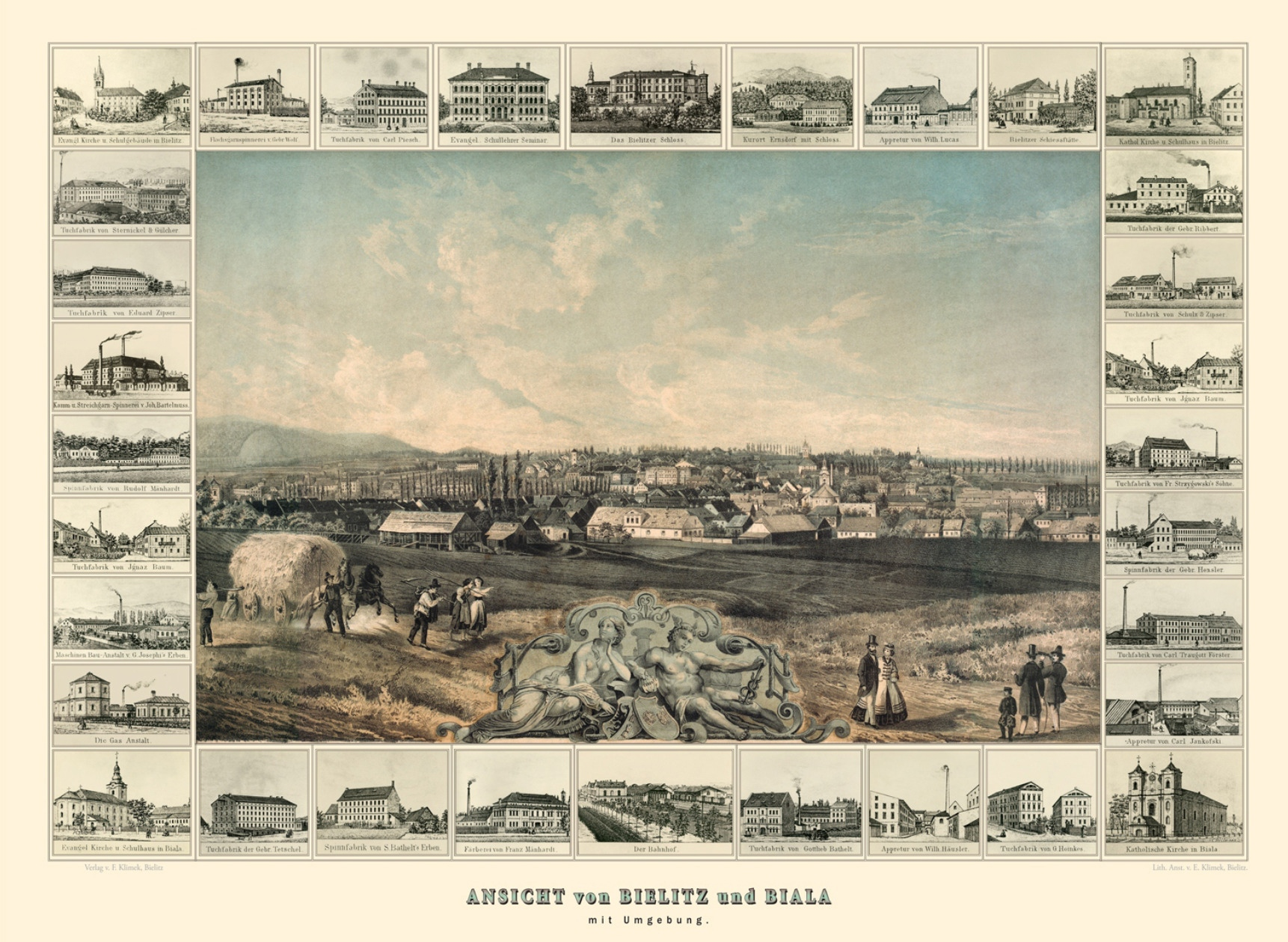
Panorama dwumiasta przygotowana z okazji Śląsko-Zachodniogalicyjskiej Wystawy Przemysłowej zorganizowanej w 1871. Obok obiektów takich jak zamek, dworzec kolejowy czy kościoły przedstawione zostały najważniejsze ówczesne fabryki.

W połowie stulecia zaczyna się równolegle rozwijać przemysł maszynowy i metalowy, w dużej mierze nastawiony na produkcję wyposażenia dla włókiennictwa. Pionierem w tym względzie był Gustav Josephy, który w 1851 założył warsztat naprawy maszyn włókienniczych, rozbudowany z czasem do wielkiej fabryki zaopatrującej większość zakładów tekstylnych w Austro-Węgrzech i Rosji. Kolejnym ważnym przedsiębiorstwem z branży maszynowej był zakład wydzielony w 1876 z warsztatów fabryki włókienniczej Sternickel & Gülcher, od 1884 zarządzany przez Georga Schwabego. Najważniejszą gałęzią pozostało jednak włókiennictwo, które odpowiadało pod koniec XIX wieku za trzy czwarte bielsko-bialskiej produkcji przemysłowej. W 1871 w branży działało 31 fabryk i 290 samodzielnych wytwórców, w 1890 liczba fabryk wynosiła 63, a małych producentów 87, natomiast spis z 1904 wymienia 92 fabryki, z których największymi, zatrudniającymi około lub ponad 500 pracowników, były: Eduard Zipser & Sohn, Karl Hess, Sternickel & Gülcher oraz J.G. Bathelt. W okręgu bielsko-bialskim produkowano na początku XX wieku około 300 tysięcy sztuk tkanin wełnianych rocznie, co plasowało go w czołówce austriackich ośrodków tekstylnych, obok Brna i Liberca.

### Ludność

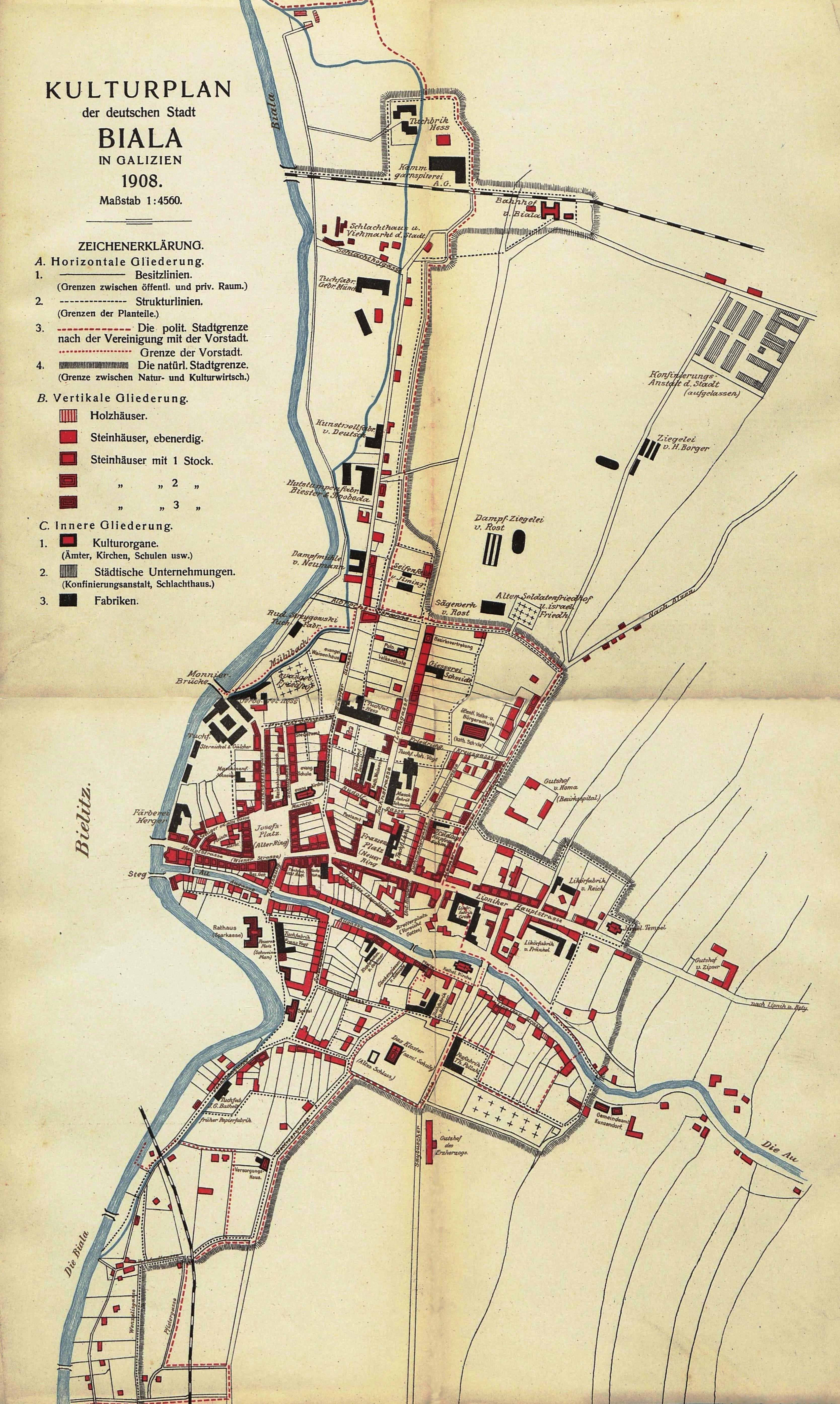
Mapa Białej z 1908 z zaznaczeniem granicy administracyjnej i „naturalnej”

Rozwój przemysłu wiązał się z napływem nowych mieszkańców, aczkolwiek nie można mówić w przypadku Bielska i Białej o eksplozji populacyjnej porównywalnej z innymi aglomeracjami przemysłowymi tego czasu. W 1823 Bielsko liczyło 7106 mieszkańców; w 1851 – 7307, w 1869 – 10 721; w 1890 – 14 573; a w 1910 – 18 568. Dane dla Białej są następujące: w 1824 – 4199 mieszkańców; w 1851  – 5187; w 1869 – 5498; w 1890 – 7622; w 1910 – 8668. Łącznie dwumiasto urosło więc w latach 1823/4–1910 dwuipółkrotnie, z 11 305 do 27 236 mieszkańców. Władze miejskie prowadziły świadomą politykę ograniczania możliwości osiedlania się robotników i uzyskiwania przez nich prawa przynależności (Heimatrecht). Z wyjątkiem niewielkiego osiedla w rejonie dzisiejszej ulicy Michałowicza wybudowanego w latach 1892–1911 dla pracowników fabryki Josephy'ego nie powstawały tu kolonie robotnicze typowe np. dla zagłębia ostrawskiego czy katowickiego. W przypadku Białej rozwój ludnościowy dodatkowo hamowały nienaturalnie zawężone granice administracyjne. W 1832 wyodrębniono z Lipnika gminę Biała Przedmieście obejmującą część przyległych bezpośrednio do miasta obszarów, już od 1801 znajdujących się pod jego jurysdykcją sądową. W 1872 włączono ją w skład miasta, dzięki czemu powiększyło ono swoje terytorium z 50 do 126,6 ha. Wciąż jednak pozostawało ograniczone terytorialnie, formalnie poza miastem znajdował się m.in. cmentarz parafialny czy mocno zurbanizowany i rozwojowy obszar na wschód od dzisiejszej ulicy Wyzwolenia, nazywany „miejską częścią Lipnika”. Typowym dla dwumiasta zjawiskiem było codzienne dochodzenie do pracy robotników mieszkających w okolicznych wsiach.
Pod względem etniczno-językowym Bielsko i Biała pozostawały miastami z wyraźną przewagą ludności niemieckiej. Wszystkie austriackie spisy powszechne, w których zadawano pytanie o język kontaktów codziennych (Umgangssprache), wskazują, że w Bielsku niemieckim posługiwało się ponad 80% mieszkańców. W Białej liczba osób niemieckojęzycznych wahała się według danych spisowych od 70,1% w 1880 przez 72,1% w 1890 i 76,8% w 1900 do 66,3% w 1910.

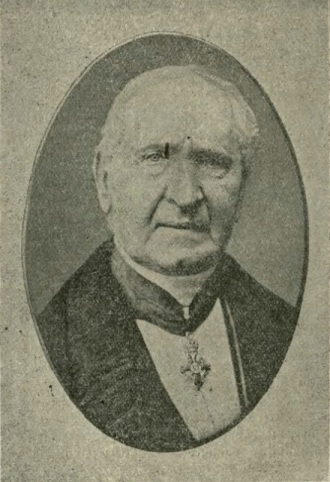
Karl Samuel Schneider

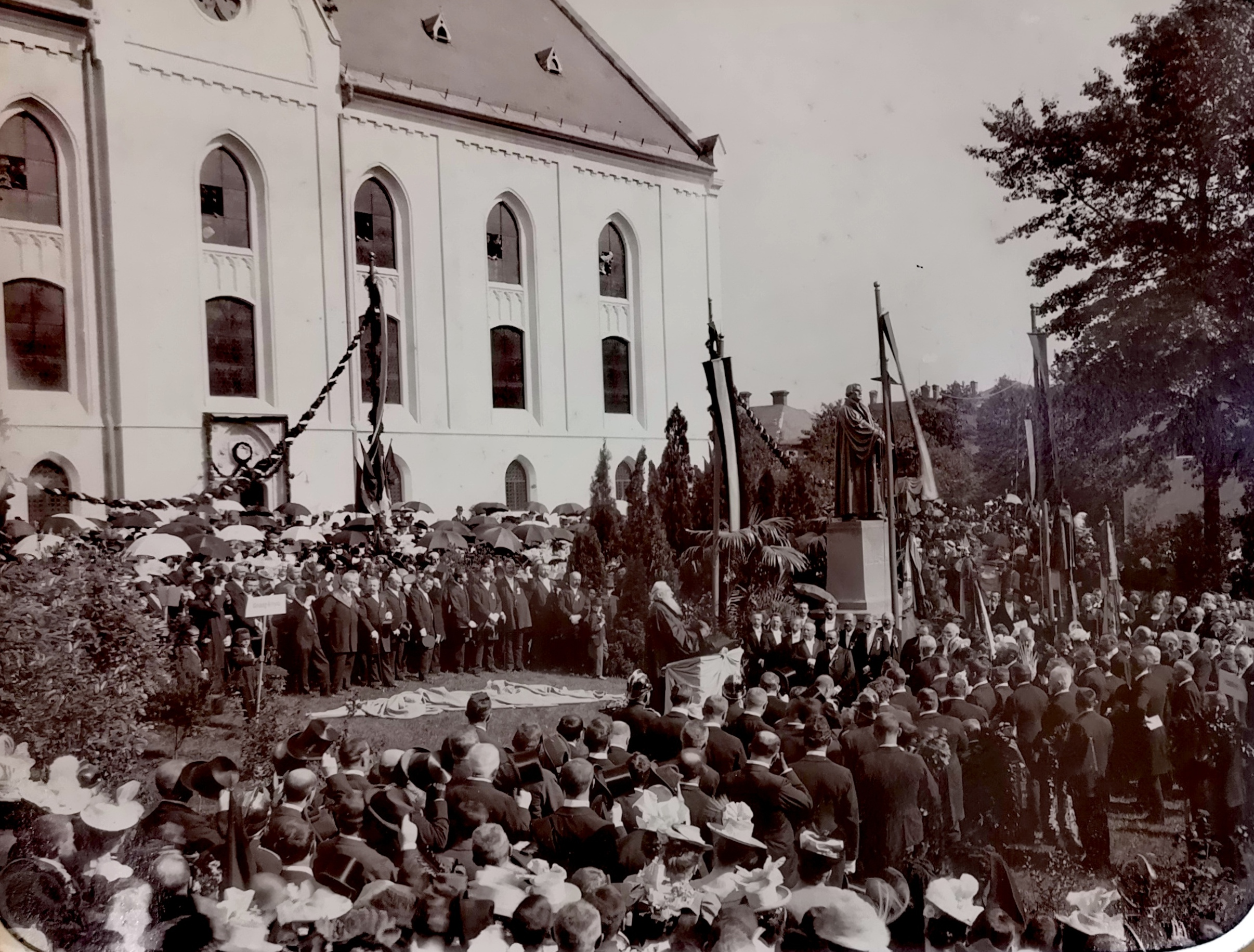
Uroczystość odsłonięcia pomnika Marcina Lutra (1900)

Zmieniała się natomiast struktura wyznaniowa. O ile na początku stulecia ewangelicy w Bielsku jeszcze przeważali, to w 1869 proporcje były wyrównane (45,2% katolików i 44,4% ewangelików), a w 1910 ewangelicy stanowili już tylko 26,7% mieszkańców. Jednocześnie w liczbach bezwzględnych cały czas stanowili podobną grupę liczącą niecałe pięć tysięcy osób, co świadczy o tym, że wzrost odsetka katolików związany był przede wszystkim z imigracją. Mimo stawania się liczebną mniejszością społeczność ewangelicka zachowywała bardzo duży wpływ na życie polityczne, gospodarcze i kulturalne miasta (przykładowo tego wyznania byli wszyscy burmistrzowie aż do 1908). Z Bielska pochodził pastor Karl Samuel Schneider, który był jedynym protestanckim deputowanym do austriackiego Sejmu Ustawodawczego w 1848, na którym walczył o pełne równouprawnienie ewangelików w państwie (udało mu się przeforsować m.in. pozwolenie na budowę wież przy zborach). Z tego okresu pochodzi określenie miasta jako „oka protestantyzmu w Austrii”. W 1867 otwarto na Bielskim Syjonie ewangelickie seminarium nauczycielskie, które było pierwszą i przez kilkanaście lat jedyną tego typu placówką w państwie austriackim. 8 września 1900 odsłonięto nieopodal pomnik Marcina Lutra, jeden z zaledwie dwóch w całej monarchii austro-węgierskiej. W Białej odsetek ewangelików również malał: na początku stulecia stanowili oni około 1/3 ludności, w 1869 – 22%, a w 1910 – 12,3%

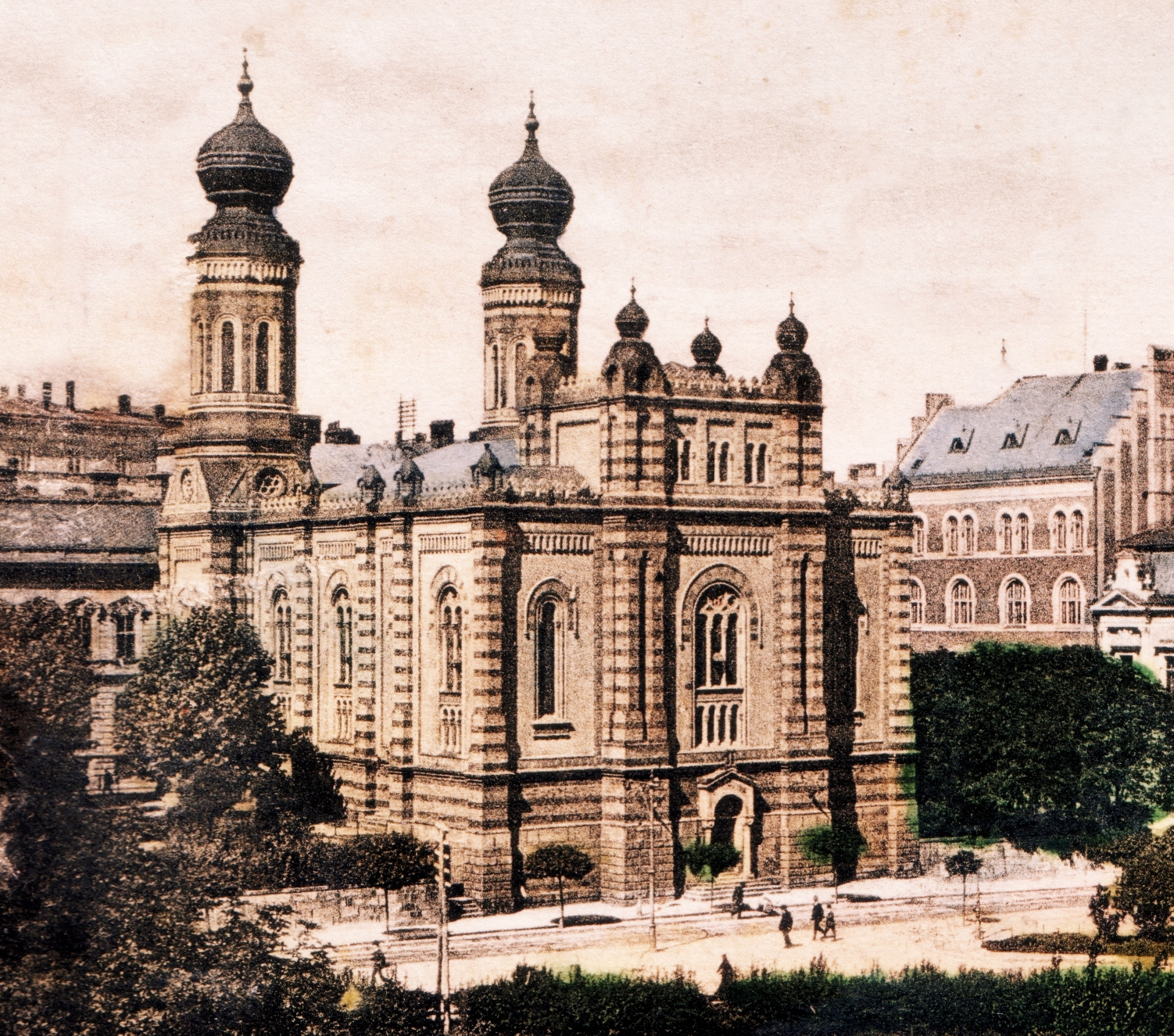
Synagoga w Bielsku

Reformy polityczne lat 1848–1849 zapoczątkowały drogę do równouprawnienia Żydów, przypieczętowanego konstytucją grudniową (1867). W tym czasie martwym stało się prawo zakazujące im osiedlania się w Białej, w związku z czym ich liczba zaczęła szybko rosnąć: w 1869 stanowili 4% mieszkańców (260 osób), w 1880 już 10,4% (754 osoby), a w 1910 – 14,7% (1274 osób). Również w Bielsku przybywało Żydów: w 1837 mieszkało ich w mieście 426, co przekładało się na 6,5% populacji; w 1869 – 1102 (10,3%), a w 1910 już 3024, czyli 16,3%. W 1849 założone zostały cmentarze w Aleksandrowicach (dla Bielska) i Lipniku, a w 1865 powstały samodzielne żydowskie gminy wyznaniowe Bielsko oraz Lipnik-Biała (oddzielone odpowiednio od cieszyńskiej i oświęcimskiej). W 1881 wzniesiona została nowa okazała synagoga w Bielsku, podobny obiekt dla Białej i Lipnika powstał w 1889. O ile bialsko-lipnicka społeczność żydowska składała się zarówno z wielu przedstawicieli judaizmu ortodoksyjnego, jak i reformowanego, w Bielsku wyraźnie dominował nurt reformowany, nastawiony na asymilację z kulturą niemieckojęzyczną. Żydzi odgrywali też coraz większe znaczenie w życiu gospodarczym dwumiasta. Przykładowo w 1912 aż 41% fabryk włókienniczych należało do przedsiębiorców żydowskich. 
Poniższa tabela przedstawia wyniku spisu powszechnego przeprowadzonego w 1910:
|         | liczba ludności | język kontaktów codziennych niemiecki | język kontaktów codziennych polski | język kontaktów codziennych inny | cudzoziemcy nie wliczani do statystyki językowej | wyznanie rzymsko-katolickie | wyznanie ewangelickie | wyznanie mojżeszowe | wyznanie inne lub brak wyznania |
| ------- | --------------- | ------------------------------------- | ---------------------------------- | -------------------------------- | ------------------------------------------------ | --------------------------- | --------------------- | ------------------- | ------------------------------- |
| Bielsko | 18 568          | 15 144 (81,56%)                       | 2 568 (13,83%)                     | 258 (1,39%)                      | 598 (3,22%)                                      | 10 378 (55,89%)             | 4 955 (26,69%)        | 3 024 (16,28%)      | 211 (1,14%)                     |
| Biała   | 8 668           | 5 750 (66,34%)                        | 2 540 (29,30%)                     | 120 (1,38%)                      | 258 (2,98%)                                      | 6 251 (72,12%)              | 1 066 (12,30%)        | 1 274 (14,70%)      | 77 (0,88%)                      |
| łącznie | 27 236          | 20 894 (76,71%)                       | 5 108 (18,76%)                     | 378 (1,39%)                      | 856 (3,14%)                                      | 16 629 (61,05%)             | 6 021 (22,11%)        | 4 298 (15,78%)      | 288 (1,06%)                     |

### Urbanistyka

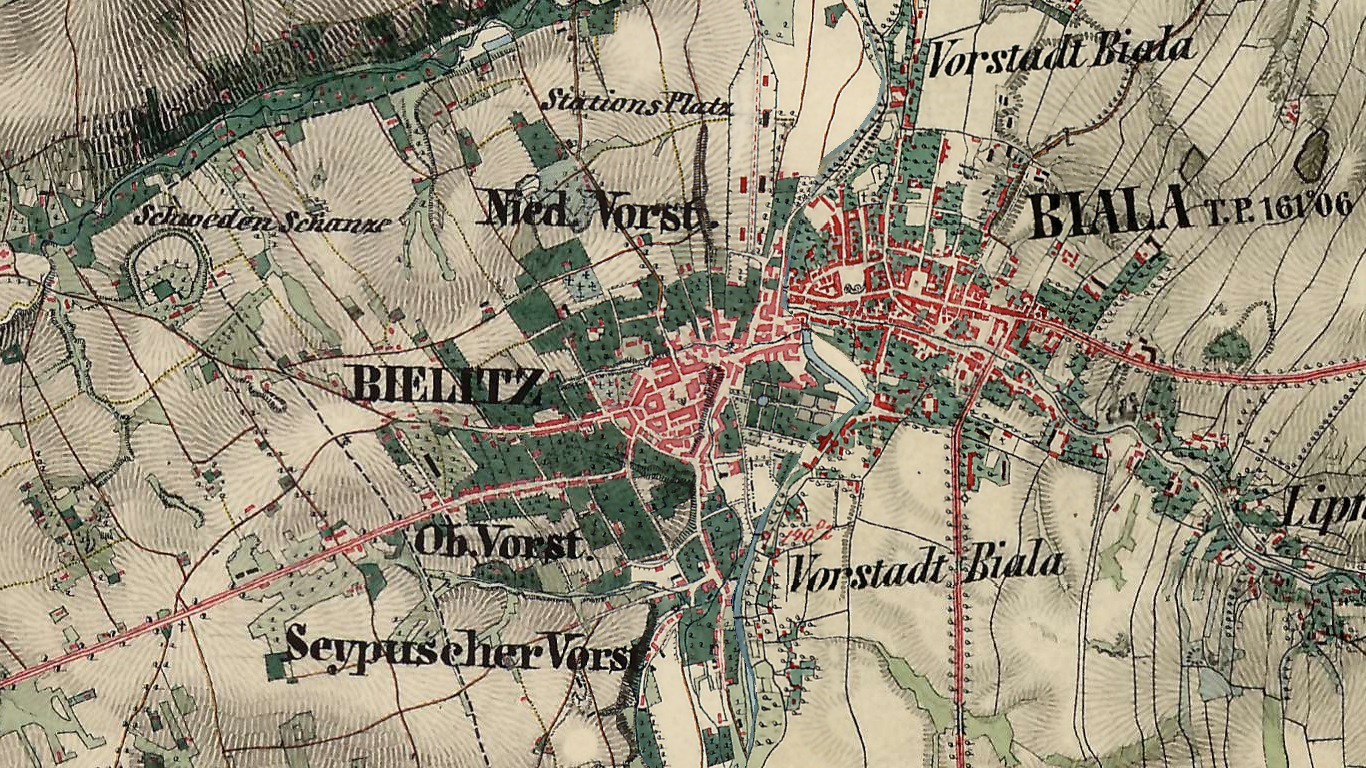
Bielsko i Biała na austriackiej mapie wojskowej stworzonej około 1860 – po uruchomieniu linii kolejowej, ale przed okresem najbardziej dynamicznej rozbudowy dwumiasta

W początkach XIX wieku zabudowa Bielska koncentrowała się w obrębie średniowiecznego miasta lokacyjnego (Stare Miasto), dzisiejszych ulic Cieszyńskiej i Sobieskiego stanowiących oś Górnego Przedmieścia, na Bielskim Syjonie oraz w okolicach Dolnego Rynku stanowiącego centrum Dolnego Przedmieścia. 6 czerwca 1808 wybuchł w browarze miejskim pożar, który strawił niemal całą ówczesną zabudowę miasta, z wyjątkiem położonego na południu Blichu (w 1824 obszar ten wydzielono z Górnego Przedmieścia jako trzecią dzielnicę pod nazwą Żywieckie Przedmieście). Kolejny wielki pożar miał miejsce 5 sierpnia 1836, ten objął przede wszystkim część starego miasta wraz z zamkiem oraz Dolne Przedmieście. Odbudowa miasta po tych dwóch katastrofach zasadniczo odmieniła kształt architektoniczny Bielska, współczesny wygląd Starego Miasta w dużej mierze jest właśnie jej wynikiem. Likwidacja dolnej bramy miejskiej podczas niwelacji skarpy w ciągu ulicy Wzgórze w 1844 była ostatnim akordem zapoczątkowanej w 1779 rozbiórki murów miejskich. Układ przestrzenny Białej pozostawał zasadniczo w formie ukształtowanej pod koniec XVIII wieku. W latach 1818–1820 wybudowana została nowa droga wylotowa w kierunku południowym – dzisiejsza ulica Żywiecka. 

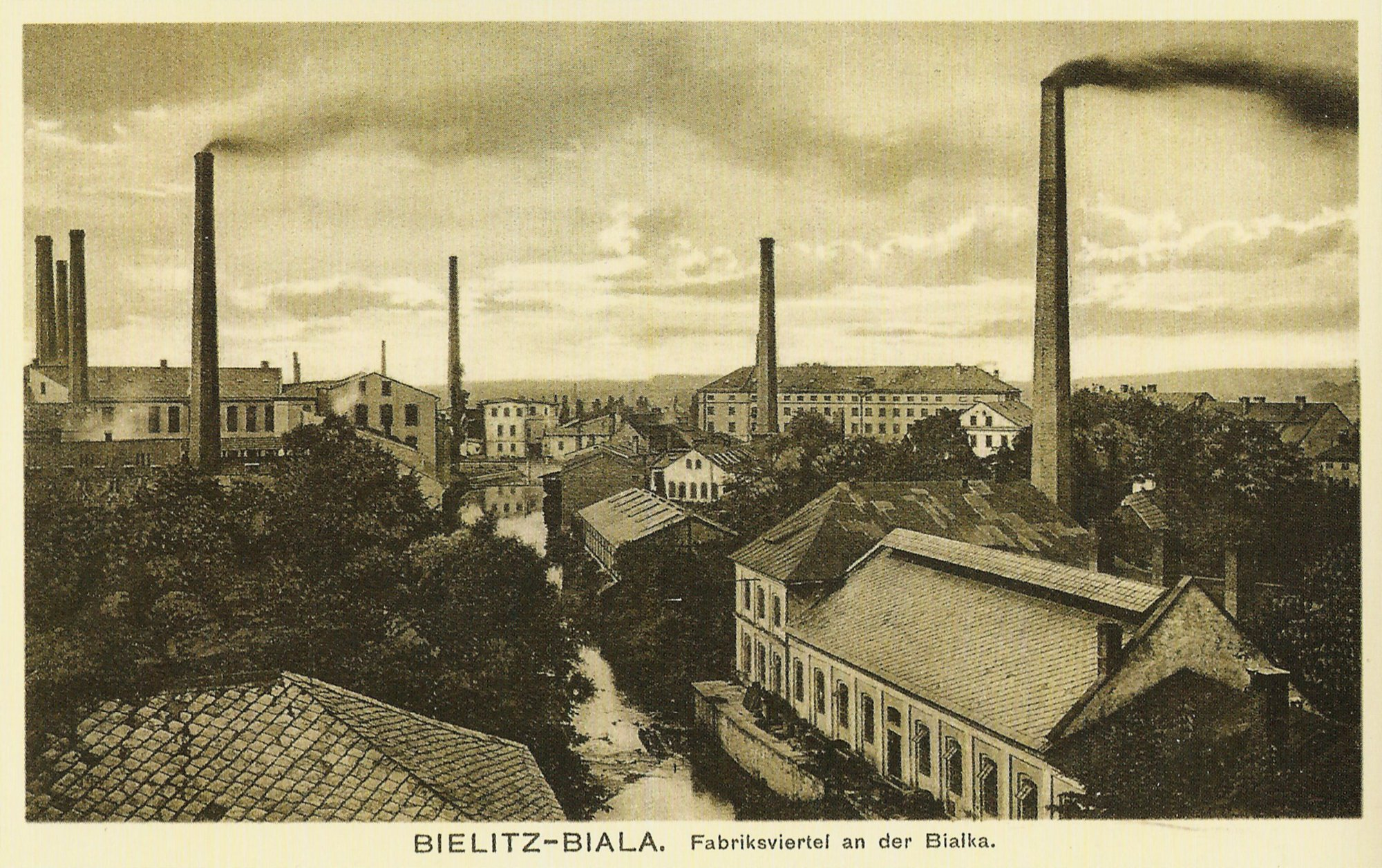
Krajobraz przemysłowy nad Białką w początkach XX wieku

Zakłady przemysłowe koncentrowały się z uwagi na ówczesne uwarunkowania technologiczne w bliskości cieków wodnych: Białki, Niwki, potoku Niper oraz młynówki przecinającej Żywieckie Przedmieście. Zabudowania fabryczne przenikały się przestrzennie z mieszkalnymi.

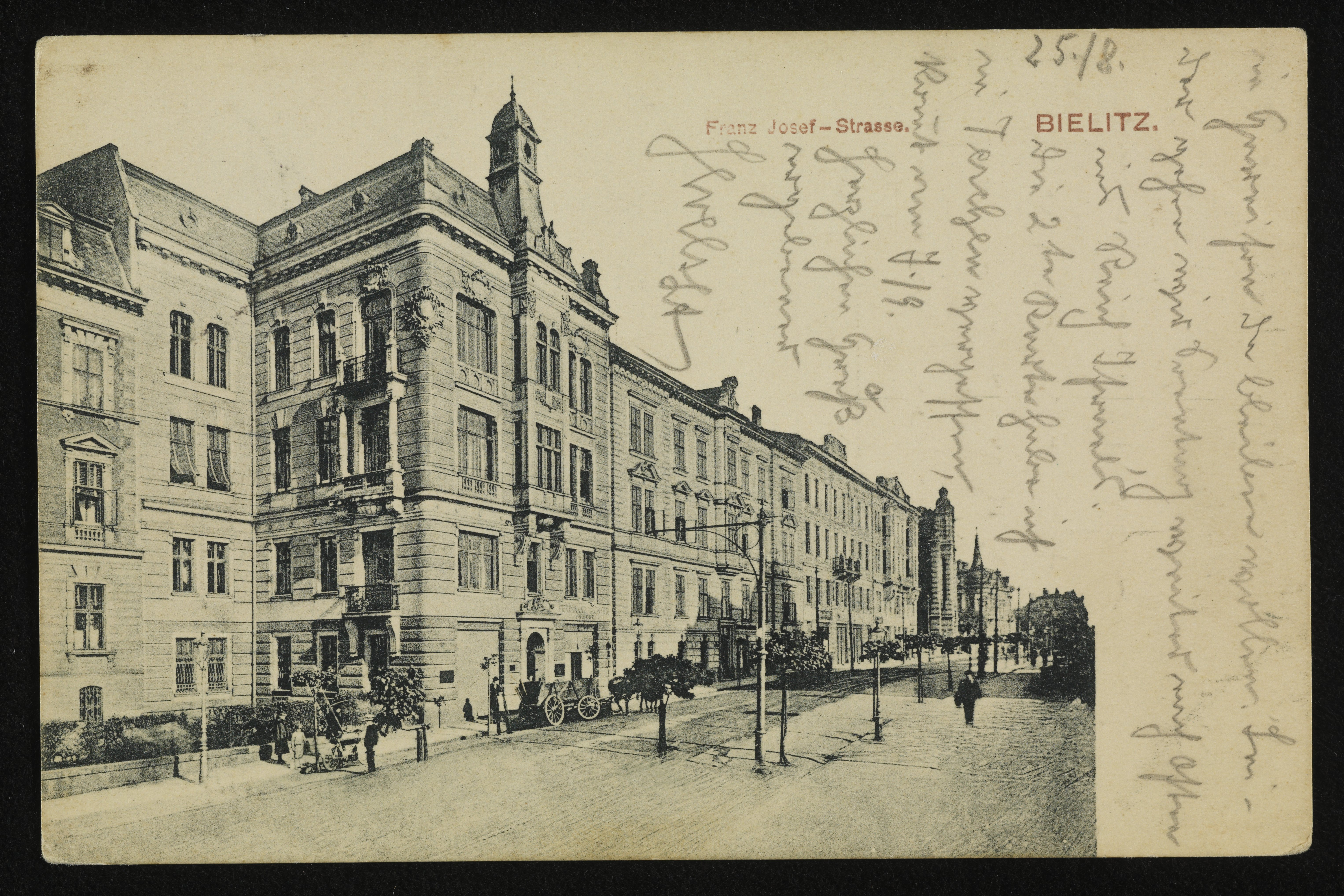
Kaiser-Franz-Josef-Straße w początkach XX wieku

W 1855 Bielsko uzyskało połączenie kolejowe – powstała odnoga Kolei Północnej z Dziedzic. Dworzec (nazwany Bielitz-Biala, traktowany więc jako stacja dla całego dwumiasta) ulokowano w granicach Dolnego Przedmieścia na północ od centrum, co wyznaczyło zasadniczy kierunek rozwoju urbanistycznego w przyszłości. W latach 1876–1878 linię przedłużono w kierunku Żywca, budując tunel kolejowy pod ścisłym centrum. W 1888 otwarto linie kolejowe w kierunku Cieszyna (Kolej Miast Morawsko-Śląskich) i Kalwarii Zebrzydowskiej. Na tej drugiej powstała (formalnie na terenie Lipnika) osobna stacja Biała. Jej budowa nie wpłynęła jednak na rozwój przestrzenny Białej w taki sposób jak budowa w latach 1889–1890 nowego dworca kolejowego w Bielsku, w kierunku którego wytyczono nową reprezentacyjną aleję, wkrótce nazwaną Kaiser-Franz-Josef-Straße.

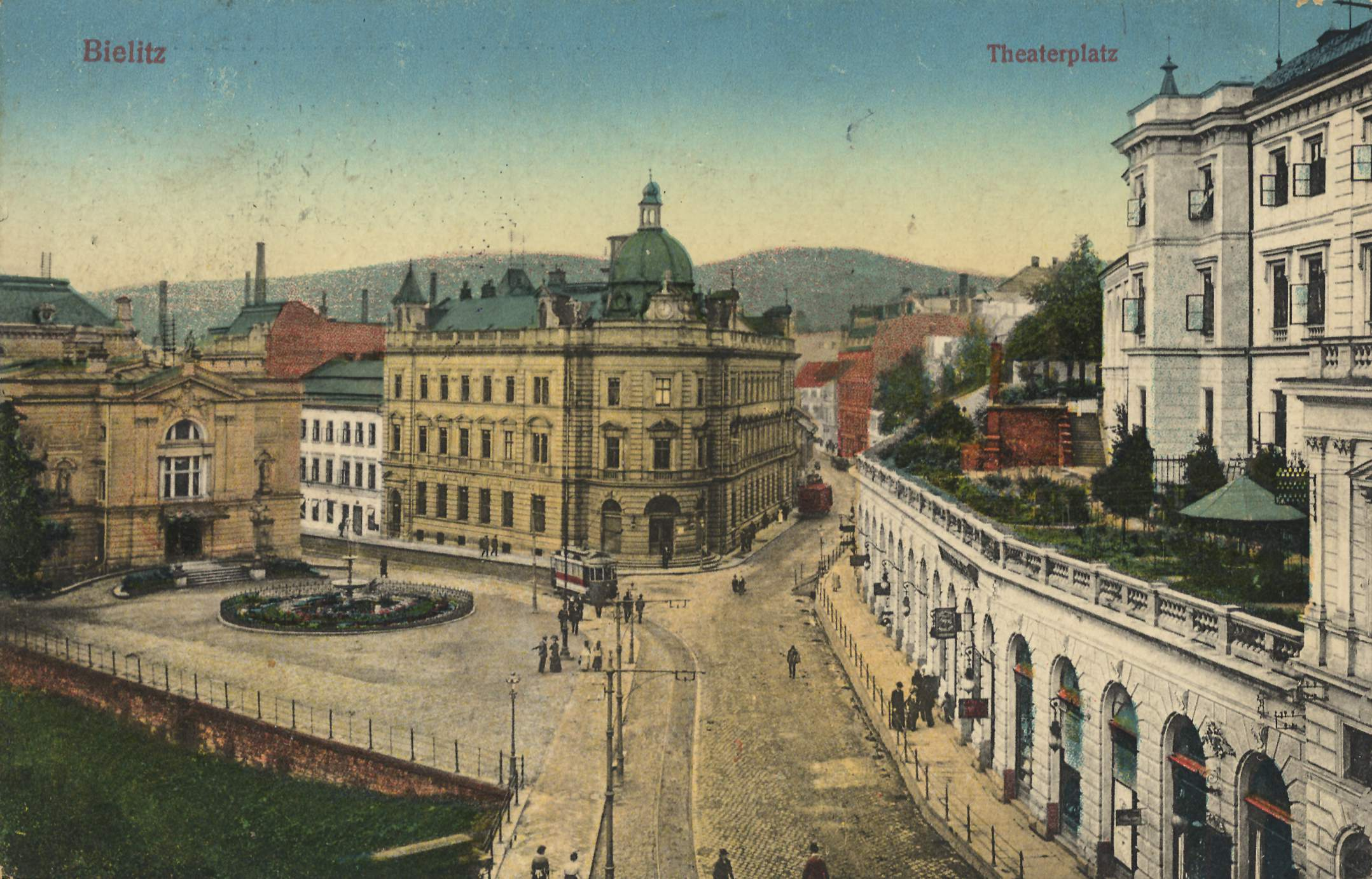
Popularne ujęcie pocztówkowe z Bielska z przełomu XIX i XX wieku. Od lewej: Teatr Miejski, gmach poczty (bud. 1899) i przebudowany zamek książąt Sułkowskich wraz z Bazarami Zamkowymi (bud. 1899)

Przeprowadzona w latach 1855–1864 gruntowna przebudowa zamku książąt Sułkowskich otwiera epokę historyzmu w dziejach bielsko-bialskiej architektury, wzbogaconego później również o formy secesyjne. W drugiej połowie XIX i na początku XX wieku tkanka miejska Bielska i Białej uległa ogromnym przekształceniom i rozbudowie o nowe założenia przestrzenne (m.in. plac Josephy'ego w Bielsku i plac Ratuszowy w Białej czy też kwartały na północy Dolnego Przedmieścia). W tym okresie powstał szereg kamienic, willi fabrykanckich i gmachów publicznych, które po latach uznawane są za ikoniczne zabytki dwumiasta i stanowią inspirację dla popularnego sloganu „Mały Wiedeń”, m.in. willa Theodora Sixta (1883), Teatr Miejski (1890), hotel Kaiserhof (1893), nowy ratusz w Białej (1897), kamienica Pod Żabami (1903), hotel Pod Czarnym Orłem (1905) czy gmach Państwowej Szkoły Przemysłowej (1913).

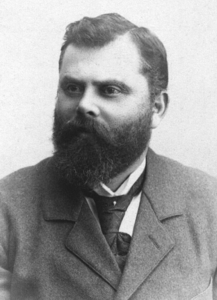
Carl Korn

Z wielką przebudową dwumiasta łączą się w szczególności nazwiska lokalnych architektów Carla Korna oraz Emanuela Rosta seniora i juniora, aczkolwiek brali w niej udział również inni, w tym architekci związani z Wiedniem, np. gmach teatru projektował Emil von Förster, ewangelicki kościół Zbawiciela został w 1881 przebudowany według planów Heinricha von Ferstla, z kolei kamienica Walentego Jakubeckiego w Białej (1903) oraz rozbudowa katolickiego kościoła św. Mikołaja w Bielsku (1907–1910) to dzieło Leopolda Bauera. Swój ślad pozostawił Max Fabiani w postaci charakteryzującego się wieloma progresywnymi założeniami, aczkolwiek zrealizowanego w niewielkim stopniu, planu regulacji urbanistycznej Bielska, który opracował w latach 1898–1899, oraz uznawanej za bardzo nowoczesną jak na swoje czasy i budzącej wtedy kontrowersje kamienicy przy placu Giełdowym (1899).

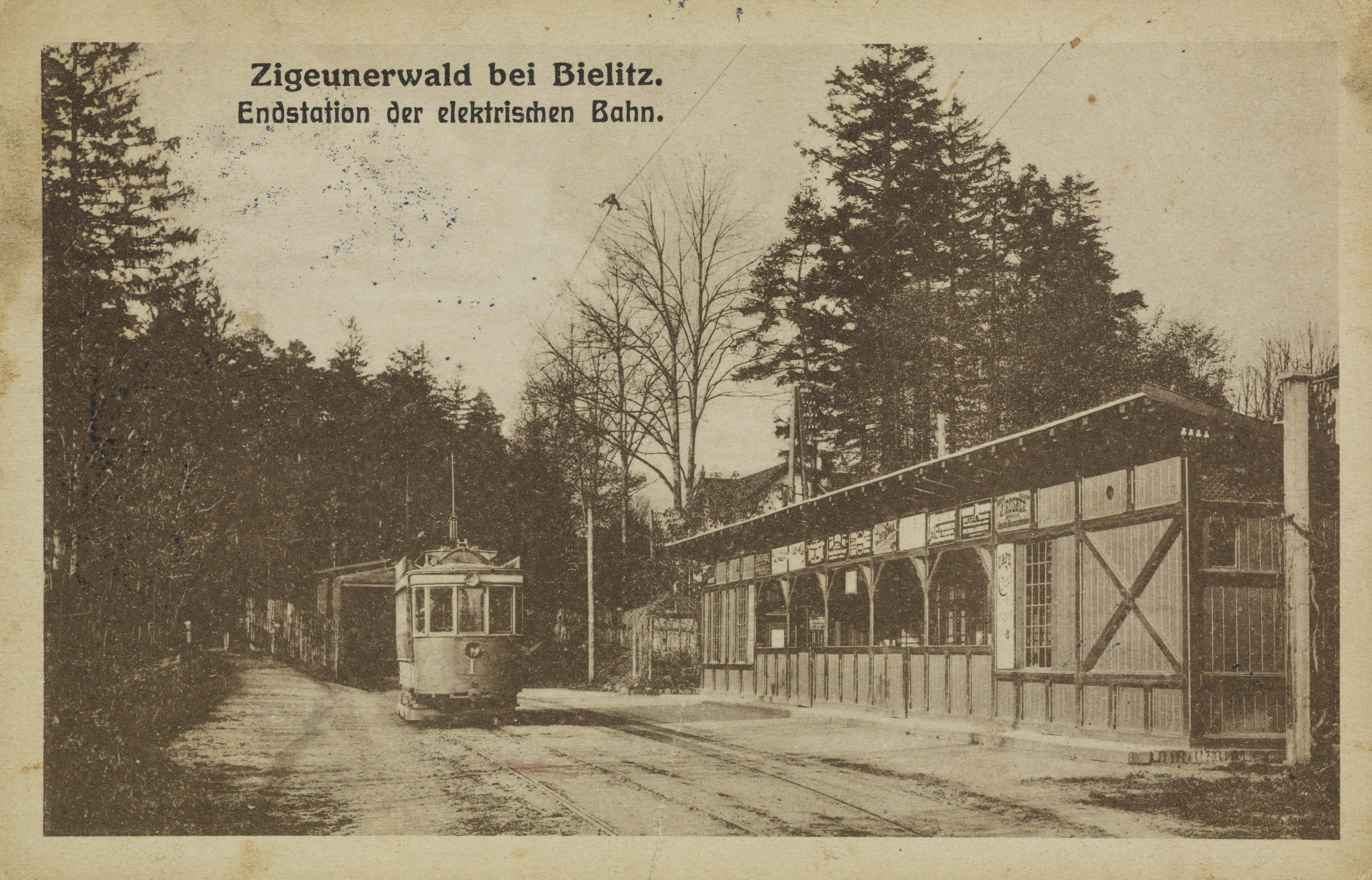
Przystanek końcowy tramwaju w Cygańskim Lesie (około 1914)

Ogólny postęp cywilizacyjny w omawianym okresie wiązał się również w Bielsku i Białej z wprowadzaniem licznych nowinek technicznych. Oświetlenie gazowe (wspólne dla obu miast) uruchomione zostało w 1861, elektrownia miejska – a wraz z nią oświetlenie elektryczne – w 1893, wodociągi w 1895 w Bielsku i w 1900 w Białej. Główne prace nad budową kanalizacji przypadły na lata 1890–1902 w Białej oraz 1901–1912 w Bielsku. 11 grudnia 1895 po raz pierwszy na ulice Bielska wyjechały tramwaje – linia połączyła dworzec kolejowy przez centrum i Żywieckie Przedmieście z Cygańskim Lasem, który był przekształcany przez Bielsko-Bialskie Towarzystwo Upiększania Miasta z Karlem Ambrozym na czele w wypoczynkowy park leśny, a wokół niego na terenie Olszówki zaczęła się rozwijać podmiejska dzielnica letniskowa. Działające od 1893 towarzystwo górskie Beskidenverein, którego sekcja bielsko-bialska była najsilniejszą, propagowało turystykę beskidzką, wytyczając szlaki na pobliskie szczyty i budując schroniska, m.in. na Szyndzielni, Klimczoku i Magurce Wilkowickiej.

### Życie polityczne
Pokłosiem Wiosny Ludów – która znalazła duży oddźwięk również wśród ludności Bielska i Białej (aktywnie działało tu Towarzystwo Demokratyczne i rewolucyjne gwardie obywatelskie, a w październiku 1848 oddział złożony ze 125 bielszczan wyruszył na pomoc rewolucjonistom wiedeńskim, został jednak rozbrojony po drodze w Przerowie) – był szereg reform, w tym dotyczących administracji i samorządu. W 1849 Śląsk Austriacki uzyskał ponownie samodzielność jako kraj koronny. Zniesione zostały stare struktury feudalne, w tym księstwo bielskie. Zamiast tego wprowadzono ustrój gminny oraz podział na powiaty polityczne i sądowe. Bielsko stało się siedzibą zarówno powiatu sądowego, jak i większego powiatu politycznego obejmujące również powiaty sądowe skoczowski i strumieński. Rok później zniesiono wyodrębnienie dawnego księstwa oświęcimskiego i zatorskiego z Galicji, które obowiązywało od 1820 – ich obszar, w tym Biała, stanowił przez te trzydzieści lat część Związku Niemieckiego. Powiaty polityczne zostały w 1855 zlikwidowane i reaktywowane w 1867/1868. Wtedy Bielsko ponownie stało się jego stolicą, samo jednak zostało miastem wydzielonym z własnym statutem, w którym władze miejskie pełniły jednocześnie funkcje administracji państwowej pierwszej instancji (starostwa). Również Biała została wtedy podniesiona do rangi miasta powiatowego. Powiat bialski obejmował trzy powiaty sądowe: bialski, kęcki i oświęcimski.

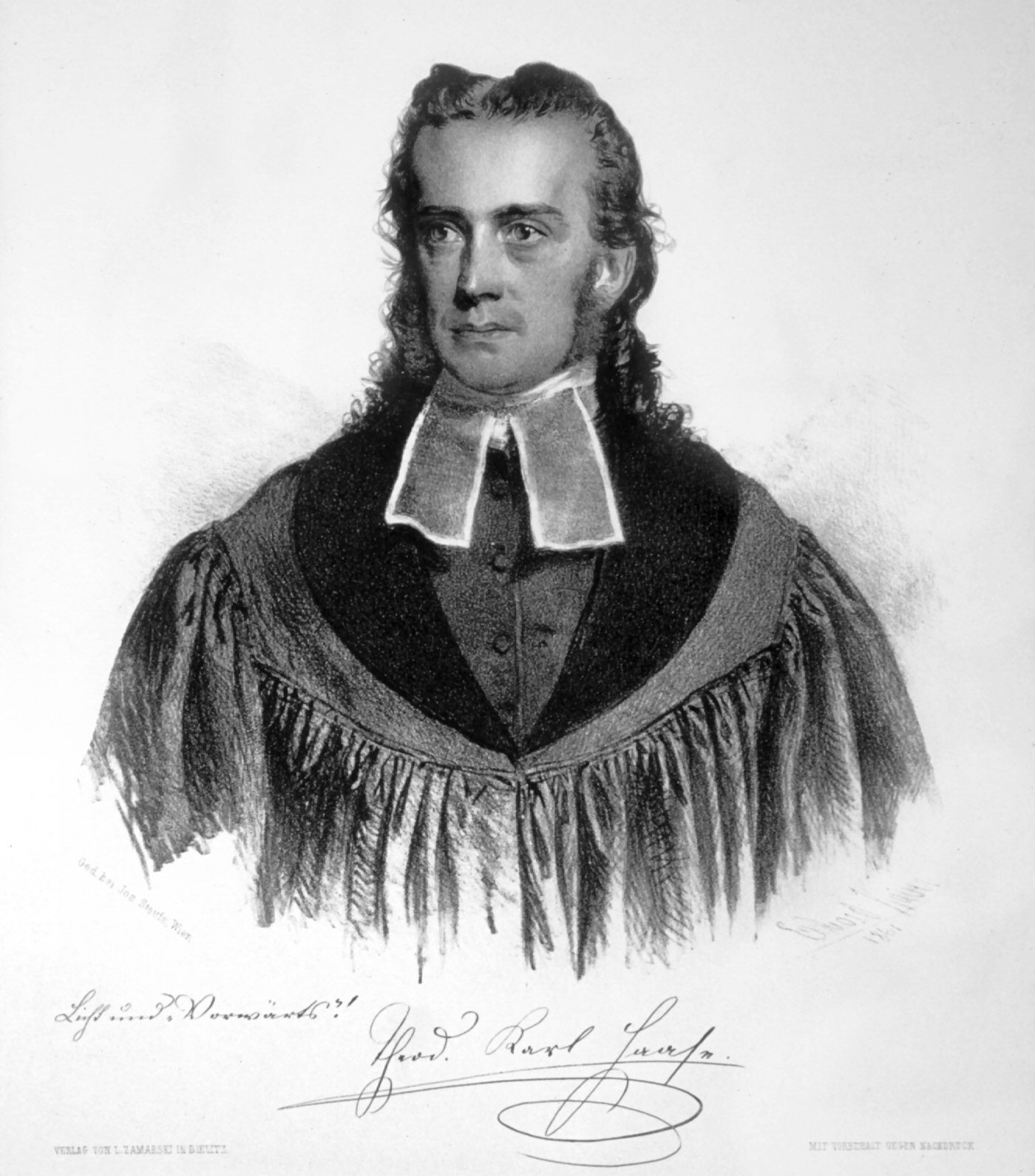
Theodor Haase

Paradygmat narodowościowy, który stał się w drugiej połowie XIX wieku podstawą myślenia politycznego w monarchii austro-węgierskiej, odbijał się również na polityce lokalnej. Bielski i bialski samorząd zdominowane były przez przedstawicieli niemieckojęzycznej burżuazji, którzy pielęgnowali niemiecką tożsamość narodową i świadomie stawiali się w roli obrońców niemieckości dwumiasta. W kontrze do nich zaczęli działać polscy aktywiści skupieni wokół Czytelni Polskiej w Białej (od 1873) i Domu Polskiego w Bielsku (od 1902). Najwyrazistszym, ale i najbardziej kontrowersyjnym polskim liderem stał się na przełomie wieków Stanisław Stojałowski. W niemieckim środowisku politycznym wielką rolę odgrywali umiarkowany liberał Theodor Haase oraz nacjonalista Gustav Josephy. 

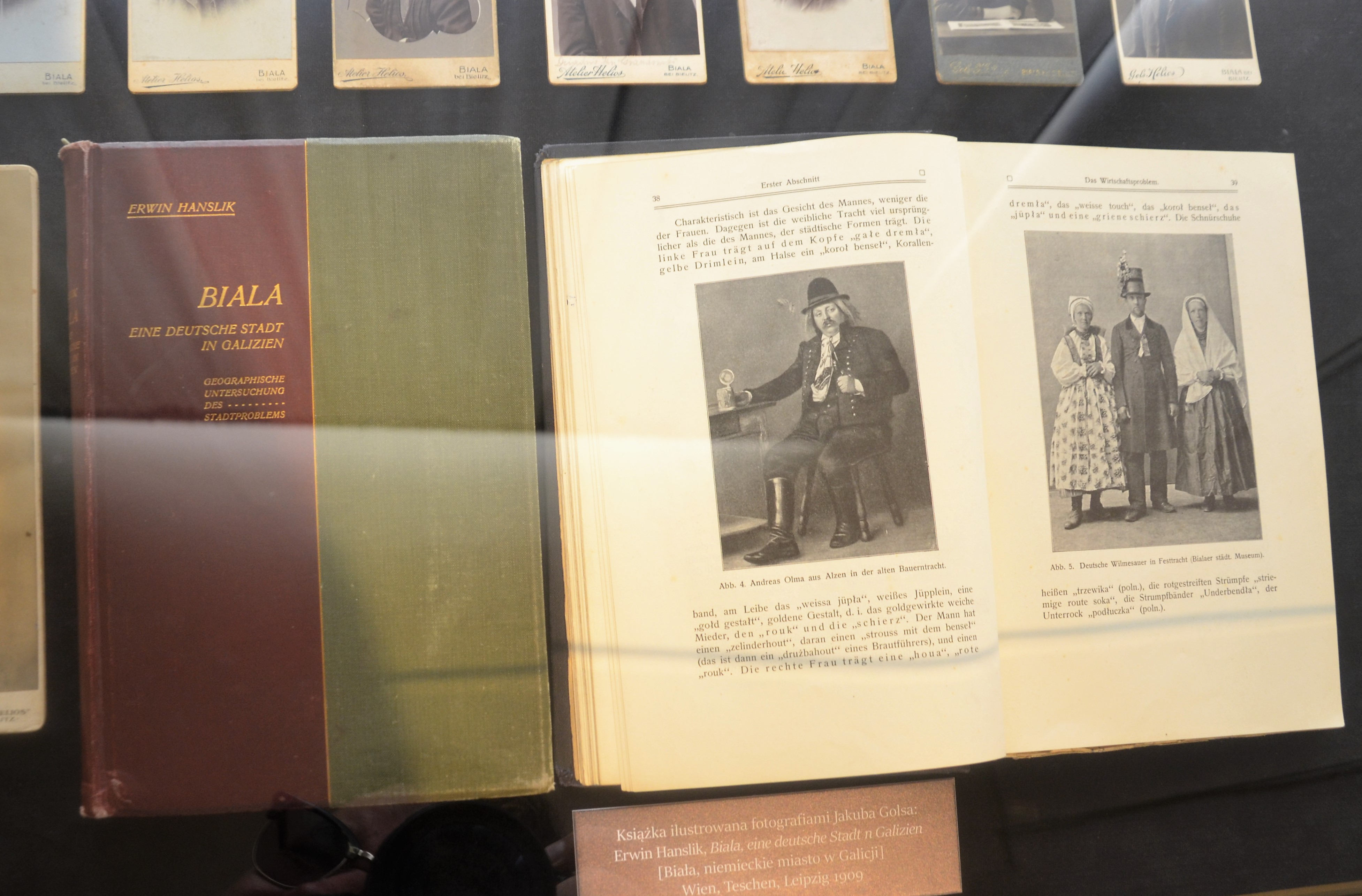
Biala. Eine deutsche Stadt in Galizien (Biała. Niemieckie miasto w Galicji) – monografia Erwina Hanslika z 1909 prezentująca niemieckocentryczne spojrzenie na lokalną historię i kulturę

Konflikt niemiecko-polski narastał szczególnie w Białej, która znajdowała się w granicach co do zasady polskojęzycznej (po przyjęciu ugody austriacko-polskiej) Galicji i w której Polacy stanowili ponad jedną czwartą ludności. Mimo to magistrat realizował politykę jednoznacznie proniemiecką, np. zastępując w 1890 dwujęzyczne nazwy ulic wyłącznie niemieckimi, konsekwentnie nie zgadzając się język polski w szkołach publicznych czy rygorystycznie przestrzegając zasady urzędowania w języku niemieckim. Sukcesami działaczy polskich było otwarcie w 1898 Polskiej Szkoły Ludowej (prywatnej placówki prowadzonej przez Towarzystwo Szkoły Ludowej), gniazda „Sokoła” w 1900, czy wreszcie polskiego seminarium nauczycielskiego w 1907 oraz gimnazjum realnego w 1908. Działo się to w atmosferze coraz bardziej nasilonych wzajemnych oskarżeń o próby germanizacji bądź polonizacji, agresywnych polemik prasowych, bojkotów (np. w 1908 ze strony niemieckiej przeciwko przedsiębiorcom wywieszającym dwujęzyczne szyldy i jednocześnie ze strony polskiej przeciwko tym, którzy wywieszali jedynie niemieckie). Zwaśnione obozy rywalizowały we wszystkich dziedzinach życia społecznego, kulturalnego, a nawet religijnego (spory o liczbę nabożeństw w obu językach). Swoistym finałem obustronnej radykalizacji nastrojów była tzw. bitwa nad Białką w dniu 28 czerwca 1914, gdy w zamieszkach na tle narodowym rannych zostało ponad sto osób.

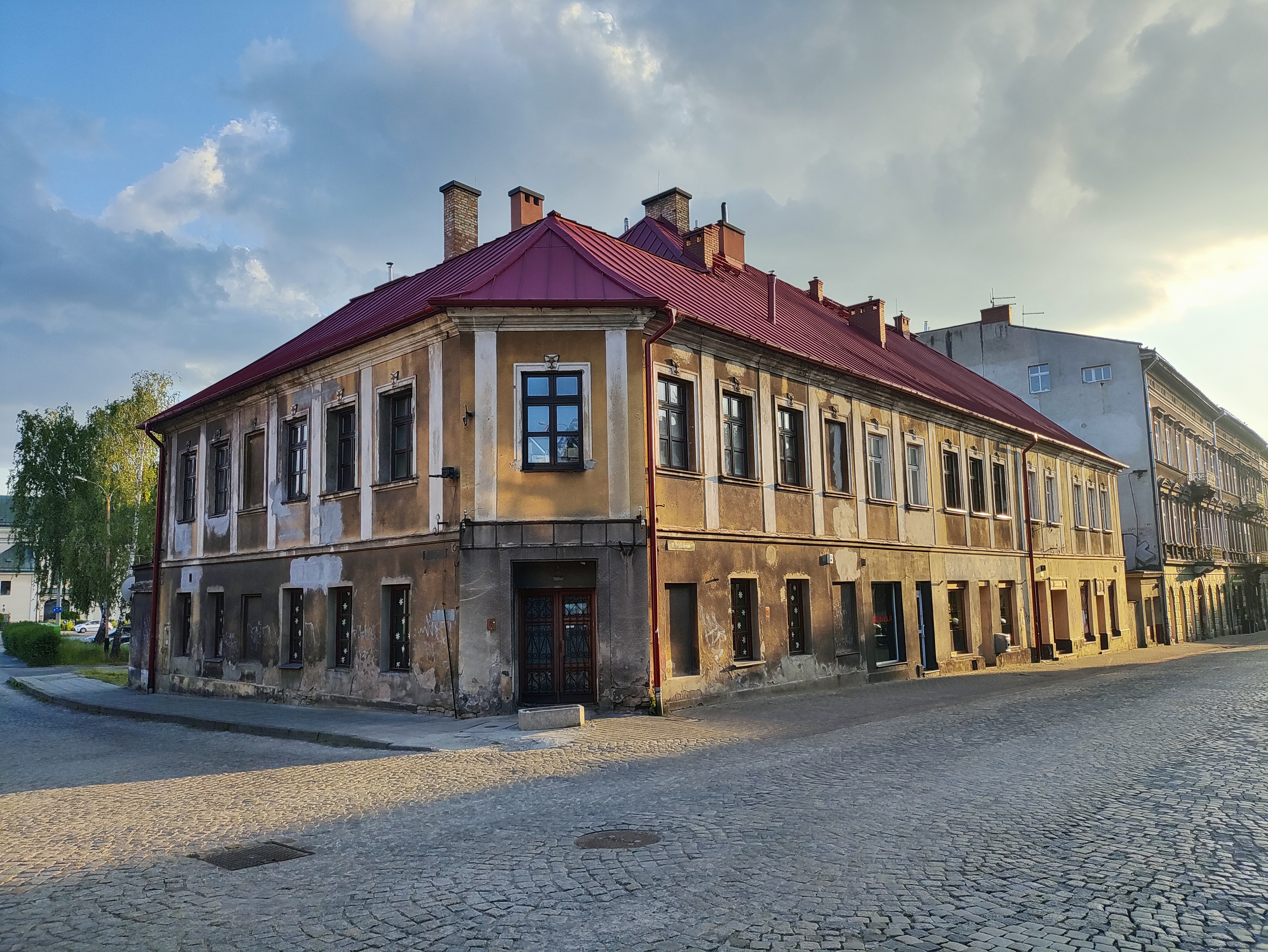
Budynek w miejskiej części Lipnika, w sąsiedztwie którego doszło do masakry uczestników zamieszek 23 kwietnia 1890 (widok współczesny)

Równolegle do sporów etnicznych wybuchały niepokoje na tle socjalno-ekonomicznym. W 1868 zostało założone Bielsko-Bialskie Robotnicze Stowarzyszenie Oświatowe „Harmonia”, które w 1872 zorganizowało pierwszy strajk robotników włókienniczych w dwumieście. Jego stłumienie przez wojsko przyniosło dwie ofiary śmiertelne. 23 kwietnia 1890 demonstracja robotnicza zorganizowana na Nowym Rynku w Białej przerodziła się w suto zakrapiane zrabowanym alkoholem zamieszki wymierzone przede wszystkim przeciwko przedsiębiorcom żydowskim. Władze sprowadziły wojsko, którego akcja pacyfikacyjna zakończyła się śmiercią jedenastu uczestników zajść, a kilkadziesiąt osób (demonstrantów i żołnierzy) zostało rannych. Następstwem tych wydarzeń było utworzenie na miejscu stałego garnizonu wojskowego, dla którego wybudowano koszary w Bielsku na Górnym Przedmieściu. Równocześnie zniesienie przepisów ograniczających działalność socjalistów umożliwiło powstanie również w dwumieście organizacji o takim charakterze, pierwszą było założone w czerwcu 1890 Stowarzyszenie Zawodowe Robotników Manufakturowych, Fabrycznych i Rękodzielników Obojga Płci w Bielsku‑Białej i Okolicy. W opozycji do nich zorganizował się Związek Przemysłowców Bielska-Białej i Okolic, któremu przewodniczył wspomniany Gustav Josephy. Lata 90. XIX wieku przyniosły rozwój politycznego ruchu socjalistycznego, reprezentowanego przez Polską Partię Socjalno-Demokratyczną Galicji i Śląska Cieszyńskiego, konkurującą o elektorat z chrześcijańsko-społecznym stronnictwem Stojałowskiego.

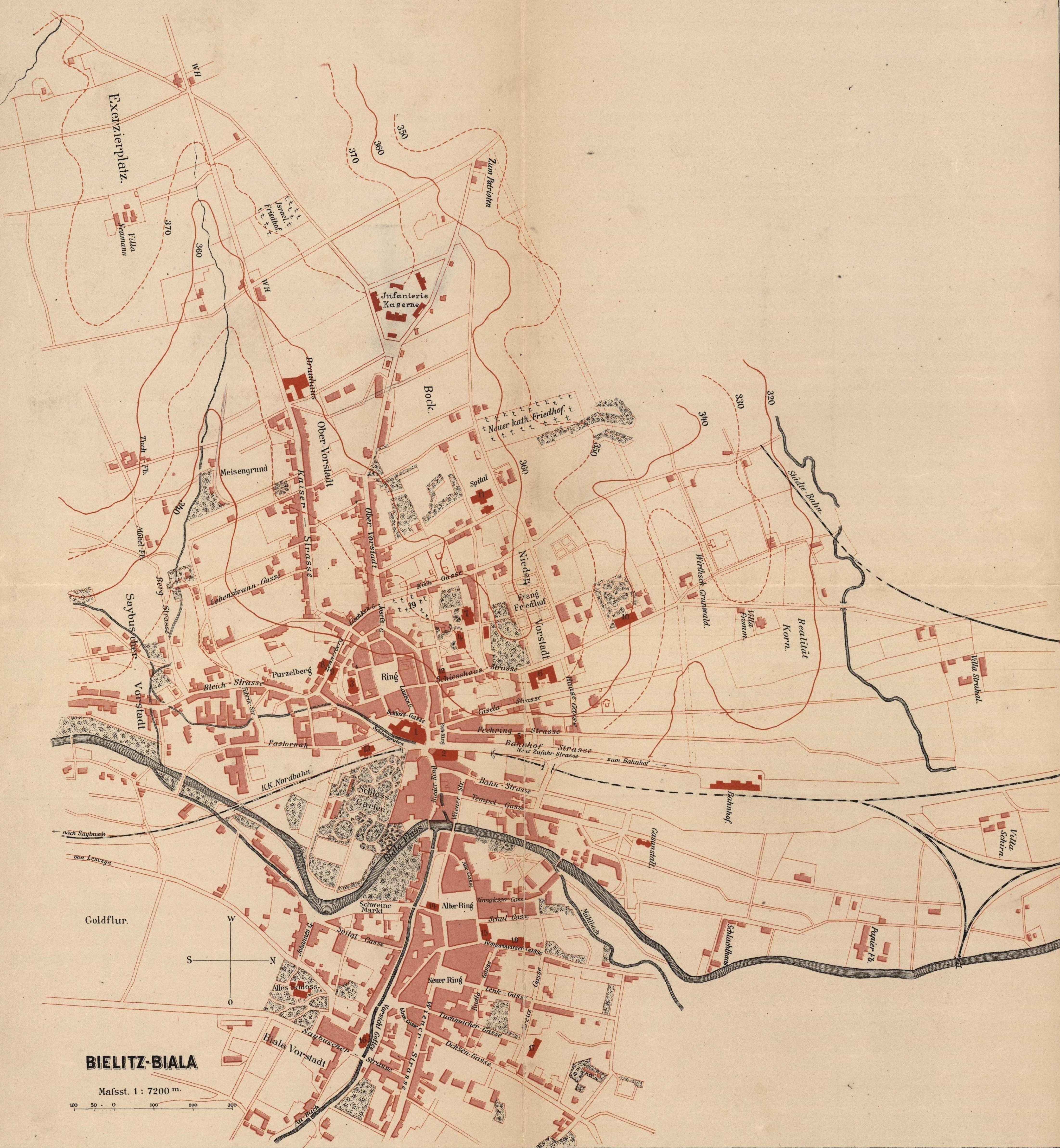
Plan „Bielska-Białej” z 1891

W kwietniu 1848 po raz pierwszy wystosowana została z inicjatywy bialskiego pastora Jakoba Hönela petycja w sprawie przyłączenia Białej do Śląska Austriackiego, a więc zjednoczenia z Bielskiem w ramach jednej jednostki administracyjnej. Ponownie postulat ten został podniesiony przez lokalne elity i poparty przez radę gminną w 1872. Powrócono do niego jeszcze w trakcie I wojny światowej, w memoriale ze stycznia 1917. Bielsko i Biała faktycznie tworzyły jeden ośrodek funkcjonalny i za usunięciem granicy administracyjnej przemawiało wiele argumentów praktycznych, niemniej wszystkie te petycje motywowane były przede wszystkim ideologicznie w kontekście niemiecko-polskiej rywalizacji nacjonalistycznej – chęcią oderwania „niemieckiej enklawy” od „polskiej” Galicji.
We wrześniu 1914, w związku z ofensywą rosyjską I wojny światowej, ewakuowano do Białej ze Lwowa szereg instytucji, m.in. Namiestnictwo Galicji, Wydział Krajowy, Radę Szkolną Krajową, Dyrekcję Policji i Dyrekcję Skarbu Krajowego. Miasteczko stało się w ten sposób tymczasową faktyczną stolicą Galicji. Część instytucji powróciła do Lwowa już w 1915, część została nawet do wiosny 1918. Bezpośrednie działania militarne w żadnym stopniu nie dotknęły dwumiasta, problemem natomiast była pogarszająca się sytuacja ekonomiczna i aprowizacyjna prowadząca do fali strajków, nasilonej szczególnie w latach 1917–1918. Szacuje się, że na wszystkich frontach I wojny światowej zginęło około 200 bielszczan i 150 bialan, dokładna liczba nie została jednak nigdy ustalona.

## Pomiędzy Austrią, Polską i Czechosłowacją

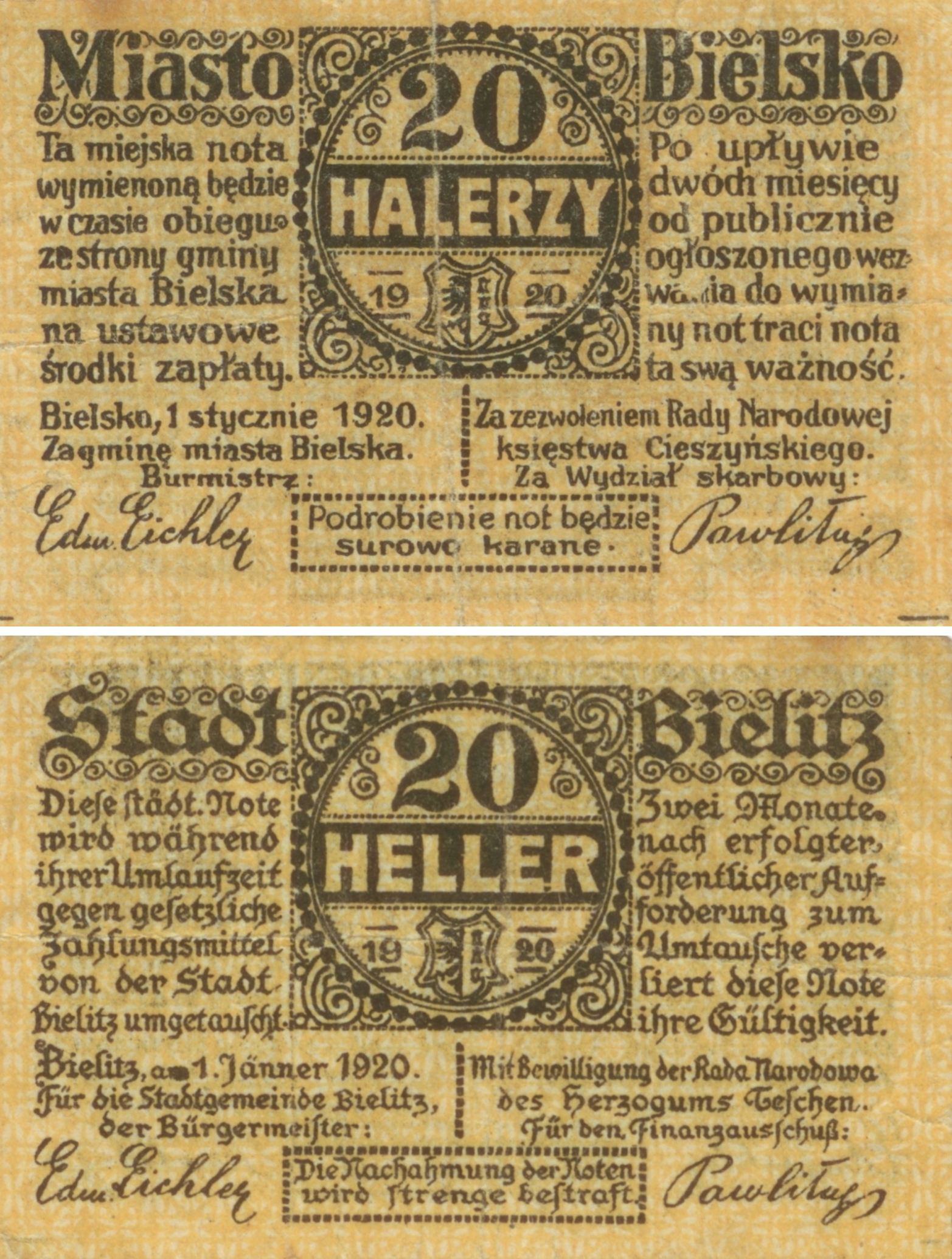
Banknot zastępczy wydany przez gminę Bielsko w 1920

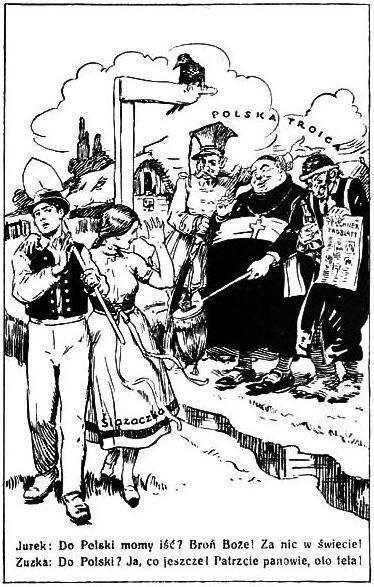
Przykład antypolskiego plakatu propagandowego z kampanii przedplebiscytowej

W obliczu rozpadu monarchii austro-węgierskiej 1 listopada 1918 zorganizowana została wielka demonstracja na bielskim rynku, na której kilka tysięcy niemieckich mieszkańców dwumiasta i okolicznych wiosek wyraziło wolę włączenia bielsko-bialskiej wyspy językowej w skład Republiki Niemieckiej Austrii – państwa, które oprócz terenów dzisiejszej Austrii miało objąć także etnicznie niemieckie fragmenty Czech, Moraw i Śląska Austriackiego. Dążenia te oficjalnie wsparły władze Bielska i okolicznych gmin wiejskich w deklaracji wydanej w dniu 7 listopada, a 22 listopada również Tymczasowe Niemiecko-Austriackie Zgromadzenie Narodowe w Wiedniu. Jednocześnie starania o przejęcie dwumiasta podjęły tworzące się organy państwowości polskiej – Polska Komisja Likwidacyjna na prawym oraz Rada Narodowa Księstwa Cieszyńskiego na lewym brzegu Białki. 
Magistrat Białej podporządkował się zwierzchnictwu polskiemu 12 listopada 1918. W Bielsku ten proces trwał dłużej. Polskie oddziały wojskowe pod dowództwem gen. Franciszka Aleksandrowicza wkroczyły do miasta 17 listopada, ale dopiero 28 listopada lokalne władze zawarły porozumienie z Radą Narodową Księstwa Cieszyńskiego prowadzące do oficjalnego uznania jej zwierzchnictwa w dniu 7 grudnia 1918 pod warunkiem poszanowania autonomii miasta i praw ludności niemieckiej.
Wojna polsko-czechosłowacka z końca stycznia 1919 zmieniła sytuację geopolityczną. Powołano Międzysojuszniczą Komisję Kontroli, która miała sprawować nadzór nad Śląskiem Cieszyńskim do czasu ustalenia ostatecznych granic. Rok 1919 to w całym regionie okres zaciętej rywalizacji między stronnictwem polskim, niemieckim, czeskim i ślązakowskim. Wśród pomysłów na przyszłość regionu, a wraz z nim i Bielska, pojawiały się oprócz przyłączenia do Polski lub Czechosłowacji idee takie jak niepodległe neutralne państwo śląskocieszyńskie (z dołączoną Białą, Morawską Ostrawą i Mistkiem), a nawet połączenie z państwem niemieckim.
Koncepcje te przekreśliła decyzja z 27 września 1919 o przeprowadzeniu na Śląsku Cieszyńskim plebiscytu. W Bielsku stacjonowały angielskie i włoskie oddziały z sił międzysojuszniczych, a walka polityczna skupiła się na propagandzie plebiscytowej, przybierając niekiedy brutalne formy. Wśród bielskich Niemców (poza grupą fabrykantów włókienniczych z Gustavem Josephym juniorem na czele związanych interesami gospodarczymi z ziemiami polskimi) przeważały wyraźnie sympatie proczechosłowackie, podobnie wśród ludności wiejskiej najbliższej okolicy. Wobec braku szans na śląską niepodległość z Czechosłowacją jako „mniejszym złem” wiązali swoją przyszłość także zwolennicy ruchu ślązakowskiego. Ogółem szacuje się, że opcja czechosłowacka cieszyła się około 60% poparcia w skali całego regionu, a w samym mieście mogła być jeszcze większa.
Ostatecznie jednak do plebiscytu nie doszło, a podziału Śląska Cieszyńskiego dokonała 28 lipca 1920 Rada Ambasadorów. Bielsko, jak cała wschodnia część regionu, przypadło Polsce i weszło następnie w skład autonomicznego województwa śląskiego jako powiat miejski. Biała tymczasem stała się częścią województwa krakowskiego.

## Dwudziestolecie międzywojenne
Według danych ze spisu ludności w 1921 sytuacja narodowościowa i wyznaniowa w dwumieście przedstawiała się następująco:
|         | liczba ludności | narodowość niemiecka | narodowość polska | narodowość żydowska | narodowość inna | wyznanie rzymsko-katolickie | wyznanie ewangelickie | wyznanie mojżeszowe | wyznanie inne lub brak wyznania |
| ------- | --------------- | -------------------- | ----------------- | ------------------- | --------------- | --------------------------- | --------------------- | ------------------- | ------------------------------- |
| Bielsko | 19 785          | 12 247 (61,90%)      | 4 621 (23,36%)    | 2 779 (14,04%)      | 138 (0,70%)     | 10 694 (54,05%)             | 5 040 (25,47%)        | 3 982 (20,13%)      | 69 (0,35%)                      |
| Biała   | 7 746           | 2 134 (27,55%)       | 4 619 (59,63%)    | 913 (11,79%)        | 80 (1,03%)      | 5 627 (72,64%)              | 716 (9,24%)           | 1 363 (17,60%)      | 40 (0,52%)                      |
| łącznie | 27 531          | 14 381 (52,24%)      | 9 240 (33,56%)    | 3 692 (13,41%)      | 218 (0,79%)     | 16 321 (59,28%)             | 5 756 (20,91%)        | 5 345 (19,41%)      | 109 (0,40%)                     |

Życie polityczne w Bielsku i Białej w okresie międzywojennym w dużej mierze kształtowane było przez rywalizację na tle narodowościowym. Odgórna polityka polonizacji natrafiała – szczególnie w Bielsku – na opór miejscowych elit niemieckich, które dążyły do zachowania w największej możliwej mierze niemieckiego charakteru miasta. Kością niezgody w latach 20. była zwłaszcza kwestia językowa (opieszałe tempo wprowadzania języka polskiego w administracji, stosunek do urzędników nieposługujących się polszczyzną, spór odnośnie dwujęzycznych napisów) oraz nazewnictwo ulic i placów (wiele z nich przemianowano w polskim duchu patriotycznym, aczkolwiek udało się wywalczyć zachowanie niektórych upamiętniających postaci z historii niemieckiej). Przedmiotem kontrowersji była również odziedziczona z czasów austriackich autonomia bielskiego samorządu, działającego w oparciu o własny status (miasto statutarne) przyznający ponadprzeciętnie szerokie kompetencje burmistrzowi miasta. W 1922 znacznie ją ograniczono, przekazując część uprawnień podlegającej władzom wojewódzkim Dyrekcji Policji, stanowiącej faktycznie odpowiednik starosty dla Bielska jako wydzielonego powiatu miejskiego, a w kolejnych latach podejmowano dalsze działania, które stopniowo zmniejszały zakres samodzielności władz lokalnych. Ostatecznie autonomia ustrojowa Bielska została zniesiona na mocy ustawy, którą uchwalono w czerwcu 1939. 

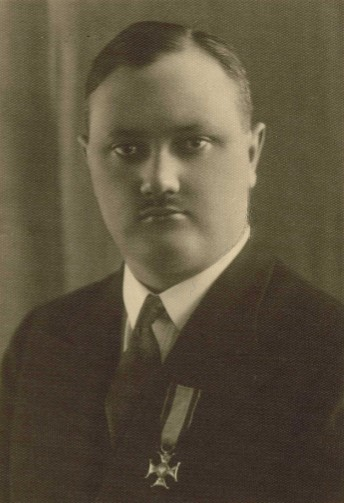
Zygmunt Döllinger – burmistrz białej w latach 1929–1930 i jej komisarz rządowy do 1931

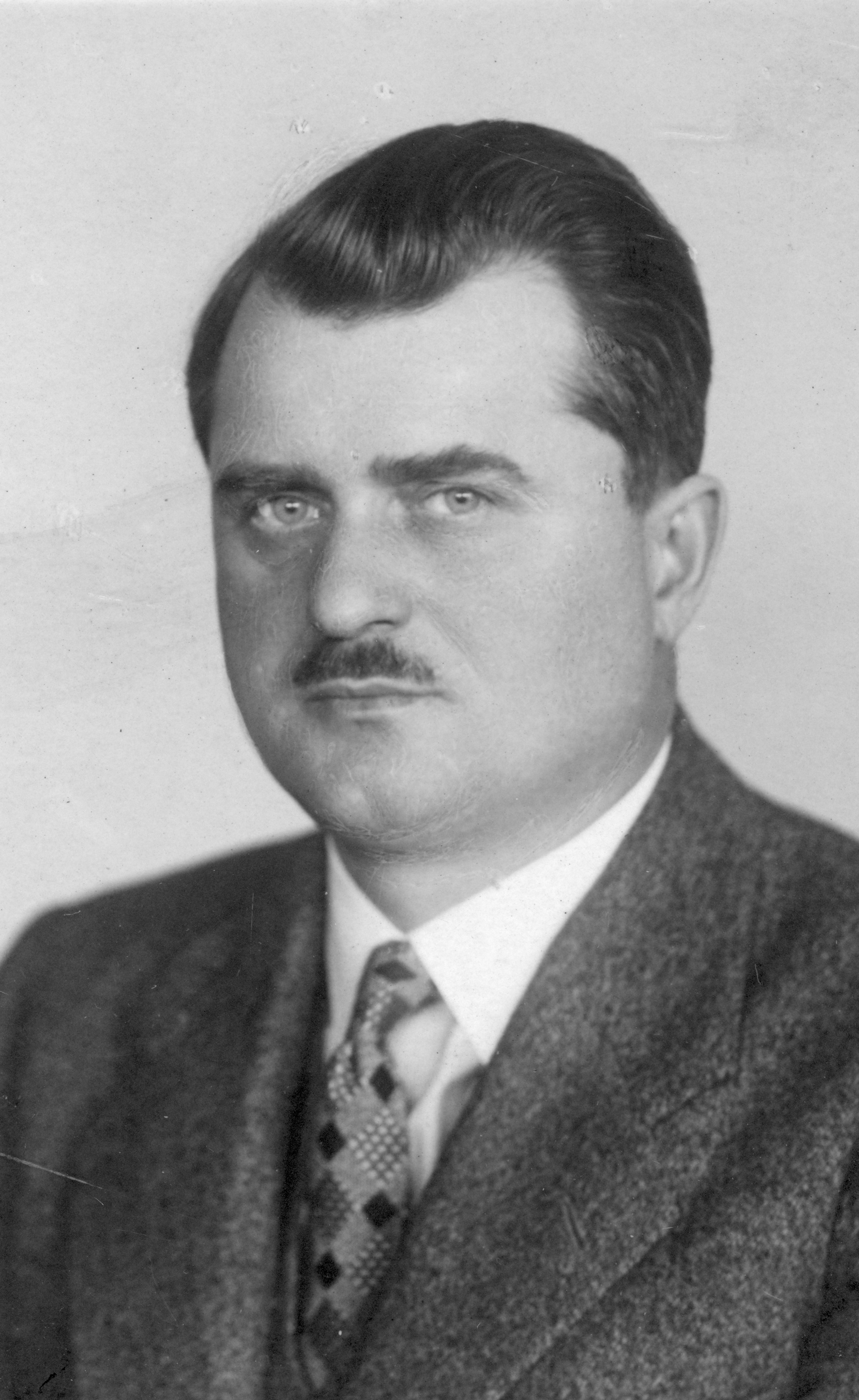
Wiktor Przybyła – burmistrz Bielska w latach 1935–1939 i jego komisarz rządowy od 1933

Pierwszym burmistrzem Bielska wybranym przez radę gminną w realiach II RP był od grudnia 1922 Kuno de Pongratz de Szent Miklós und Óvár, który ustąpił z urzędu ze względów zdrowotnych w 1929. Zastąpił go w styczniu następnego roku Józef Kobiela, a w grudniu 1933 władzę objął – początkowo jako komisarz rządowy z mianowania wojewody Michała Grażyńskiego, od marca 1935 jako burmistrz – Wiktor Przybyła. W Białej kadencje burmistrzów Maximiliana Schmei (do 1925), Zygmunta Döllingera (1929–1930) i Zbigniewa Łuniewskiego (1934–1939) przerywane były dłuższymi okresami zarządów komisarycznych. Podziały narodowościowe odgrywały duże znaczenie w lokalnej polityce, poszczególne ugrupowania łączyły się często w wyborach komunalnych i w trakcie kadencji w koalicje według klucza: blok niemiecki, polski, żydowski oraz socjalistyczny. W 1931 założona została Partia Młodoniemiecka (Jungdeutsche Parte in Polen, JdP) na czele z Rudolfem Wiesnerem, która w drugiej połowie lat 30. zdystansowała cieszące się wcześniej dużą popularnością stronnictwa niemieckie o charakterze centrowym (Niemieckie Katolickie Stronnictwo Ludowe z Eduardem Pantem) czy socjaldemokratycznym (Niemiecka Socjalistyczna Partia Pracy z Siegmundem Glücksmannem). Mimo nazistowskiego profilu działalność JdP spotykała się z przychylnością rządzącego wówczas Polską obozu sanacyjnego. Rudolf Wiesner w 1935 objął stanowisko wiceburmistrza w gabinecie Wiktora Przybyły, a także został senatorem RP jako bezpośredni nominat prezydenta Ignacego Mościckiego.
Również w życiu społeczno-kulturalnym tożsamość etniczna odgrywała wielkie znaczenie, prowadząc do równoległego istnienia rozmaitych organizacji, placówek kulturalnych, szkół, klubów sportowych, tytułów prasowych itp. skupiających odrębnie przedstawicieli poszczególnych grup narodowych. Przykładem eskalacji nastrojów pomiędzy nimi były zamieszki, do jakich doszło w maju 1929, gdy grupa Polaków napadła na widzów w bielskim i bialskim kinie miejskim, gdzie wyświetlano filmy z niemieckimi napisami. W latach 30. nasiliły się ekscesy antysemickie, do zorganizowanych akcji demolowania lokali żydowskich doszło we wrześniu 1937 (po zastrzeleniu przez żydowskiego restauratora Karola Normana w trakcie kłótni polskiego robotnika Leona Wanata) i na mniejszą skalę w lutym 1939. Równolegle dochodziło w dwumieście do licznych niepokojów na tle ekonomicznym. Strajki i demonstracje robotnicze miały miejsce praktycznie w każdym roku, przy czym okresami szczególnego ich nasilenia były lata 1919–1923 oraz 1936–1937.

Animacja pokazująca rozwój terytorialny Białej na przestrzeni wieków, w tym skokowe poszerzenie w 1925 w związku z przyłączeniem Lipnika

24 kwietnia 1925 – po trwających cztery lata negocjacjach między samorządami – doszło do włączenia w skład Białej całej sąsiedniej gminy Lipnik. Miasto poszerzyło w ten sposób swoje terytorium ponad szesnastokrotnie (przed 1925 miało jedynie 1,22 km², podczas gdy Lipnik liczył 20,76 km²), a liczba ludności wzrosła dwa i pół raza (do 19 241, przy czym w Lipniku zamieszkiwały 10 743 osoby). Również dwuipółkrotnie zwiększyła się liczba budynków: z 481 do 1183. Równocześnie zmieniono urzędową nazwę miasta na Biała Krakowska. Przez cały okres międzywojenny wielokrotnie powracały koncepcje włączenia Białej do województwa śląskiego i administracyjnego połączenia jej z Bielskiem, co usankcjonowałoby stan faktyczny, jakim było funkcjonalne zrośnięcie się obu miast w jeden organizm. Za takim rozwiązaniem opowiedział się w uchwale bialski magistrat w listopadzie 1920, poparła je rządowa Komisja do
usprawnienia administracji publicznej w 1928, forsowali je również przedstawiciele sanacji na czele z wojewodą śląskim Michałem Grażyńskim. Pomysłu tego jednak nie udało się zrealizować, w dużej mierze ze względu na zasadniczy sprzeciw polityków krakowskich. Kwestię poszerzenia granic miasta podniesiono w latach 30. również w Bielsku. Plany dotyczyły Aleksandrowic, Kamienicy i Mikuszowic Śląskich, ostatecznie udało się przeforsować jedynie przyłączenie Aleksandrowic w 1938.

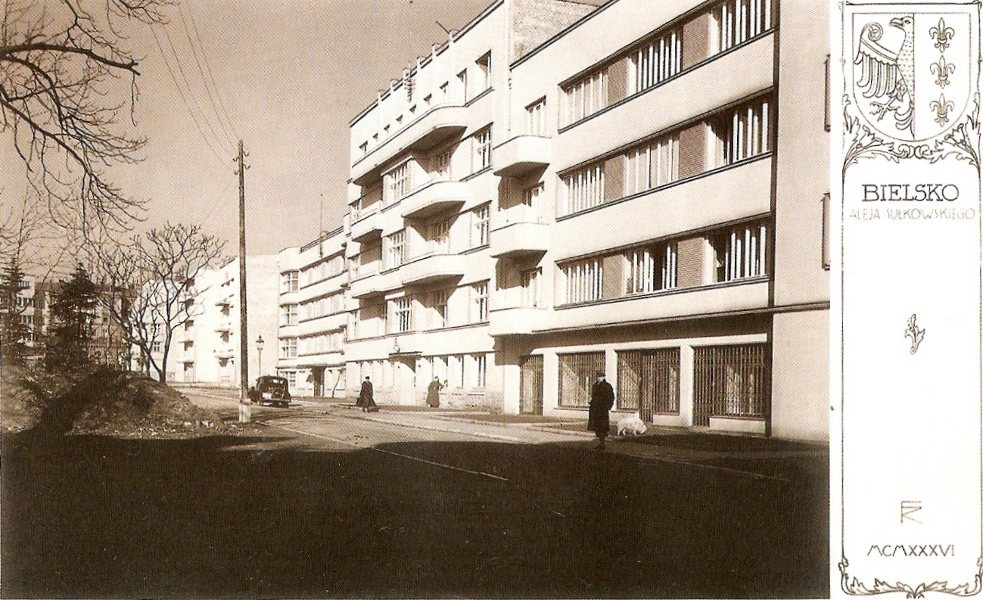
Nowa dzielnica mieszkaniowa w zakolu Białki na pocztówce z 1936

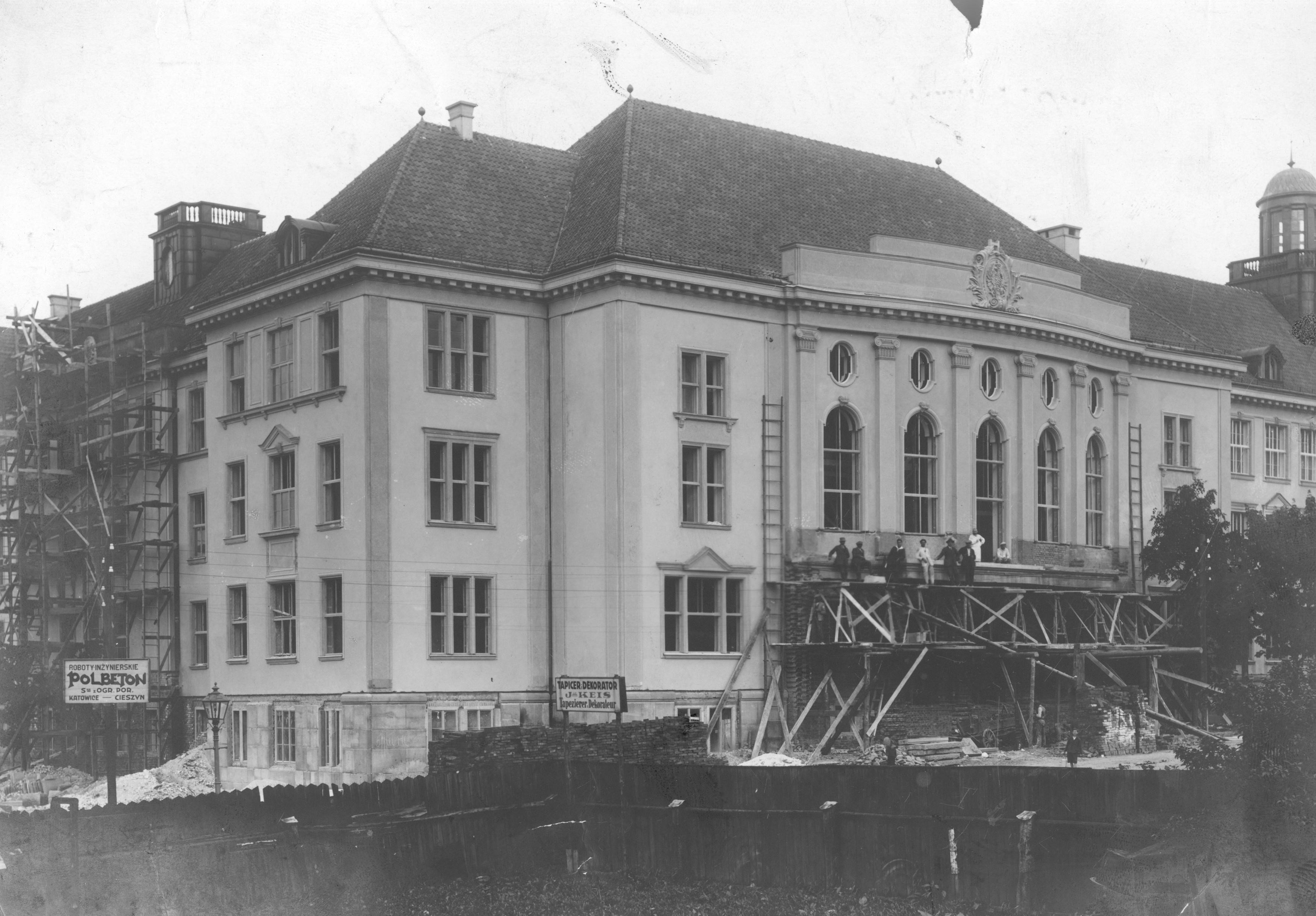
Budowa nowej siedziby Państwowego Gimnazjum Polskiego w Bielsku (1927)

Największym zespołem urbanistycznym założonym od podstaw w okresie międzywojennym są tzw. Aleje Sułkowskiego (obecnie ulice Bohaterów Warszawy, Grota-Roweckiego, Wilsona, Kunickiego) – obszar dawnego ogrodu zamkowego w zakolu Białki zabudowywany modernistycznymi kamienicami począwszy od 1934, co stanowiło realizację idei nakreślonej już w planie regulacyjnym Maxa Fabianiego z końca XIX wieku. W Białej głównym kierunkiem rozwoju przestrzennego były przyległe do centrum obszary Lipnika, w szczególności okolice ulic Żywieckiej i Akademii Umiejętności, gdzie zaczęła się kształtować nowa dzielnica willowa. Do charakterystycznych gmachów publicznych z okresu międzywojennego należą m.in.: siedziba Państwowego Gimnazjum Polskiego w Bielsku – pierwszej polskiej szkoły średniej w lewobrzeżnej części dwumiasta – z lat 1925–1927; biurowiec spółki górniczej „Silesia” (1923), bielska Powiatowa Kasa Chorych (1927) i oddział Banku Polskiego (1931) tworzące razem zwarty zespół budynków urzędowych przy skrzyżowaniu ulic Sixta i Krasińskiego; nowy gmach Komunalnej Kasy Oszczędności w Bielsku przy placu Chrobrego (1938); Dom Żołnierza Polskiego w Białej (1925) i Dom Oficerski w Bielsku (1928); Bank Gospodarstwa Krajowego w Białej (1923); nowa remiza strażacka w tzw. stylu graniastym w Bielsku przy ulicy Grunwaldzkiej (1928).

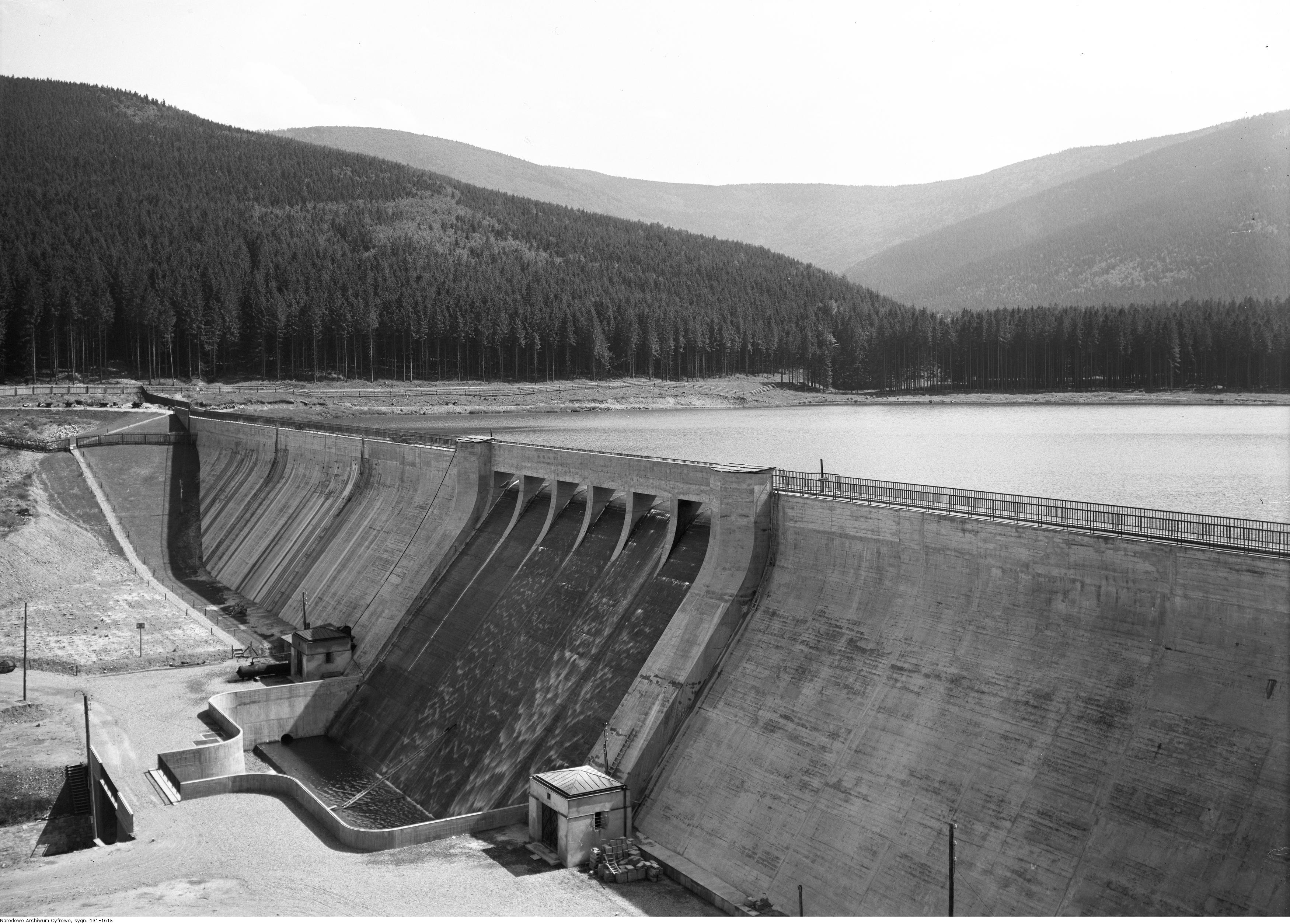
Zapora wodna w Wapienicy wkrótce po oddaniu do użytku (1933)

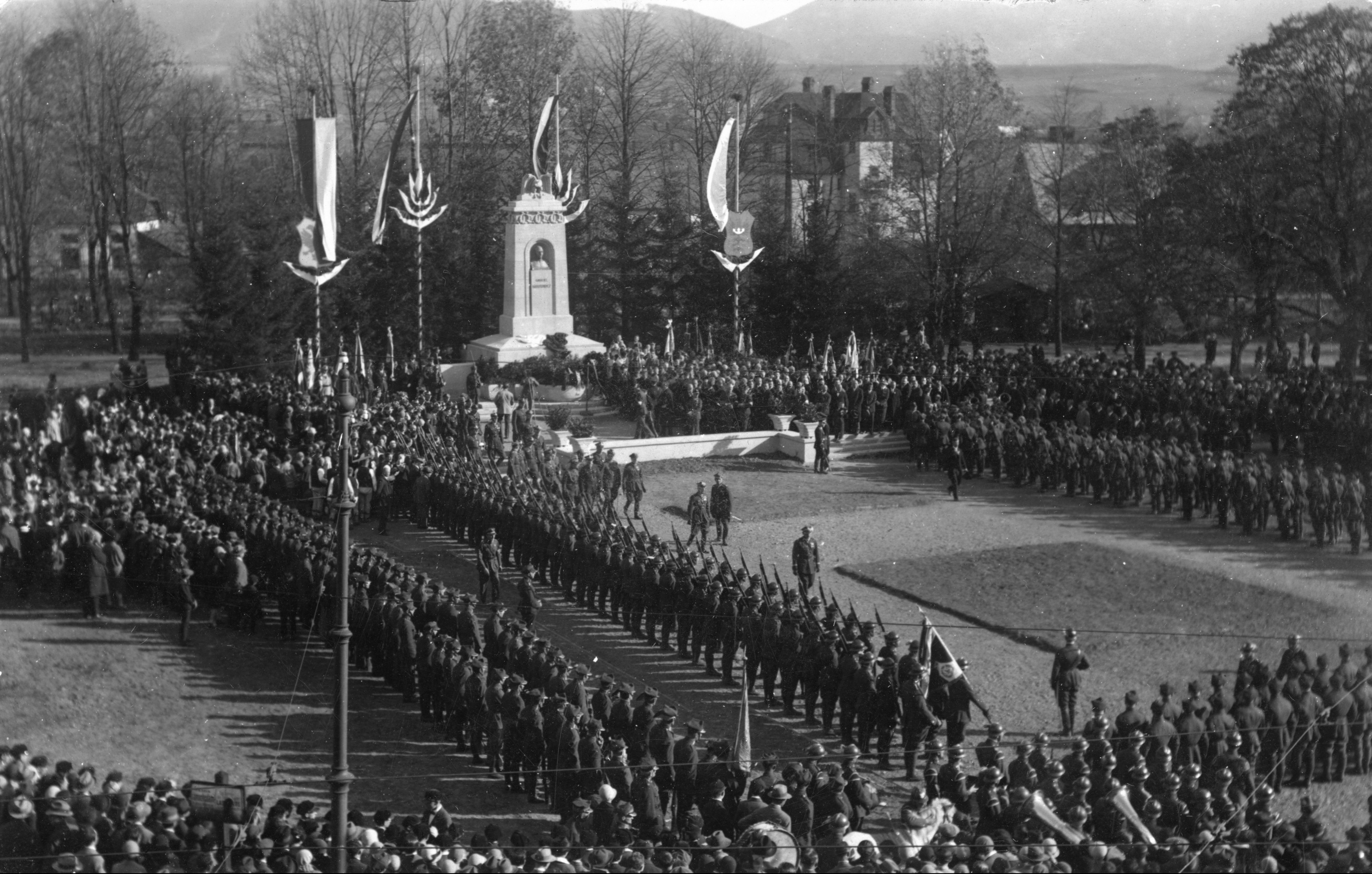
Odsłonięcie pomnika Gabriela Narutowicza (28.10.1928)

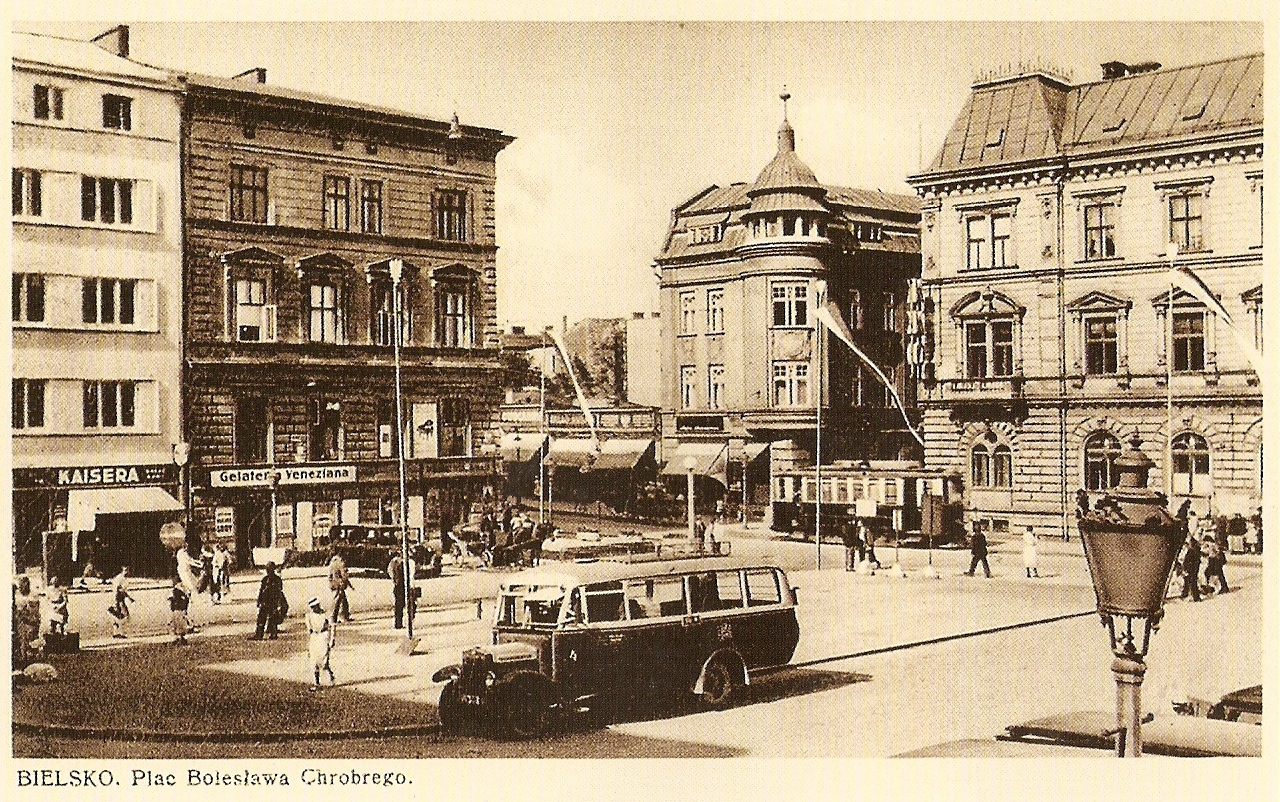
Autobus na placu Bolesława Chrobrego (1937)

Wielką inwestycją realizowaną przez władze Bielska (w atmosferze kontrowersji dotyczących jej finansowania) była w latach 1929–1932 budowa zapory wodnej w Wapienicy, dzięki której powstał zbiornik Wielka Łąka stanowiący źródło zaopatrzenia miasta w wodę pitną. Przedsięwzięciem samorządowym była też budowa kąpieliska miejskiego przy ulicy Konopnickiej przeprowadzona w 1936. 28 października 1928 na placu Blichowym (obecnie Mickiewicza) w Bielsku odsłonięto pomnik Gabriela Narutowicza. Był to jedyny monument upamiętniający tę postać w międzywojennej Polsce, istniał do 1939. 8 listopada 1927 to początek regularnej miejskiej komunikacji autobusowej. Bielsko-Bialska Spółka Elektryczna i Kolejowa, eksploatująca dotąd tramwaje, uruchomiła pierwsze cztery linie: okrężną po Bielsku i Białej, do Doliny Ludwiki w Wapienicy, do leśniczówki w Lipniku i do sanatorium w Bystrej. Rok wcześniej, w maju 1926, zmieniono trasę tramwaju na Żywieckim Przedmieściu, przekładając tory na ulicę Zamkową i Blichową (obecnie Partyzantów). Niezrealizowane pozostały natomiast plany budowy nowej linii tramwajowej do Białej. W latach 1934–1935 z inicjatywy Ligi Obrony Powietrznej i Przeciwgazowej zbudowano lotnisko sportowe w Aleksandrowicach, stanowiące zaplecze dla założonej w 1936 Szkoły Lotniczej.

## II wojna światowa i jej następstwa

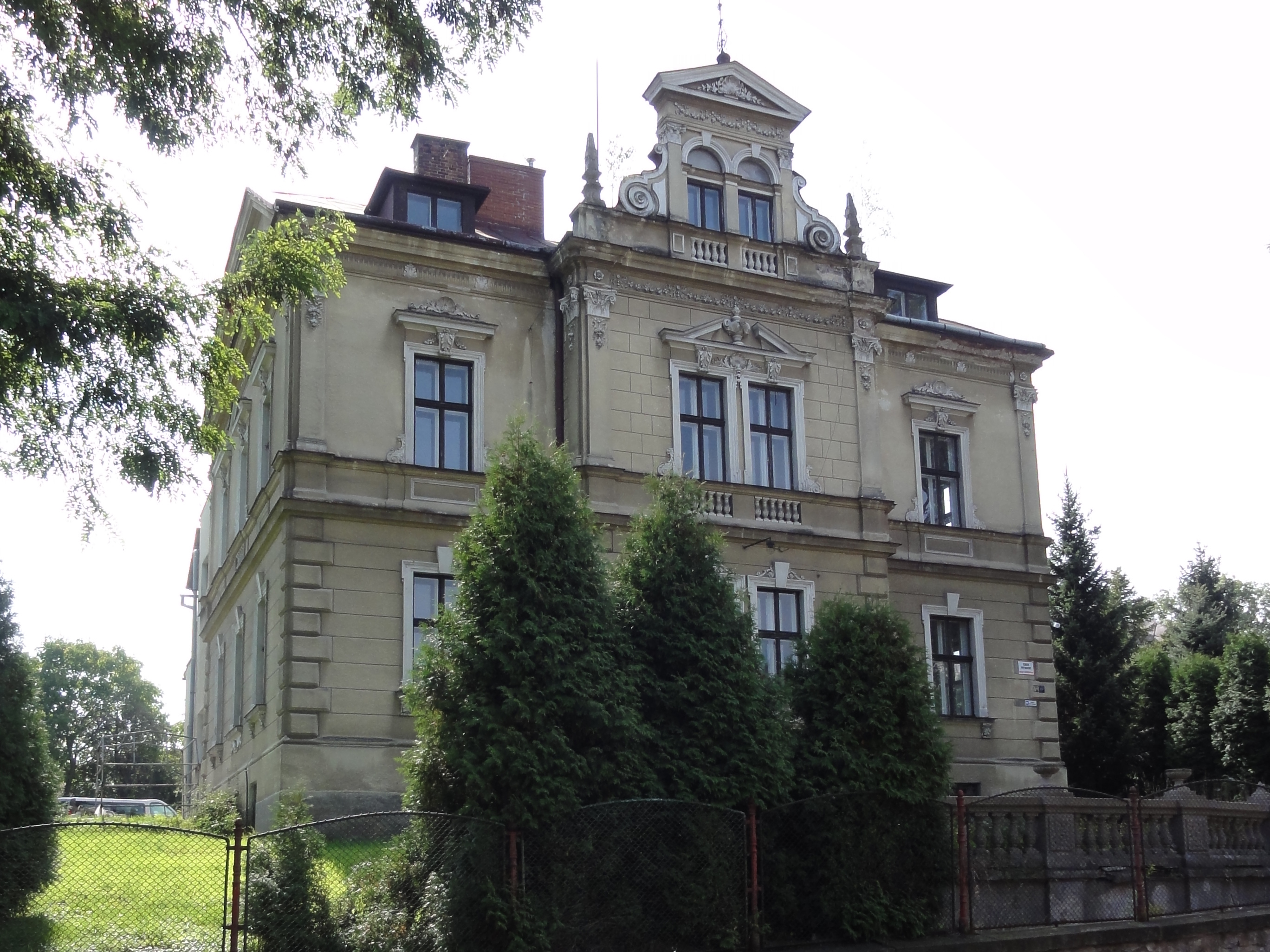
Willa przy ulicy Sobieskiego 67, w której w latach 30. XX wieku mieszkał Rudolf Wiesner – cel niedoszłej prowokacji hitlerowskiej

Pogarszające się stosunki polsko-niemieckie pod koniec lat 30. znalazły swoje odbicie również w lokalnych relacjach między ludnością Bielska i Białej. Coraz częściej dochodziło do różnego rodzaju wzajemnych prowokacji, bójek, demonstracyjnych zachowań, bojkotów czy nachalnej agitacji. Partia Młodoniemiecka (JdP) podjęła współpracę z niemieckim wywiadem wojskowym, spośród jej członków i sympatyków rekrutowano również ochotników do tworzonych od maja 1939 oddziałów dywersyjnych Freikorps der Gewerkschaft Deutscher Arbeiter pod kierownictwem Ernsta Lanza. Bojówki te planowały zrealizować w Bielsku akcję podobną do prowokacji gliwickiej: wysadzić w powietrze willę zamieszkaną przez Rudolfa Wiesnera, budynek zarządu głównego JdP oraz redakcję partyjnej gazety Der Aufbruch. Udaremnił ją polski kontrwywiad w dniu 24 sierpnia. Sam Wiesner został aresztowany, jednak po kilku dniach pod naciskiem międzynarodowym zwolniony. Równolegle od lipca 1939 władze polskie usuwały Niemców z kluczowych stanowisk zajmowanych w fabrykach i administracji, motywując to ochroną strategicznych gałęzi gospodarki przed sabotażem. Na zachód od miasta rozpoczęto latem budowę sieci umocnień – spośród 64 zaplanowanych schronów do momentu wybuchu wojny ukończono 16.

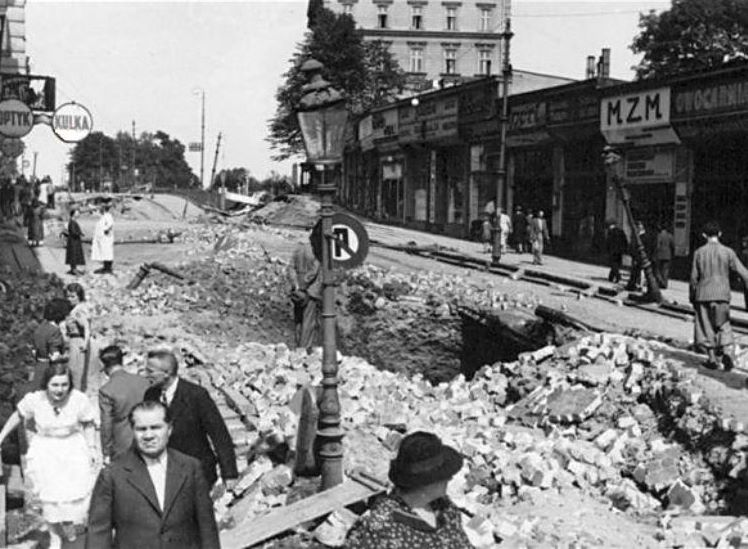
Zniszczona jezdnia ulicy 3 Maja (przemianowanej potem na Adolf-Hitler-Straße) po wysadzeniu tunelu kolejowego

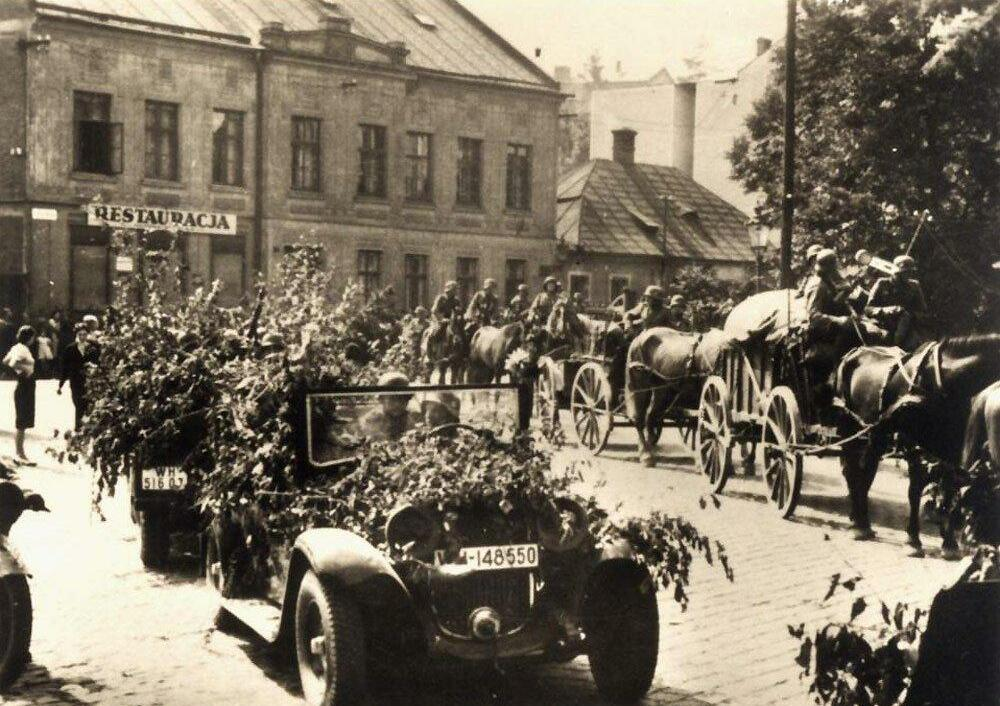
Wkroczenie wojsk niemieckich do Bielska w dniu 3 września 1939

W chwili wybuchu wojny wielu polskich i żydowskich mieszkańców miasta zdecydowało się na ucieczkę na wschód, nastąpiła też planowa ewakuacja polskiej kadry urzędniczej. 2 września postanowiono o wycofaniu oddziałów Wojska Polskiego z miasta. W trakcie odwrotu dochodziło do licznych potyczek z niemieckimi dywersantami. W nocy z 2 na 3 września polscy saperzy wysadzili tunel kolejowy pod śródmieściem w celu utrudnienia Niemcom komunikacji między Śląskiem a Słowacją, niszcząc zarazem jezdnię ulicy 3 Maja. Jego odbudowa zakończyła się dopiero w lipcu 1940, a ruch tramwajów na ulicy przywrócono w listopadzie tego roku. Oddziały Wehrmachtu – 44. i 45. Dywizja Piechoty – wkroczyły do dwumiasta 3 września, entuzjastycznie witane przez niemieckich mieszkańców.

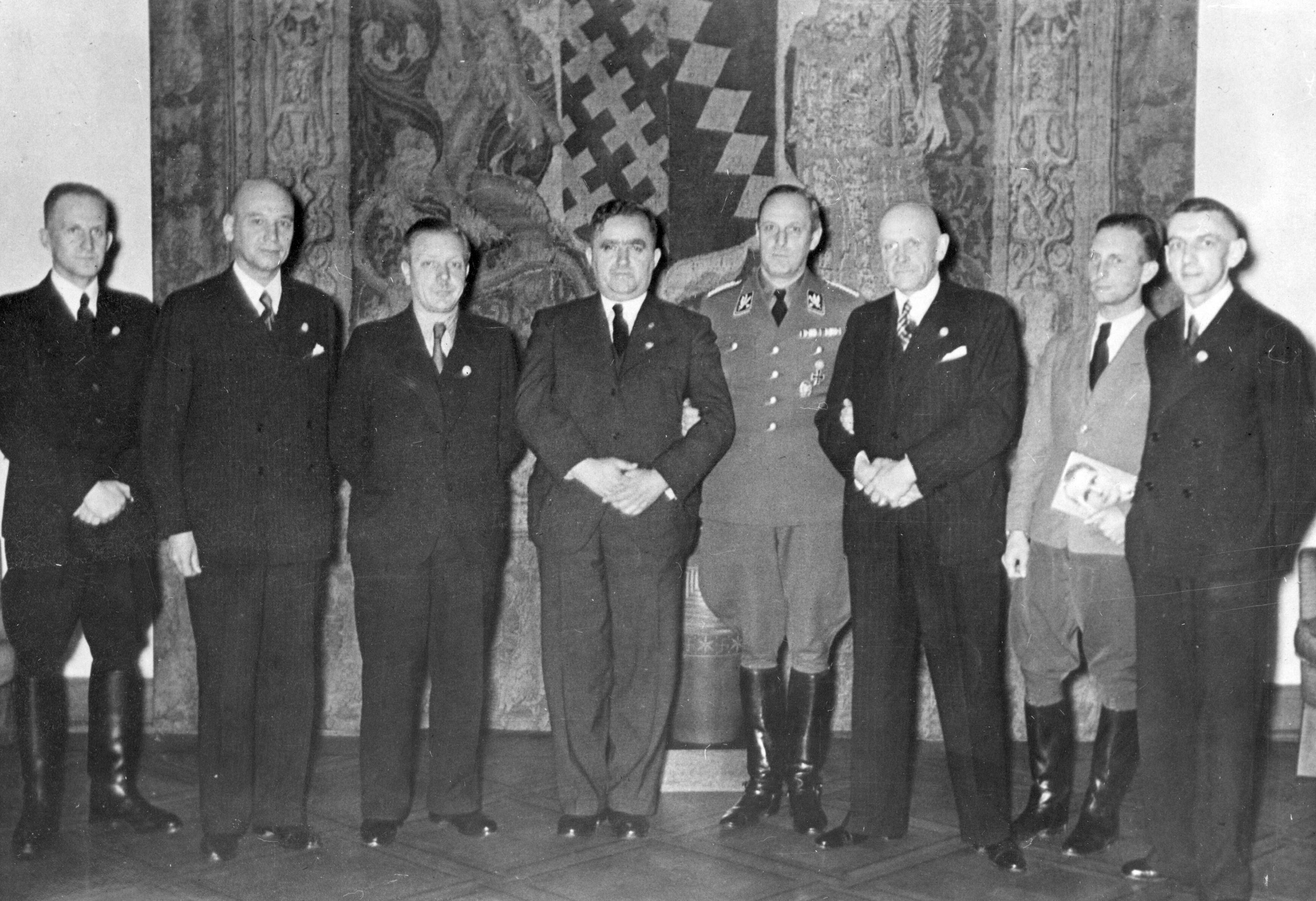
Rudolf Wiesner (czwarty od lewej) wśród odznaczonych we wrześniu 1939 Odznaką Złotą Partii

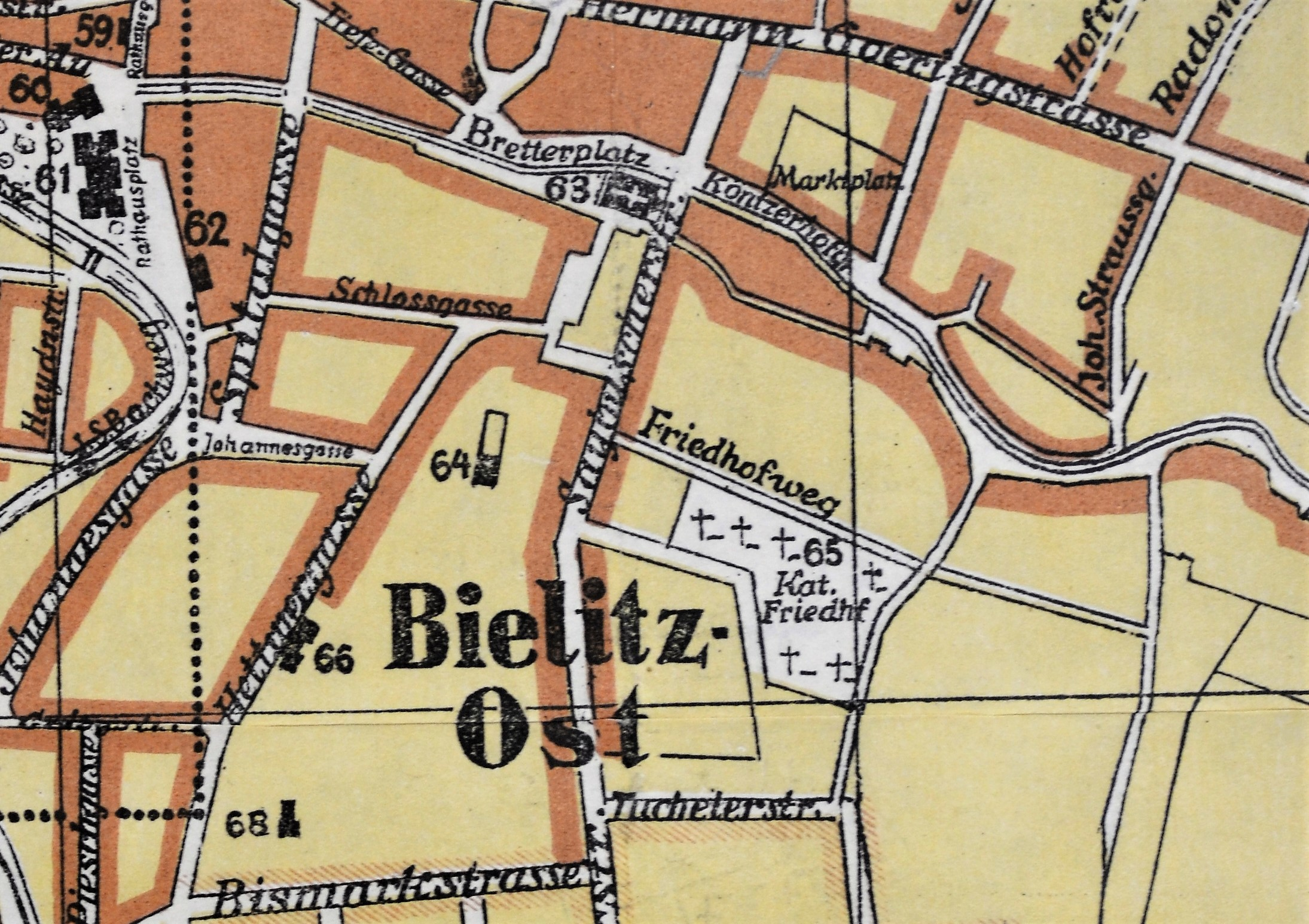
Fragment planu miasta z 1941 z oznaczeniem Białej jako Bielitz-Ost

8 października 1939 Adolf Hitler wydał zarządzenie, na mocy którego oba miasta znalazły się w obrębie terytorium wcielonego bezpośrednio do III Rzeszy. Bielsko stało się siedzibą rozległego powiatu bielskiego (Landkreis Bielitz) sięgającego na wschodzie aż po Wadowice, który włączono w skład rejencji katowickiej w ramach prowincji Śląsk (do 1941), a następnie Górny Śląsk. Po raz pierwszy w historii podjęto decyzję o administracyjnym połączeniu Bielska i Białej w jeden organizm miejski, co zrealizowane zostało począwszy od stycznia 1940. Formalnie doszło do włączenia Białej w granice Bielska jako dzielnicy Bielitz-Ost. Pierwszym burmistrzem tak powiększonego miasta został Hans Krüger, zastąpiony w kwietniu 1941 przez Hansa Heselera, a w 1943 przez Oskara Slawskiego. Administracja niemiecka dokonała też z czasem innych zmian administracyjnych, włączając do Bielska różne części ościennych gmin, żadna z tych zmian nie została jednak zachowana po wojnie. Przy obsadzaniu stanowisk uwidoczniła się tendencja do preferowania aparatczyków przysłanych z głębi Rzeszy, co prowadziło do rozczarowań wśród miejscowych Niemców. Przykładem działacza zmarginalizowanego po wybuchu wojny był sam lider bielskich nazistów, Rudolf Wiesner.
Według policyjnego spisu ludności przeprowadzonego w grudniu 1939, Bielsko (jeszcze w pierwotnych granicach, bez uwzględnienia Białej) liczyło 23 700 mieszkańców, w tym 15 200 Niemców (licząc razem kategorie „Reichsdeutsche” + „Volksdeutsche”), 3500 Polaków, 3000 Ślązaków i 2000 Żydów. Z kolei Biała miała 31 023 mieszkańców, w tym 13 500 Polaków, 9973 Niemców, 4660 Żydów i 2890 Ślązaków. W marcu 1941 rozpoczęto proces przydzielania mieszkańcom jednej z czterech kategorii Niemieckiej Listy Narodowej (Deutsche Volksliste, DVL). W 1943 w nowych, poszerzonych granicach miasta mieszkało 51 207 osób, w tym 31 150 posiadaczy DVL.

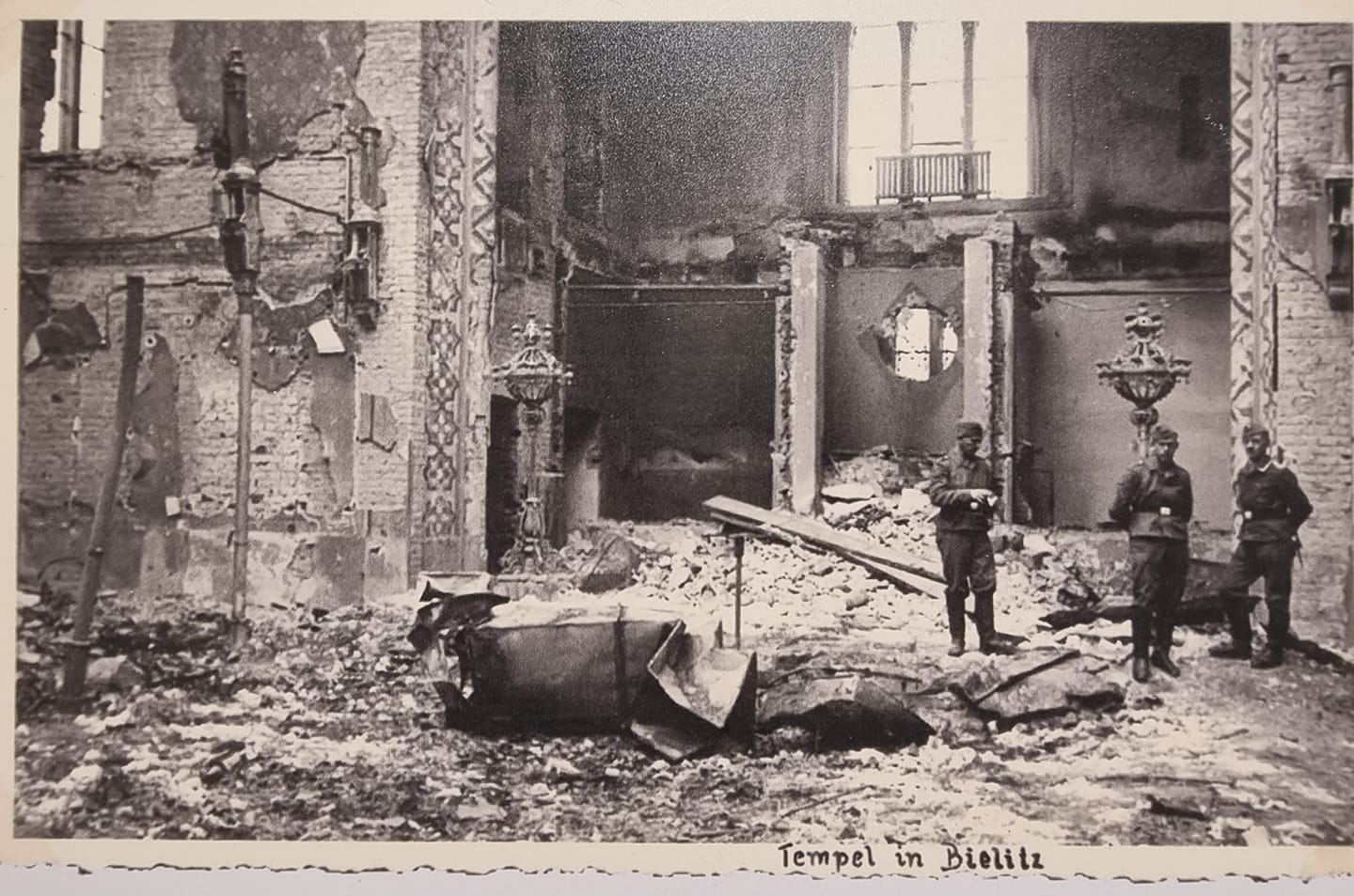
Żołnierze niemieccy w ruinach spalonej synagogi w Bielsku

Rządy nazistowskie od samego początku wiązały się z licznymi represjami wobec ludności polskiej i żydowskiej. W połowie września 1939 podpalono bielską i dwie bialskie synagogi, zdewastowany też został m.in. Żydowski Dom Kultury im. Chaima Bialika. W maju 1940 rozpoczęto pierwsze zorganizowane deportacje Żydów z miasta – czterysta osób zostało wygnanych z bagażem podręcznym do pobliskich miast zachodniej Małopolski. W październiku 1940 całkowicie usunięto żydowskich mieszkańców z terenów właściwego Bielska, zmuszając ich do przenosin do Białej, a w sierpniu 1941 wszystkie 460 osób, które pozostały jeszcze w dwumieście, skoncentrowano w otwartym getcie na tzw. Konfirunku w rejonie dzisiejszej ulicy Towarowej. Jego likwidację rozpoczęto 22 kwietnia 1942. 16 czerwca 1942 burmistrz Hans Heseler podpisał sprawozdanie o „odżydzeniu” (Entjudung) miasta. W momencie zakończenia wojny przebywało w nim jedynie 21 osób żydowskiego pochodzenia, które skutecznie ukrywały się „na aryjskich papierach”. We wrześniu 1939 odbyła się fala aresztowań skierowana przeciwko Polakom „szczególnie niebezpiecznym dla Rzeszy” na podstawie Sonderfahndungsbuch Polen. Kolejna miała miejsce wiosną 1940 w ramach Akcji AB. Zlikwidowano polskie szkolnictwo i instytucje kultury, rugowano język polski z przestrzeni publicznej. W trakcie wojny w mieście działały komórki polskiego ruchu oporu – operujące w ramach ZWZ/AK, NOW, jak i komunistyczne.

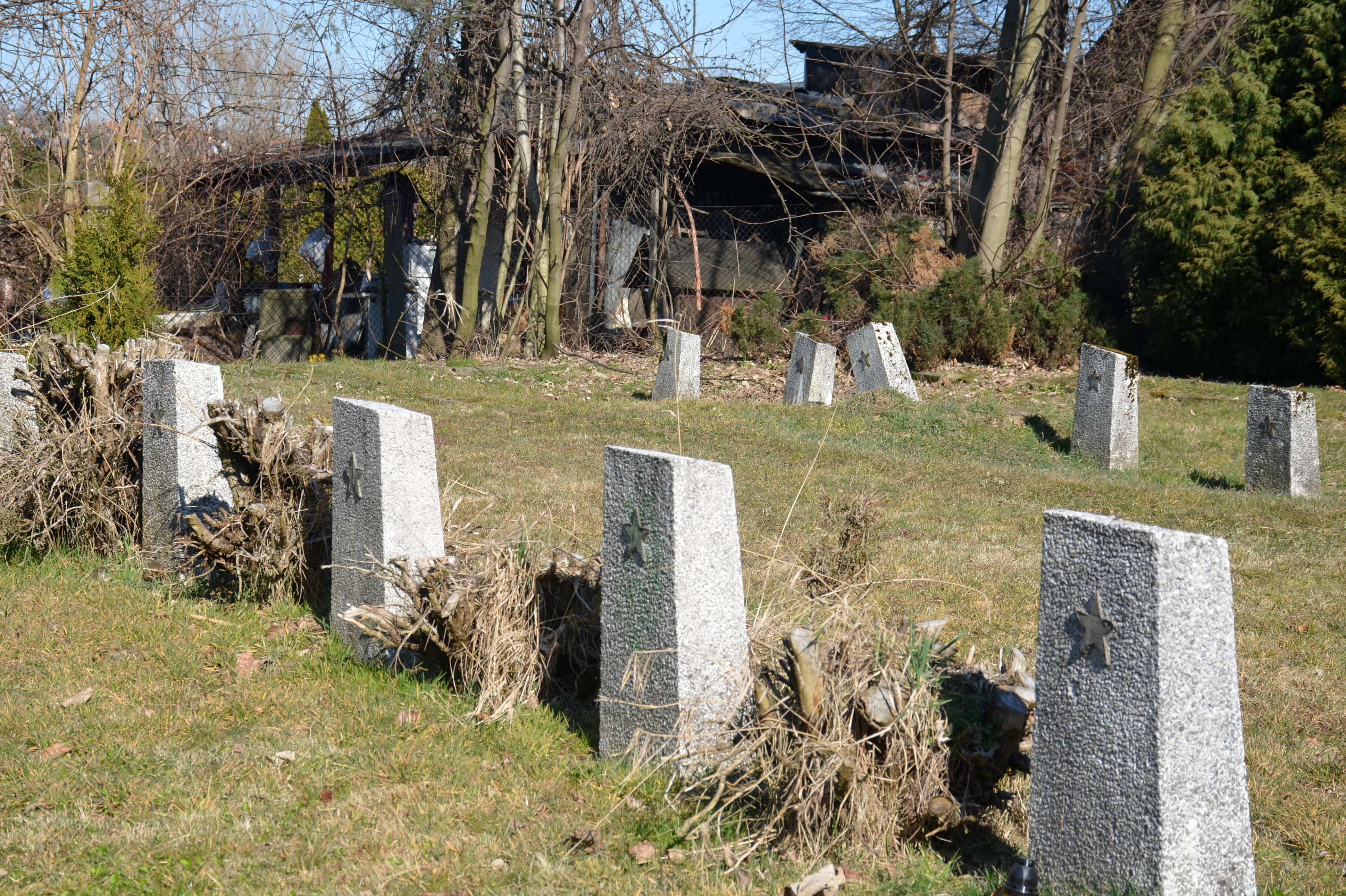
Groby żołnierzy radzieckich poległych w walkach w regionie bielsko-bialskim na cmentarzu przy ulicy Lwowskiej

Bielsko pozostawało przez długi czas bezpieczne od bezpośrednich działań wojennych, w szczególności nalotów bombowych. Aktywne przygotowania do obrony miasta rozpoczęto w połowie 1944 w związku z wyraźnymi postępami Armii Czerwonej na zachód. Opracowano plany ewakuacji, sformowano oddział Volkssturmu, a Organizacja Todta przystąpiła do budowy umocnień na terenie Lipnika i Hałcnowa. Wojska radzieckie zbliżyły się do miasta w styczniu 1945. 17 stycznia zarządzono ewakuację dzieci, a następnie 20 stycznia pozostałej ludności cywilnej. Według powojennych szacunków, wzięły w niej udział około 4/5 mieszkańców. 29 stycznia rozpoczęły się walki na wschodnich przedpolach miasta, prowadzące do znacznych strat materialnych w Lipniku i Hałcnowie. Dzielnice śródmiejskie, do których Sowieci zaczęli wkraczać w nocy z 10 na 11 lutego, nie odnotowały natomiast poważniejszych zniszczeń – uszkodzone zostały budynki sąsiadujące z mostami wysadzonymi przez wycofujące się oddziały niemieckie, kilka sowieckich bomb spadło w rejonie Bielskiego Syjonu i cmentarza przy ulicy Grunwaldzkiej, ucierpiały też nieznacznie okolice placu Wolności. Ostatecznie 12 lutego 1945 to dzień, w którym wojska radzieckie – oddziały wchodzące w skład 38 Armia Kiriłła Moskalenki i 1 Gwardyjskiej Armii Andrieja Grieczki – przejęły pełnię kontroli nad miastem. Wkroczeniu Sowietów towarzyszyły liczne morderstwa, gwałty, rabunki i akty wandalizmu. Wśród pozostałej na miejscu ludności niemieckiej odnotowano wiele przypadków samobójstw.

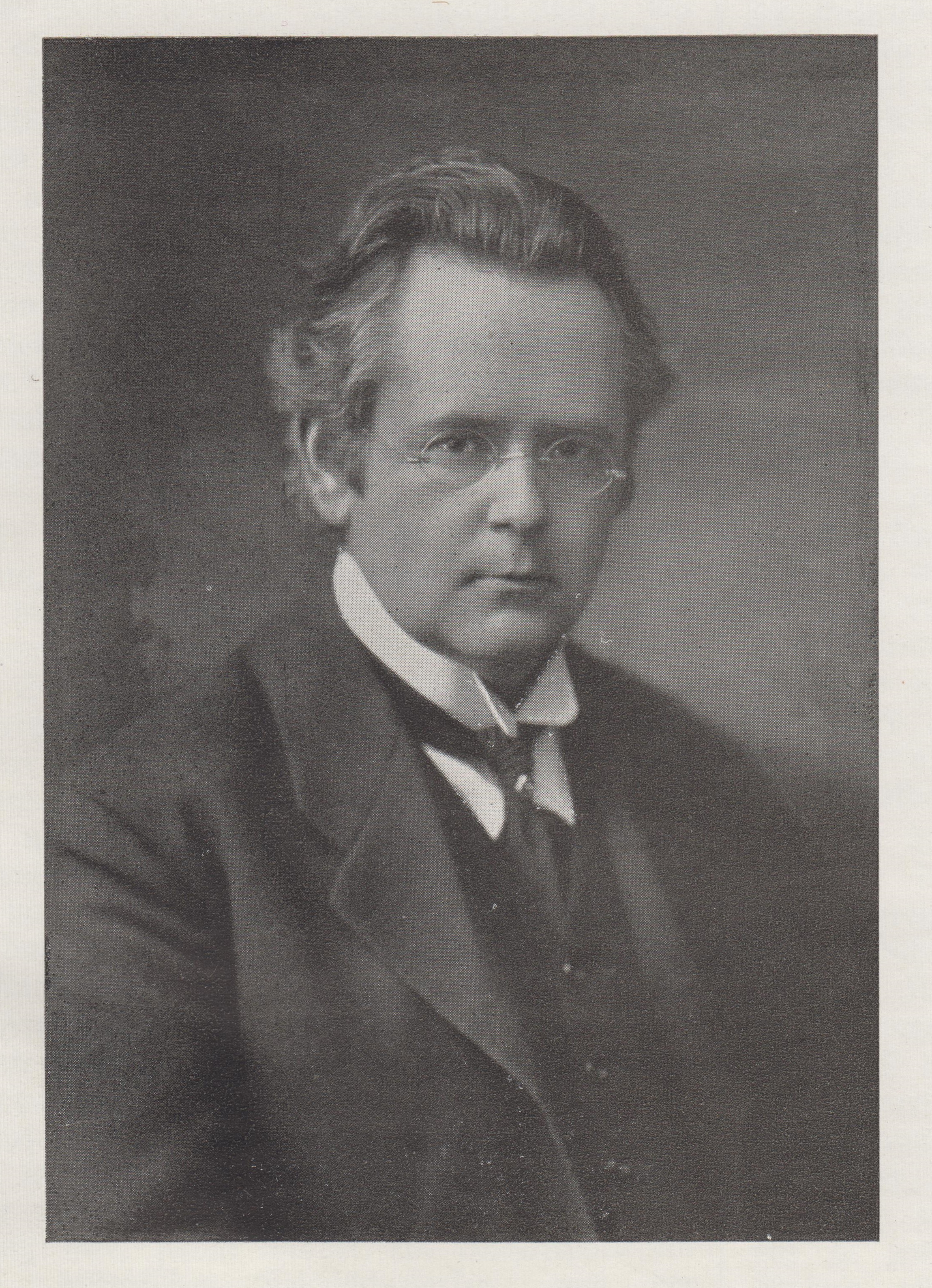
Richard Ernst Wagner – wieloletni bielski pastor ewangelicki, lokalny historyk; ofiara śmiertelna obozu pracy Zgoda

W ślad za wojskami radzieckimi do dwumiasta przybyli przedstawiciele polskiej władzy komunistycznej. Postanowiono o przywróceniu stanu administracyjnego sprzed września 1939, w tym podziału na Bielsko i Białą Krakowską znajdujące się w dwóch różnych województwach. Odtworzono również przedwojenne granice miejscowości. Pierwszym powojennym prezydentem Bielska został Szczepan Jurzak, a burmistrzem Białej Franciszek Hrapkowicz. W kolejnych miesiącach roku 1945 kontynuowane były represje skierowane przede wszystkim przeciwko Niemcom, ale dotykające również ludność polską. Liczbę aresztowanych przez NKWD w Bielsku i Białej szacuje się na około 900 osób, a doniesienia o morderstwach dokonywanych przez Sowietów pochodzą nawet jeszcze z maja 1945. Wielu mieszkańców zostało wywiezionych na roboty przymusowe do ZSRR lub do karnych obozów pracy w Polsce takich jak Jaworzno i Zgoda. Na terenie miasta i w jego najbliższych okolicach powstawały obozy przejściowe, których najlepiej opisanym przykładem jest ten zorganizowany w dawnej fabryce Zipsera w Mikuszowicach.

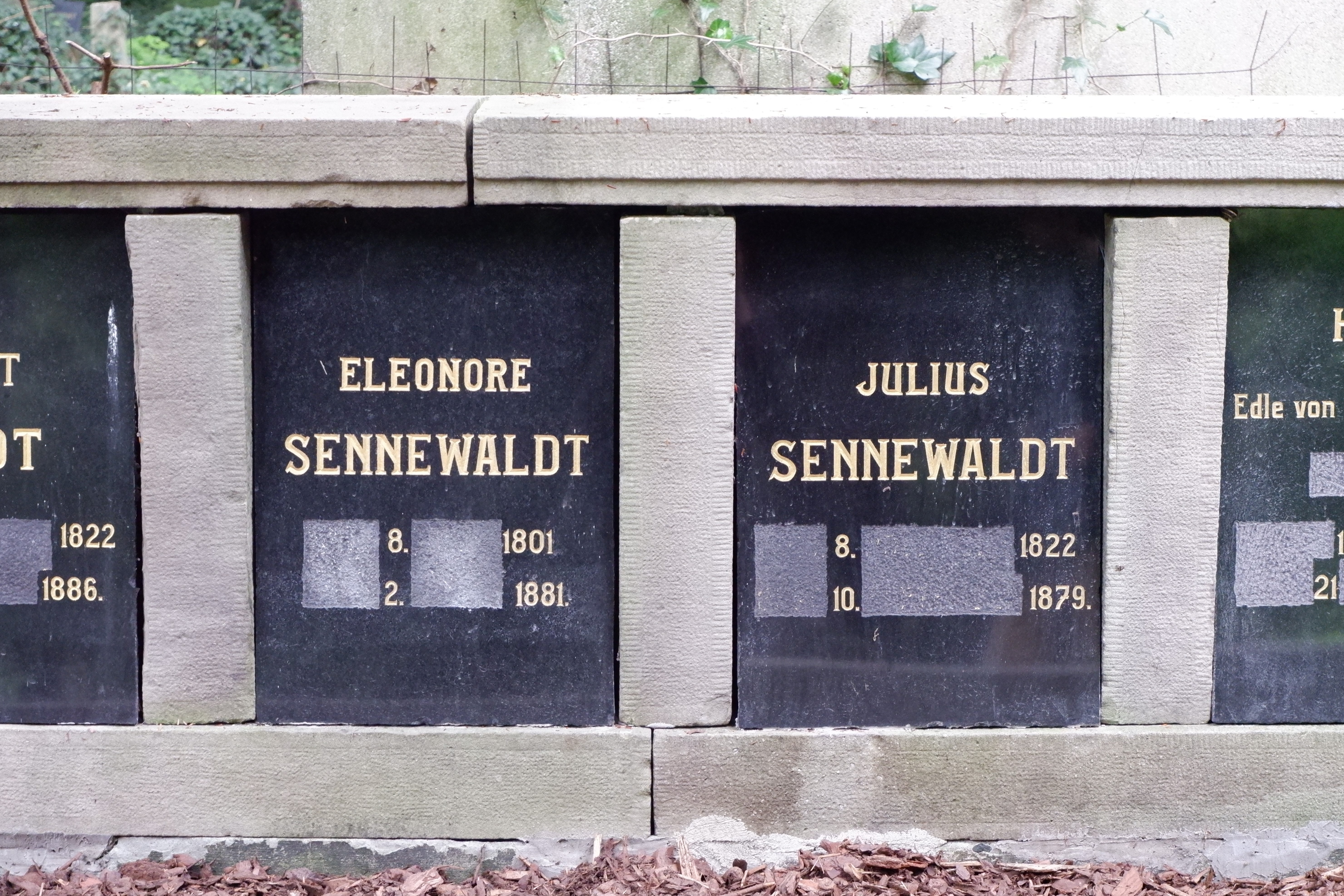
Skute napisy w języku niemieckim na Starym Cmentarzu Ewangelickim – pozostałość powojennej akcji „odniemczania”

W maju 1945 w Bielsku przebywało 14 810 osób, w tym 8395 przypisanych do jednej z kategorii Deutsche Volksliste – głównie drugiej (4271) i trzeciej (3973), w Białej natomiast 13 835 osób, w tym 4918 wpisanych na DVL, a ponadto w traktowanym jeszcze odrębnie Lipniku 3418 osób, w tym 1156 wpisanych na DVL. Rozpoczął się proces tzw. weryfikacji narodowościowej (składanie deklaracji wierności w przypadku „trójek” i „czwórek”, sądowe procesy rehabilitacyjne „dwójek”) oraz zorganizowane wysiedlenia ludności niemieckiej. Dokładna liczba wysiedlonych z samego Bielska nie jest znana, biorąc natomiast pod uwagę miasto wraz z całym powiatem dane mówią o 4872 osobach w trakcie akcji przeprowadzonej w latach 1945–1950 oraz dodatkowo 700, które wyjechały na mocy umowy z NRD w 1951. Odnośnie Białej i powiatu bialskiego nie zachowały się precyzyjne statystyki. Ziomkostwa wysiedlonych bielszczan powstały później w Alzenau, Brunszwiku, Donauwörth, Hanowerze, Lippstadt i Oldenburgu, a także w austriackim Klosterneuburgu. Spośród tych, którzy pozostali, część emigrowała w kolejnych dekadach, część natomiast zasymilowała się z ludnością polską. W ten sposób historia bielsko-bialskiej wyspy językowej w praktyce dobiegła końca (założone w 1990 koło mniejszości niemieckiej liczyło w pierwszej dekadzie swojego istnienia kilkuset członków, natomiast w spisie powszechnym w 2002 narodowość niemiecką zadeklarowało tylko 146 osób). Nowe władze przeprowadziły również akcję „odniemczania”, obejmującą nie tylko spolszczenie szyldów czy nazw ulic i wprowadzenie polskiego jako jedynego języka urzędowego, ale i takie działania jak usuwanie inskrypcji w języku niemieckim z nagrobków, niszczenie niemieckich książek ze zbiorów bibliotecznych czy przymusową polonizację nazwisk.
Równolegle do dwumiasta przybyli polscy przesiedleńcy z Kresów Wschodnich oraz liczni osadnicy z innych regionów. W lutym 1946 Bielsko liczyło 25 725 mieszkańców, a Biała – 19 564. W pierwszych latach powojennych Bielsko i Biała stały się też ponownie ważnym ośrodkiem społeczności żydowskiej. Miejscowy Komitet Żydowski (oddział CKŻP) zarejestrował w latach 1945–1951 w sumie 3366 osób narodowości żydowskiej, które osiedliły się w dwumieście. Założone lub odtworzone zostały liczne żydowskie organizacje społeczne i polityczne. Stopniowo jednak większość Żydów zdecydowała się ze względów ekonomicznych i politycznych na emigrację do Izraela czy do państw zachodnich, przez co ich liczba spadła do 456 w 1956 i około pięćdziesięciu w latach 90. XX wieku.

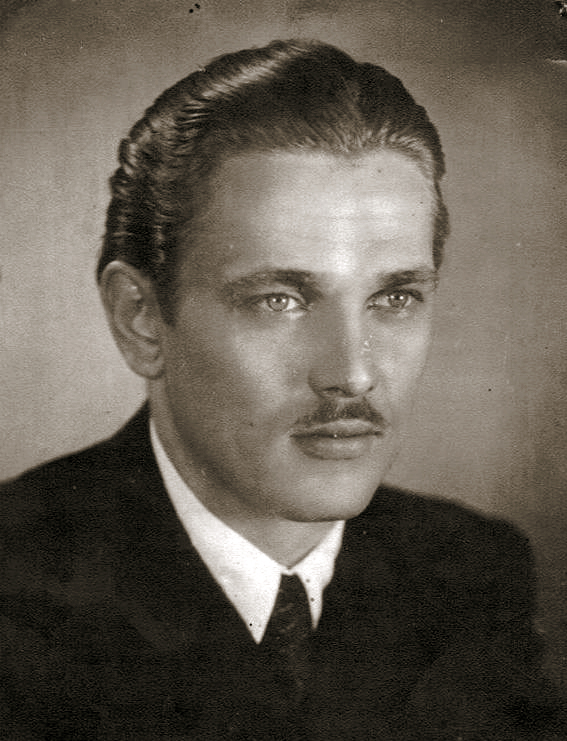
Henryk Flame – przywódca największego antykomunistycznego oddziału partyzanckiego działającego w okolicach Bielska i Białej

Reakcją na umacnianie się władzy komunistycznej był rozwój polskiego podziemia niepodległościowego. Najważniejszym oddziałem poakowskim na terenie Bielska i Białej była operująca od lata do jesieni 1945 grupa Jana Wadonia „Prawego”. O wiele większym echem odbiła się jednak działalność Narodowych Sił Zbrojnych, w szczególności oddziału pod dowództwem Henryka Flamego „Bartka”, który jest uznawany za największą zbrojną grupę konspiracji antykomunistycznej na Śląsku i którego ocenie historycznej towarzyszą liczne kontrowersje. Został stopniowy rozbity w trakcie drugiej połowy roku 1946. 26 października 1946 i 2 stycznia 1947 odbywały się w bielskiej Strzelnicy procesy pokazowe jego członków (dwa spośród większej liczby procesów), w których zapadło sześć wyroków śmierci.
Już administracja niemiecka przeprowadziła koncentrację przemysłu, polegającą na łączeniu małych przedsiębiorstw i warsztatów w większe zakłady przemysłowe. W Bielsku spośród 207 czynnych przed wojną fabryk pozostało 63. Łączyło się to z odebraniem przedsiębiorstw właścicielom polskim i żydowskim. Gospodarka została podporządkowana potrzebom wojennym. Począwszy od roku 1942 przeniesiono do Bielska z miast zagrożonych bombardowaniami alianckimi w głębi Rzeszy kilka zakładów zbrojeniowych. Ofensywa Armii Czerwonej wymusiła pewien okres przestoju, ale już w lutym 1945 udało się – mimo trudności powodowanych dewastacją, konfiskatami mienia przez Sowietów, ogólnymi problemami aprowizacyjnymi i brakami kadrowymi – wznowić produkcję w niektórych bielskich zakładach, a w kolejnych miesiącach stopniowo w pozostałych. Fabryki zostały pod rządami komunistycznymi znacjonalizowane i całkowicie zreorganizowane. Niemal cały przemysł włókienniczy dwumiasta połączono w 1948 w jeden kombinat pod nazwą Państwowe Zakłady Przemysłu Wełnianego nr 14 w Bielsku, który dwa lata później podzielono na dwanaście samodzielnych zakładów. W tym samym czasie powstał Szybowcowy Zakład Doświadczalny i Zakłady Silników Spalinowych (przemianowane wkrótce na Wytwórnię Sprzętu Mechanicznego).

## Okres PRL
Powojenne przywrócenie podziału na dwa miasta okazało się rozwiązaniem tymczasowym, od początku krytykowanym – zwłaszcza przez działaczy partyjnych z Bielska – jako sztuczne. Ponowne scalenie dwumiasta w jeden organizm administracyjny, tym razem pod nazwą Bielsko-Biała, nastąpiło na mocy rozporządzenia rządowego z 30 grudnia 1950 z mocą prawną od początku roku 1951. Połączone miasto weszło jako powiat miejski w skład województwa katowickiego. Uroczysta zjednoczeniowa sesja Miejskiej Rady Narodowej odbyła się 21 stycznia 1951. Pierwszym przewodniczącym jej prezydium został Franciszek Niedziółka. Terytorium miasta powiększono w kolejnych dekadach poprzez przyłączenie ościennych miejscowości: Kamienicy oraz Mikuszowic Śląskich i Krakowskich w 1969, Straconki w 1973, a także Hałcnowa, Komorowic, Starego Bielska i Wapienicy wraz z fragmentami Jaworza i Międzyrzecza Górnego w 1977.
Epoka realnego socjalizmu utwierdziła charakter Bielska-Białej jako miasta zdominowanego przez przemysł. W latach 60. i 70. na tysiąc mieszkańców przypadało ponad 550 osób zatrudnionych w przemyśle, co było jednym z najwyższych wskaźników w kraju. Kształceniu kadr inżynierskich miało pomóc utworzenie w 1969 filii Politechniki Łódzkiej.

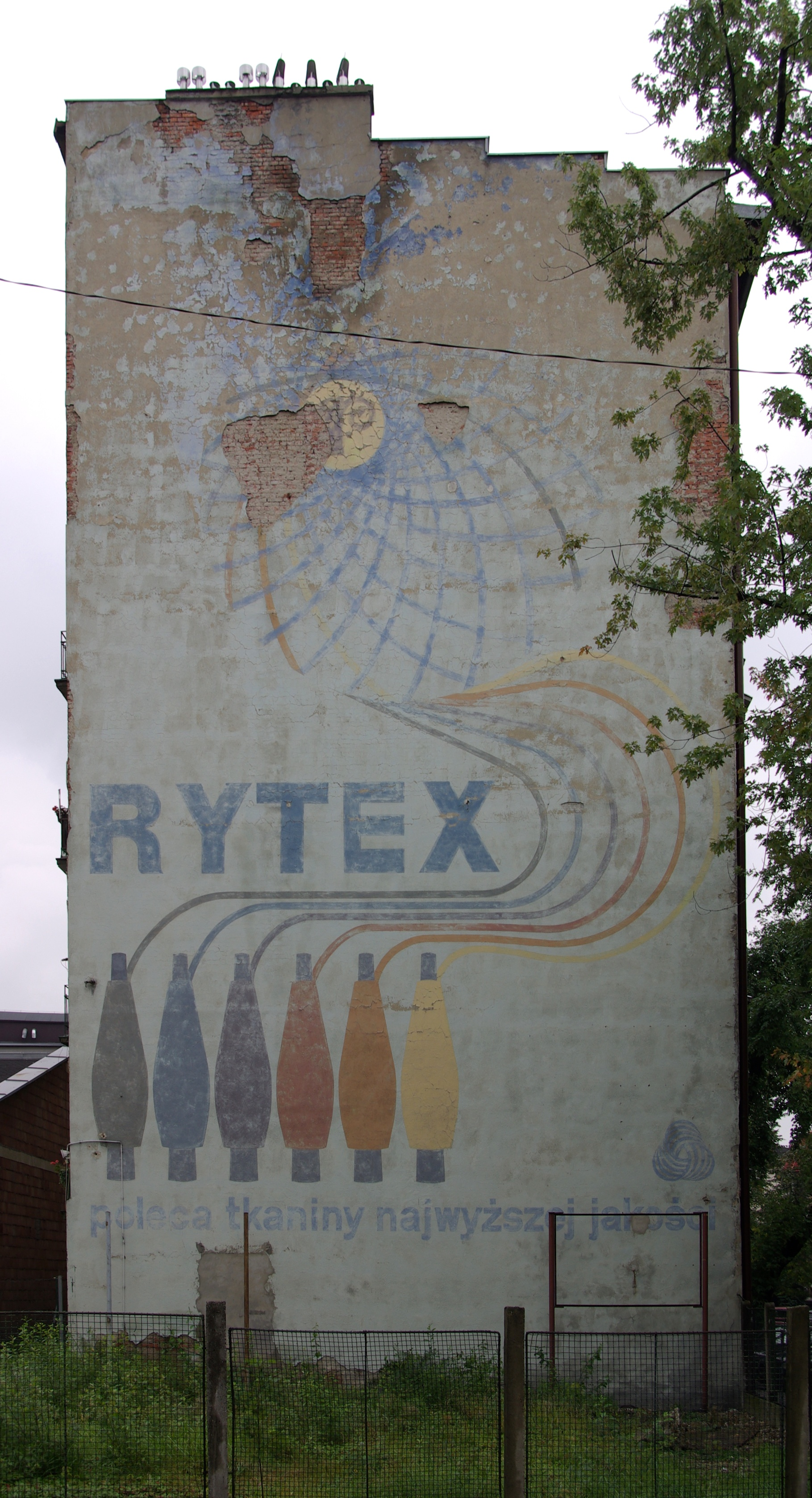
Zachowany reliktowo mural reklamowy Zakładów Przemysłu Wełnianego „Rytex” (2010)

Zmiany organizacyjne w przemyśle lekkim, których dokonano w latach 50., 60. i 70., doprowadziły do zmniejszenia liczby bielskich samodzielnych fabryk włókienniczych (Zakładów Przemysłu Wełnianego) z dwunastu do dziewięciu, którym nadano nazwy handlowe: „Bewelana”, „Bielska Dzianina” (przed 1976 „Lantex”), „Finex”, „Krepol”, „Merilana”, „Relana”, „Rytex”, „Wega” i „Welux”. Ponadto w pokrewnych branżach działały: przędzalnia czesankowa „Weldoro”, Zakłady Przemysłu Lniarskiego „Lenko” oraz „Allen”, Zakłady Przemysłu Odzieżowego „Bielkon”, Bielskie Zakłady Obuwia „Befado”, Bielskie Zakłady Wyrobów Filcowych, Bielskie Zakłady Lin i Pasów „Bezalin”, Bielska Fabryka Szczotek i Pędzli „Befaszczot” czy Zakłady Przemysłu Futrzarskiego „Beskidiana”. Do przemysłu lekkiego zaliczały się również takie zakłady jak Bielskie Zakłady Sprzętu Sportowego „Polsport”, Bielskie Zakłady Przemysłu Tłuszczowego (po 1990 znane jako „Bielmar”) i wytwórnia alkoholi wchodząca w skład Państwowego Przedsiębiorstwa Przemysłu Spirytusowego „Polmos”.

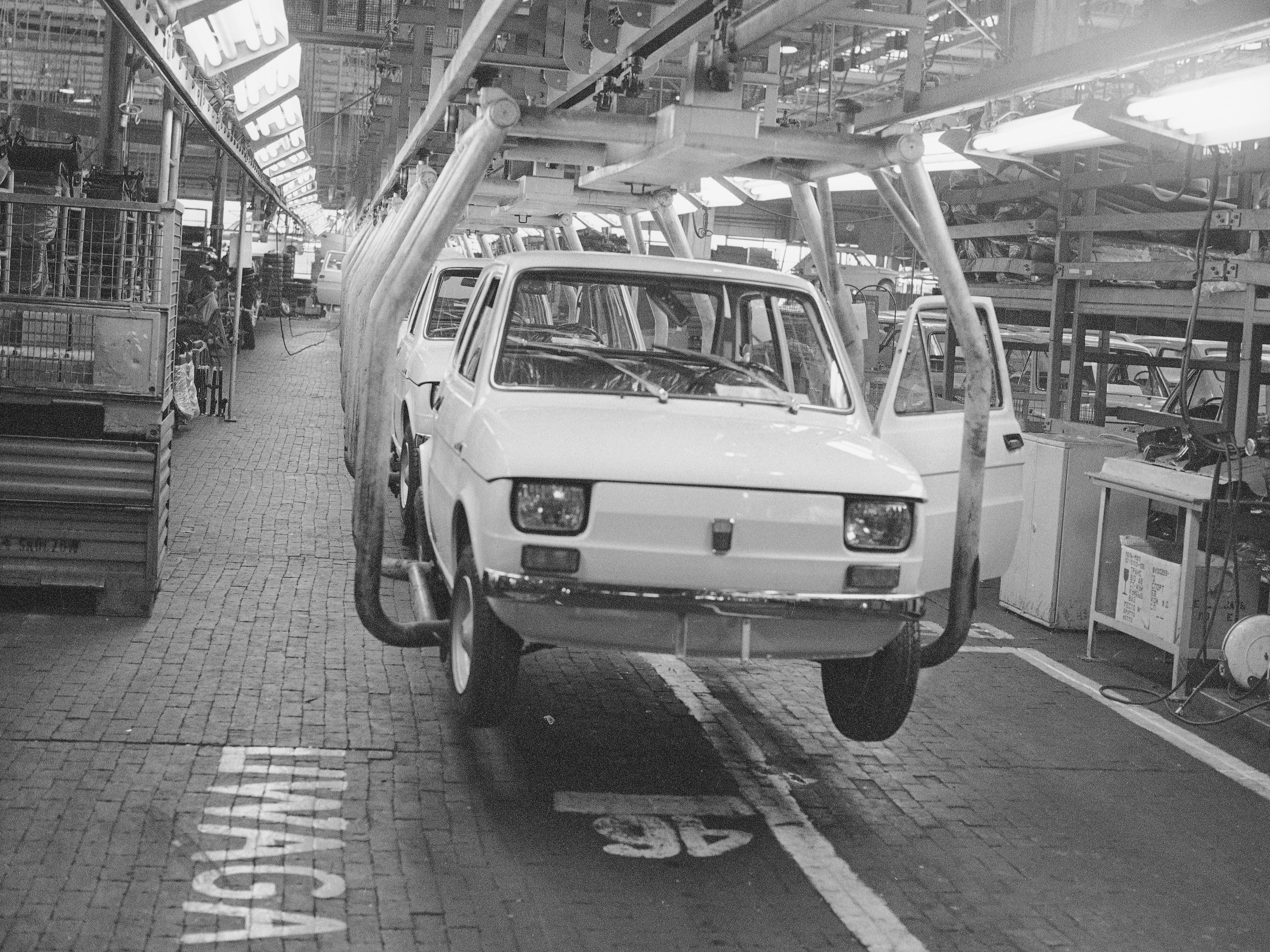
Produkcja samochodów Polski Fiat 126p „Maluch” w bielskiej Fabryce Samochodów Małolitrażowych (lata 70. XX wieku)

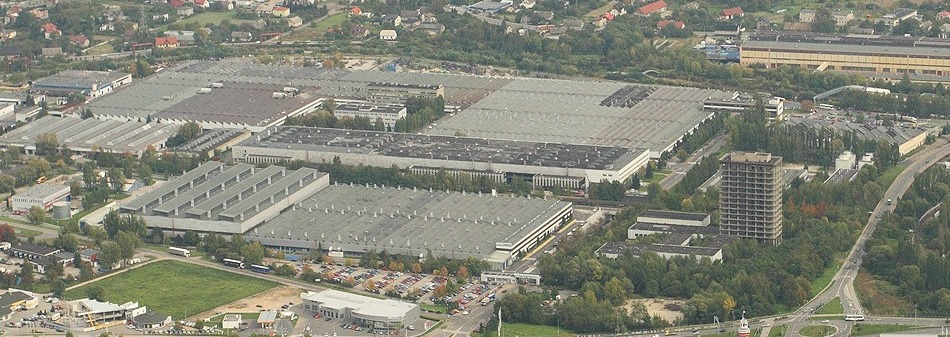
Widok lotniczy na kompleks FSM (2007)

Przemysł ciężki, głównie elektromaszynowy, reprezentowały takie przedsiębiorstwa jak „Apena” (aparatura elektryczna), „Befama” (maszyny włókiennicze), „Befa” (armatura), „Befared” (przekładnie, reduktory itp. urządzenia; od 1981 jako „Prema-Befared”), „Belos” (osprzęt elektryczny), „Bispol” (śruby i inne elementy złączne), „Eltech” (części do maszyn włókienniczych), „Indukta” (silniki i inne urządzenia elektryczne), „EMA-FAK” (akumulatory), „Mewa” (podzespoły lampowe; od lat 70. jako „Polam-Bielsko”), Bielskie Przedsiębiorstwo Budownictwa Przemysłowego, Zakłady Wyposażenia Elementów Budownictwa „Metalplast” czy Fabryka Pił i Narzędzi „Wapienica”. Dynamicznemu rozwojowi i różnym przekształceniom organizacyjnym podlegały zakłady szybowcowe. 1 stycznia 1972 na bazie Wytwórni Sprzętu Mechanicznego połączonej z kilkoma innymi zakładami w regionie powołano do życia Fabrykę Samochodów Małolitrażowych (FSM). Produkowano tu samochód Syrena 105 (wraz z jego wersjami pochodnymi), a począwszy od czerwca 1973 także Polskiego Fiata 126p, tak zwanego „Malucha”, który stał się ikoną nie tylko fabryki, ale całego Bielska-Białej. Przy FSM powstał Ośrodek Badawczo-Rozwojowy Samochodów Małolitrażowych „Bosmal”. Fabryka samochodów była gigantycznym zakładem zatrudniającym pod koniec lat 70. ponad trzydzieści tysięcy pracowników i przyczyniła się do szczególnie szybkiego napływu nowych mieszkańców w tym czasie. Wywarła też niebagatelny wpływ na kształt przestrzenny miasta, wybudowano bowiem dla niej wielki kompleks przemysłowy wypełniający przestrzeń pomiędzy śródmieściem a Komorowicami.
Napływ pracowników do przemysłu i przyłączanie ościennych miejscowości spowodowały znaczny wzrost populacji. Podczas gdy momencie połączenia w 1951 Bielsko-Biała liczyło około 60 tysięcy mieszkańców, w 1969 przekroczyło symboliczną granicę 100 tysięcy. W dekadzie lat 70. liczba ludności skokowo wzrosła o kolejnych kilkadziesiąt tysięcy: do 163 741 w 1980. Szczyt populacyjny Bielsko-Biała osiągnęło w 1991, gdy liczyło 184 421 mieszkańców.

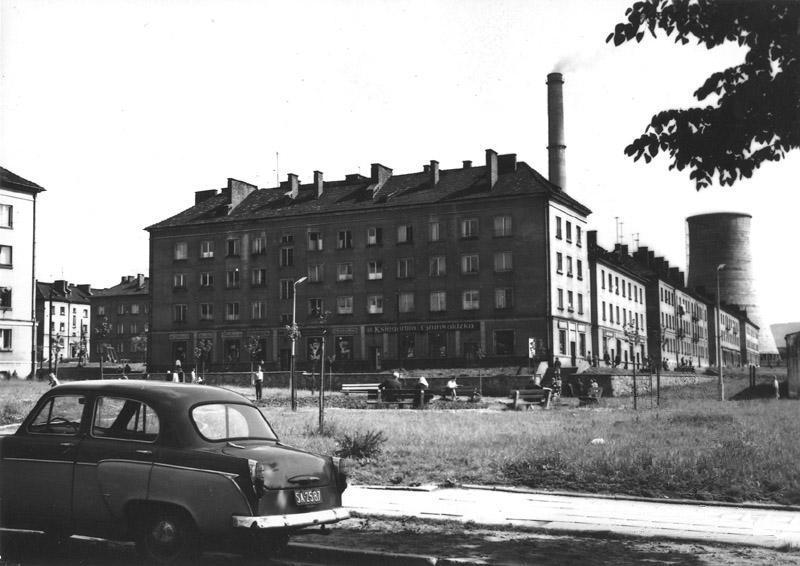
Osiedle Grunwaldzkie (ZOR III) w latach 60. XX wieku

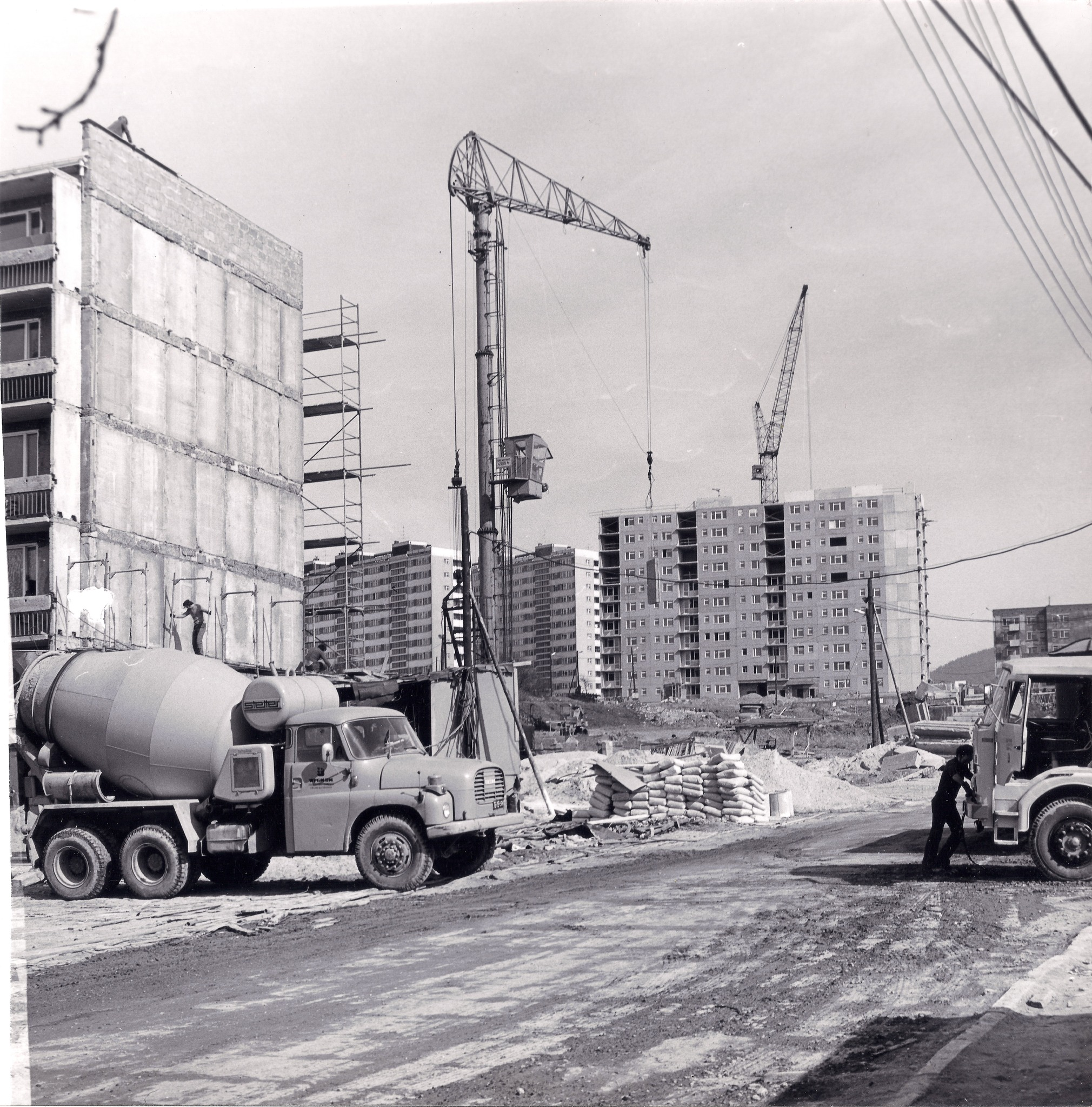
Budowa osiedla Złote Łany

W latach 1950–1954 wybudowano w rejonie ulicy Piastowskiej, Traugutta i Żeromskiego ZOR I – pierwsze z serii osiedli mieszkaniowych budowanych przez Ogólnopolski Zakład Osiedli Robotniczych. Rejon ulicy Piastowskiej stał się ważnym kierunkiem rozwoju budownictwa mieszkaniowego w kolejnych latach. Powstała tam większość spośród osiedli tego typu, wyjątek stanowił ZOR III, czyli osiedle Grunwaldzkie (1951–1957). Jako ZOR VII wzniesiono w latach 1964–1969 osiedle Mikołaja Kopernika, którego forma architektoniczna i urbanistyczna rozpoczyna erę wielkich zespołów mieszkaniowych stawianych w technologii wielkopłytowej i z udziałem wysokościowców. W latach 1970–1975 zrealizowano osiedle Złote Łany, w drugiej połowie lat 70. przystąpiono do budowy osiedla Karpackiego, Beskidzkiego i Wojska Polskiego, a także Śródmiejskiej Dzielnicy Mieszkaniowej, która zmieniła krajobraz części historycznego centrum Białej. Do późnych realizacji należą osiedla Polskich Skrzydeł (1984–1988) i Langiewicza (1984–1990). Intensywnie rozwijała się również zabudowa indywidualna, przekształcająca dzielnice peryferyjne w osiedla domków jednorodzinnych.

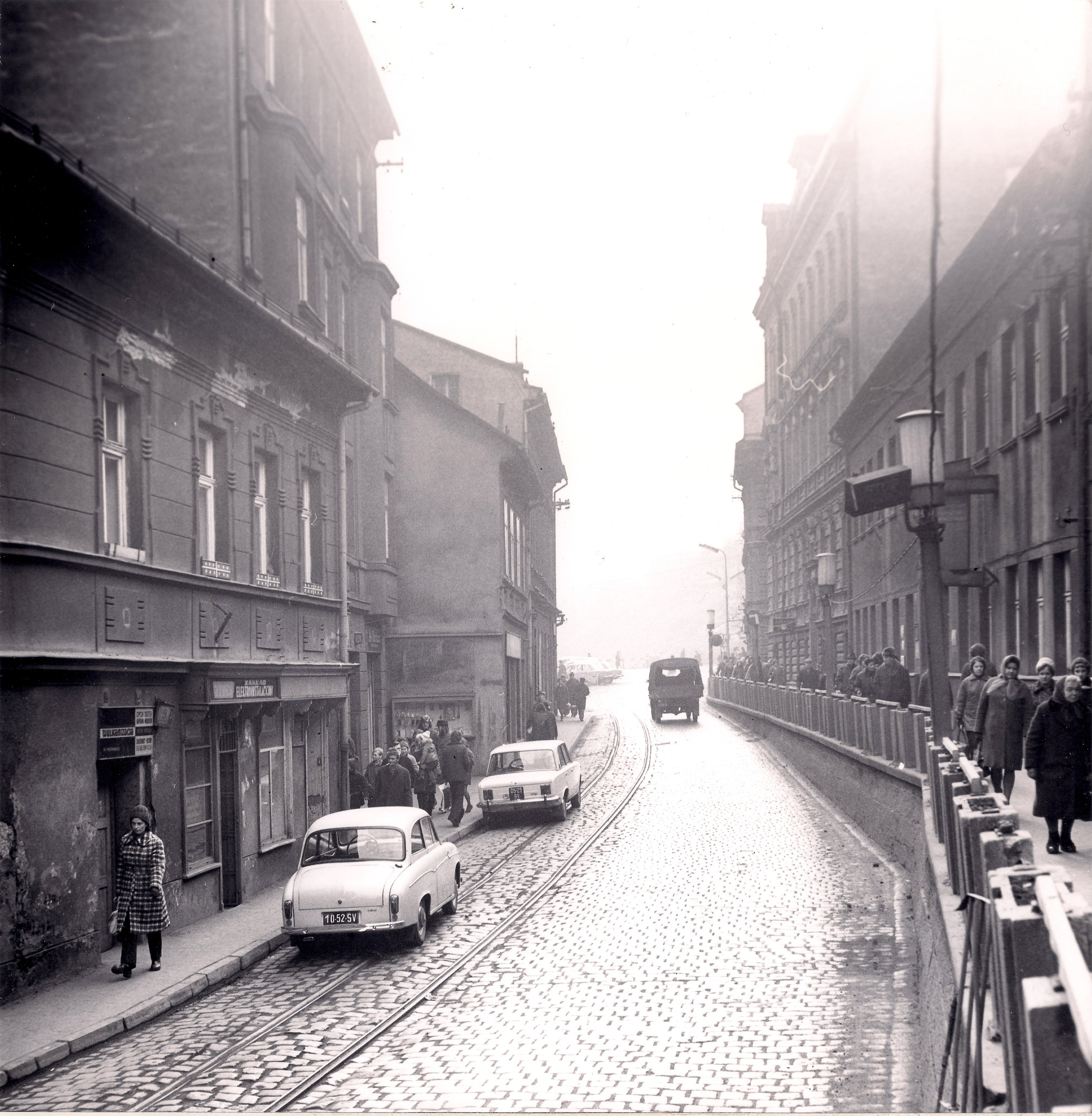
Ulica Zamkowa przed poszerzeniem

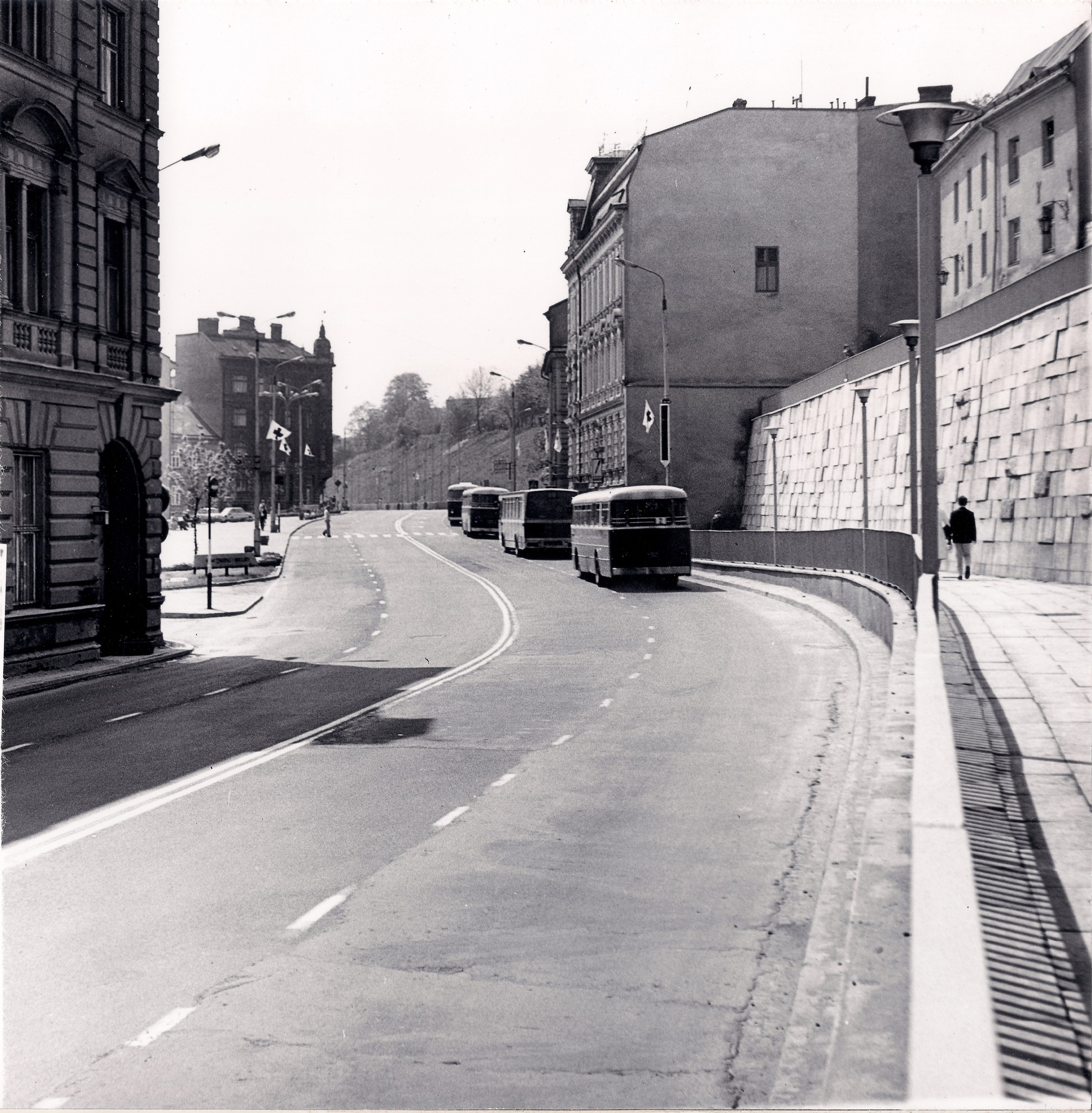
Ulica Zamkowa po poszerzeniu

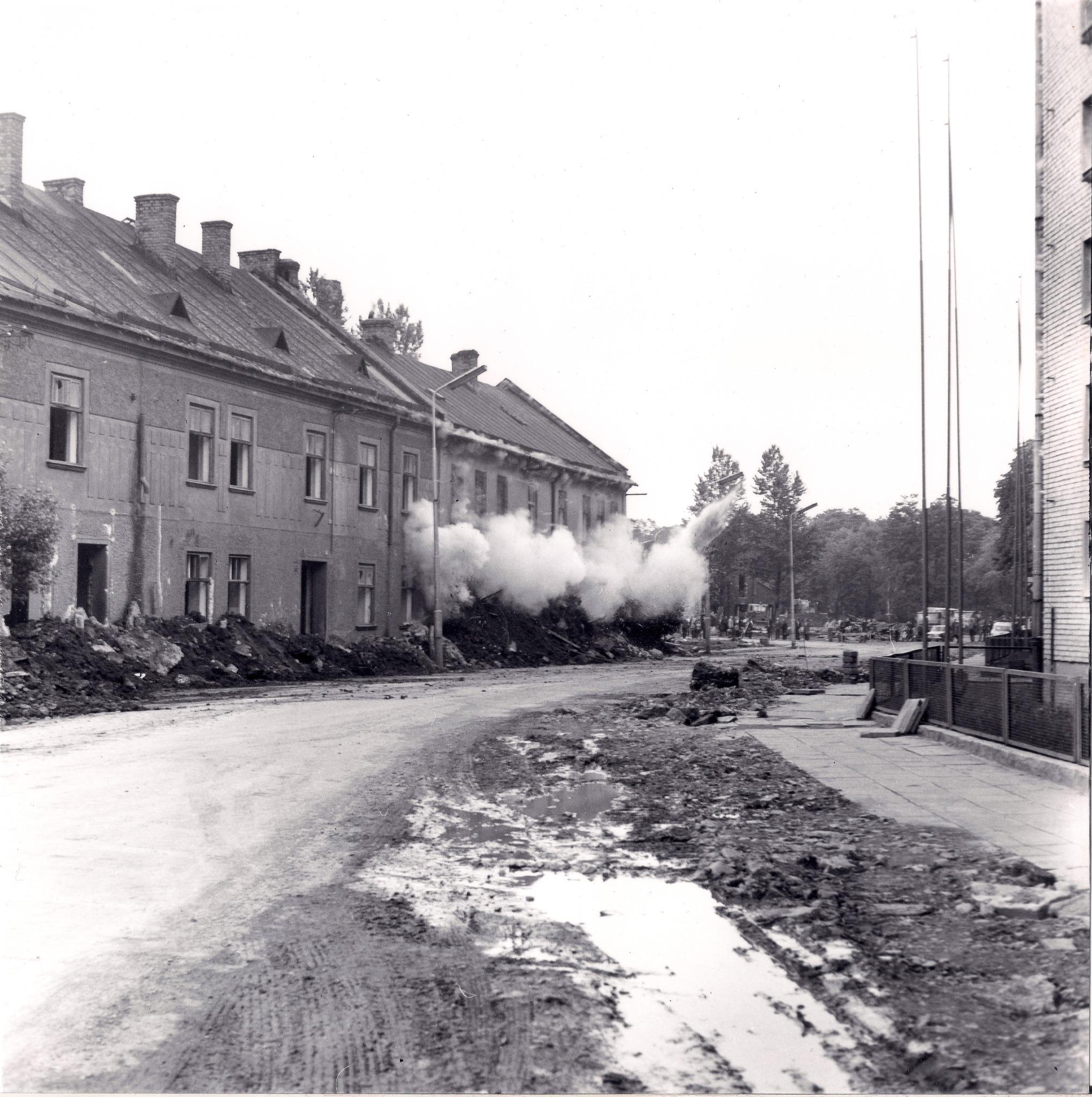
Wyburzenia przy ulicy Partyzantów (1975)

W latach 70. przystąpiono do szeroko zakrojonej przebudowy układu komunikacyjnego śródmieścia. Ciąg ulic Armii Czerwonej (obecnie Warszawska) – Lenina (obecnie 3 Maja) – Zamkowa – Partyzantów – Bystrzańska przekształcono w przelotową trasę dwupasmową, dokonując wcześniej rozległych wyburzeń. Zniszczeniu uległa zabudowa Podzamcza (Wysoki Trotuar) (1974), a także szereg kamienic w rejonie Żywieckiego Przedmieścia (1973–1975). Konieczność tak znaczącej ingerencji w historyczną tkankę miejską tłumaczono m.in. ulokowaniem w ścisłym centrum wielu zakładów przemysłowych, których przeniesienie jawiło się wówczas jako niemożliwe. Działania te budziły kontrowersje już w momencie realizacji i były później wielokrotnie poddawane krytycznej ocenie. Do ówcześnie urzędującego prezydenta Antoniego Kobieli przylgnęło niechlubne przezwisko „Antek Burzyciel”. Inną wielką inwestycją drogową była budowa ulicy Nowowyzwolenia (dzisiejsza Lwowska) prowadząca do znacznych wyburzeń w niegdysiejszej miejskiej części Lipnika. Oddanie w 1973 nowego mostu na Białce, który umożliwił połączenie placu Smolki z ulicą Koniewa (obecnie Stojałowskiego) oraz pozwolił na przekształcenie części ulicy Dzierżyńskiego w strefę pieszą, poprzedzała likwidacja zabudowy ulicy Bohaterów Getta. W kwietniu 1981 oddano do użytku północną obwodnicę miasta (ulice Niepodległości i Bohaterów Monte Cassino).

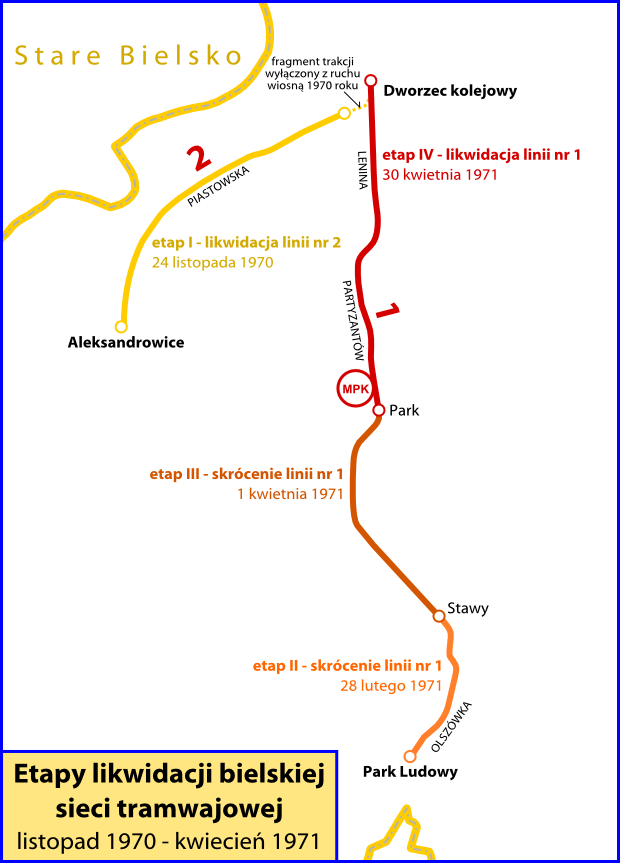
Etapy likwidacji sieci tramwajowej w Bielsku-Białej

We wrześniu 1939 opuszczająca miasto polska kadra przedsiębiorstwa komunikacyjnego wywiozła z Bielska cały tabor autobusowy. Od tego czasu w mieście funkcjonowała wyłącznie komunikacja tramwajowa. 22 lipca 1951 uruchomiono drugą linię łączącą dworzec kolejowy z Hulanką wzdłuż ulicy Piastowskiej. Autobusy znowu zawitały na ulice dopiero latem 1959. Do końca lat 60. liczba miejskich linii autobusowych wzrosła z początkowej jednej do siedmiu. W 1970 zapadła decyzja o likwidacji uznanej za przestarzałą sieci tramwajowej i całkowitym jej zastąpieniu autobusami, co zostało zrealizowane w kilku etapach do 30 kwietnia 1971. W 1972 otwarto nowy dworzec autobusowy PKS przy ulicy Armii Czerwonej (obecnie Warszawskiej) jako jeden z elementów modernizacji węzła komunikacyjnego wokół głównego dworca kolejowego. Od 1953 działała kolej gondolowa na Szyndzielnię.

Mapa województwa bielskiego z zaznaczonymi zmianami administracyjnymi w czasie jego trwania, w tym poszerzaniem granic Bielska-Białej

Na mocy reformy administracyjnej w 1975 Bielsko-Biała stało się stolicą nowo utworzonego województwa bielskiego, które objęło obszar polskiego Śląska Cieszyńskiego (bez gmin Zebrzydowice i Czechowice-Dziedzice) oraz dużej części południowo-zachodniej Małopolski. Pod względem powierzchni było trzecim najmniejszym województwem w Polsce, po miejskim łódzkim i miejskim krakowskim. W odniesieniu do jego terytorium zaczęto używać określenia Podbeskidzie, z którym duża część mieszkańców miasta utożsamiła się jako z konceptem krainy kulturowo-geograficznej, dla której Bielsko-Biała miałoby stanowić centralny ośrodek. Termin ten jednak znalazł również bardzo wielu przeciwników, w szczególności wśród osób o silnej śląskiej lub małopolskiej tożsamości.

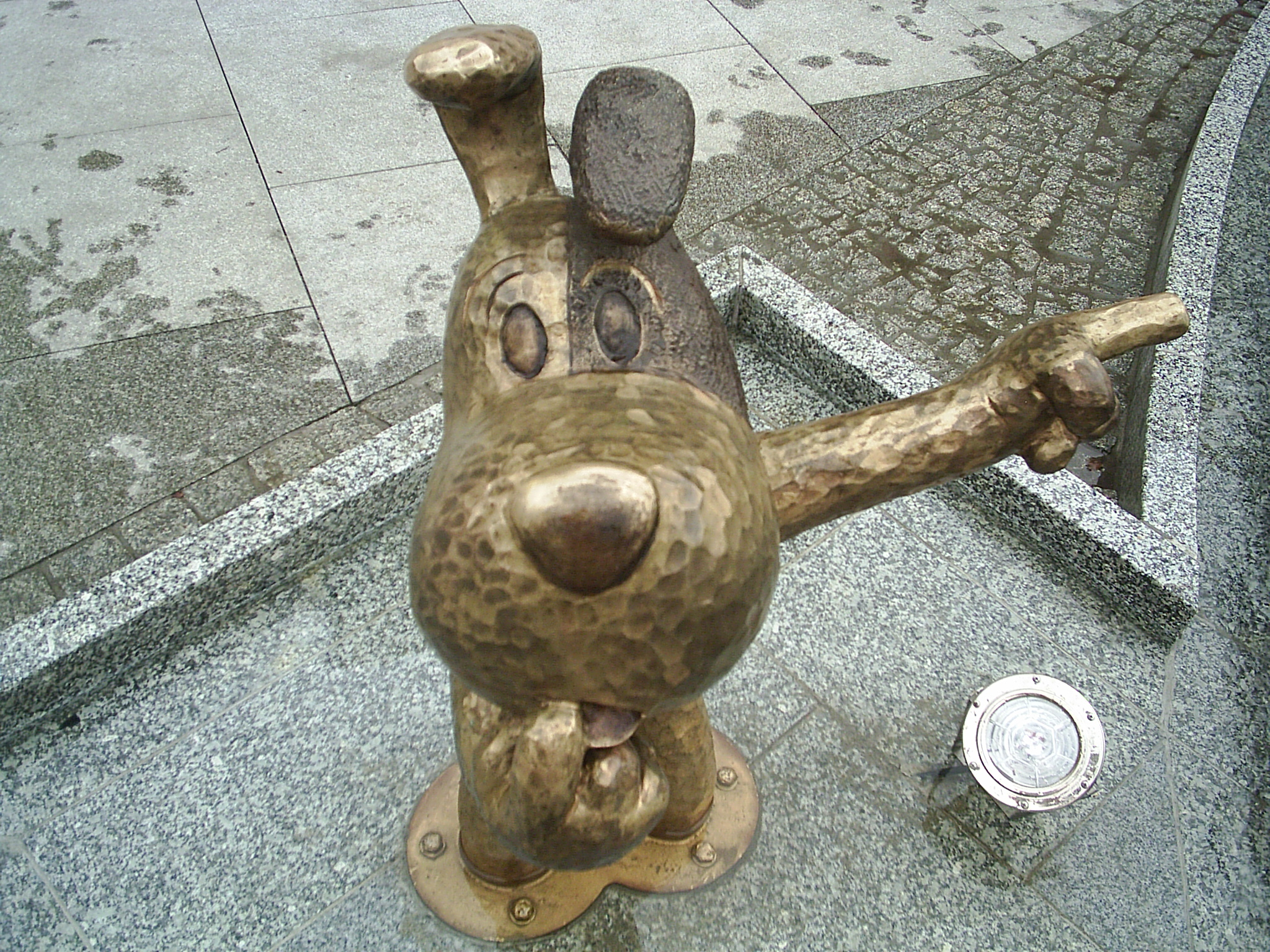
Reksio – wizerunek z pomnika odsłoniętego w 2009

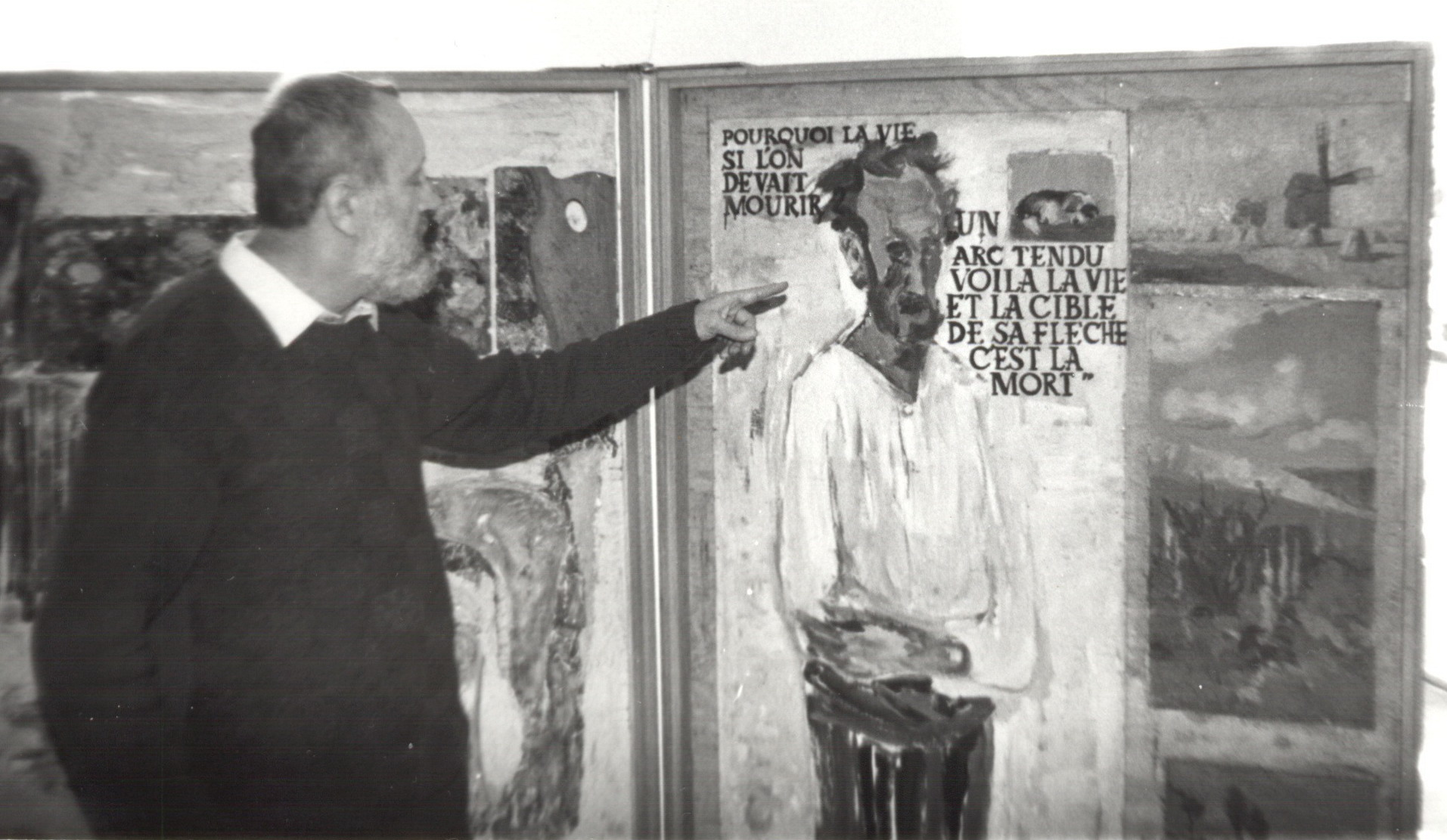
Ignacy Bieniek na wystawie w bielskim muzeum (1988)

Roku 1947 sięgają początki Teatru Lalek „Banialuka”, na potrzeby którego w latach 1953–1958 przebudowano dawny Żydowski Dom Kultury im. Chaima Bialika. Jego znaczenie na mapie kulturalnej wzrosło zwłaszcza od 1966, gdy stał się organizatorem Międzynarodowego Festiwalu Sztuki Lalkarskiej. Mniej wyróżniała się działalność teatru dramatycznego (Teatr Polski), który w latach 1945–1961 i 1980–1992 był połączony organizacyjnie ze sceną cieszyńską. W 1948 przeniesiony został do Bielska założony rok wcześniej zespół filmowy, który dał początek Studiu Filmów Rysunkowych, wyodrębnionemu jako samodzielna placówka w 1956. Było to jedno z pięciu studiów animacji w powojennej Polsce. Zyskało międzynarodową rozpoznawalność dzięki takim produkcjom jak Bolek i Lolek (1963–1986), Reksio (1967–1990) i Porwanie Baltazara Gąbki (1969–1970). Ważnym elementem sceny artystycznej Bielska-Białej była działająca w latach 1961–1993 Grupa „Beskid”, którą tworzyli Ignacy Bieniek, Jan Grabowski, Kazimierz Kopczyński, Michał Kwaśny, Jan Zipper i Zenobiusz Zwolski. W 1960 w miejscu zniszczonej w czasie wojny synagogi wybudowano Pawilon Plastyków, który w latach 70. stał się siedzibą najpierw filii katowickiego, a po utworzeniu województwa bielskiego samodzielnego Biura Wystaw Artystycznych. W 1962 w jego murach odbyła się pierwsza edycja ogólnopolskiego przeglądu malarstwa, grafiki i rzeźby, który po kilku latach przekształcił się w Ogólnopolski Konkurs Malarstwa „Bielska Jesień”.

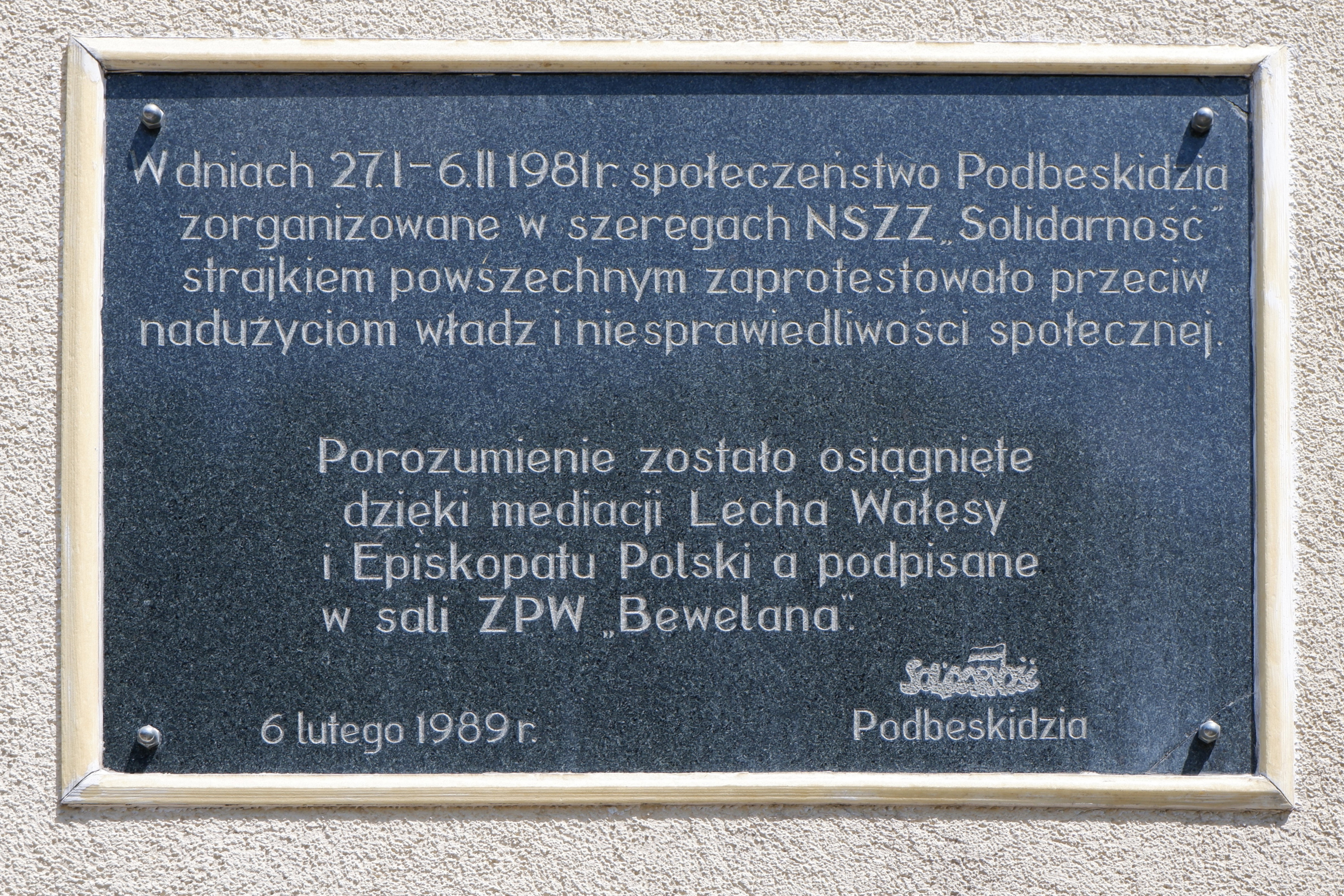
Tablica upamiętniająca strajk generalny w 1981 na dawnym biurowcu ZPW „Bewelana”, gdzie miał siedzibę Międzyzakładowy Komitet Strajkowy

Zebranie założycielskie regionalnych struktur NSZZ „Solidarność” – jako pokłosie strajków Sierpnia 1980, do których robotnicy Bielska-Białej dołączyli w dniu 27 sierpnia – odbyło się 11 września 1980. Przewodniczącym Międzyzakładowego Komitetu Założycielskiego został Patrycjusz Kosmowski. Do historii przeszedł strajk generalny rozpoczęty 27 stycznia 1981. Wzięło w nim udział dwieście tysięcy ludzi z całego województwa bielskiego. Paraliż regionu wymusił podjęcie mediacji z udziałem ogólnopolskich liderów „Solidarności” (m.in. Lecha Wałęsy i Andrzeja Gwiazdy) oraz hierarchów katolickich, które doprowadziły do zakończenia strajku w dniu 6 lutego i sukcesu politycznego opozycji: ze stanowisk ustąpili m.in. wojewoda Józef Łabudek, wicewojedowie Antoni Kobiela i Antoni Urbaniec, I sekretarz KW PZPR Józef Buziński, a także prezydent miasta Marian Kałoń, którego na niecały rok zastąpił bezpartyjny Jacek Krywult. Do publicznych akcji protestacyjnych dochodziło ponownie w 1982, a przez całe lata 80. działały w mieście również nielegalne struktury „Solidarności”.
Pod koniec lat 80. w Bielsku-Białej założone zostały dwie organizacje ekologiczne, które przez swoje działania zyskały ogólnopolską rozpoznawalność: Pracownia na rzecz Wszystkich Istot oraz Klub Gaja. Pierwszą akcją tej drugiej była w marcu 1989 obrona drzew przeznaczonych do wycinki w związku z budową nowej siedziby banku PKO przy ulicy Dzierżyńskiego. W latach 90. udało jej się doprowadzić do tego, że Bielsko-Biała stało się pierwszym miastem, które zakazało wjazdu cyrkom ze zwierzętami. Wymownym akordem schyłkowego PRL-u było otwarcie w dniu 19 grudnia 1988 Spółdzielczego Domu Handlowego „Klimczok” (określanego w wielu źródłach jako największy w ówczesnej Polsce), któremu towarzyszyły przepychanki obficie relacjonowane w prasie i telewizji.

## Okres III Rzeczypospolitej

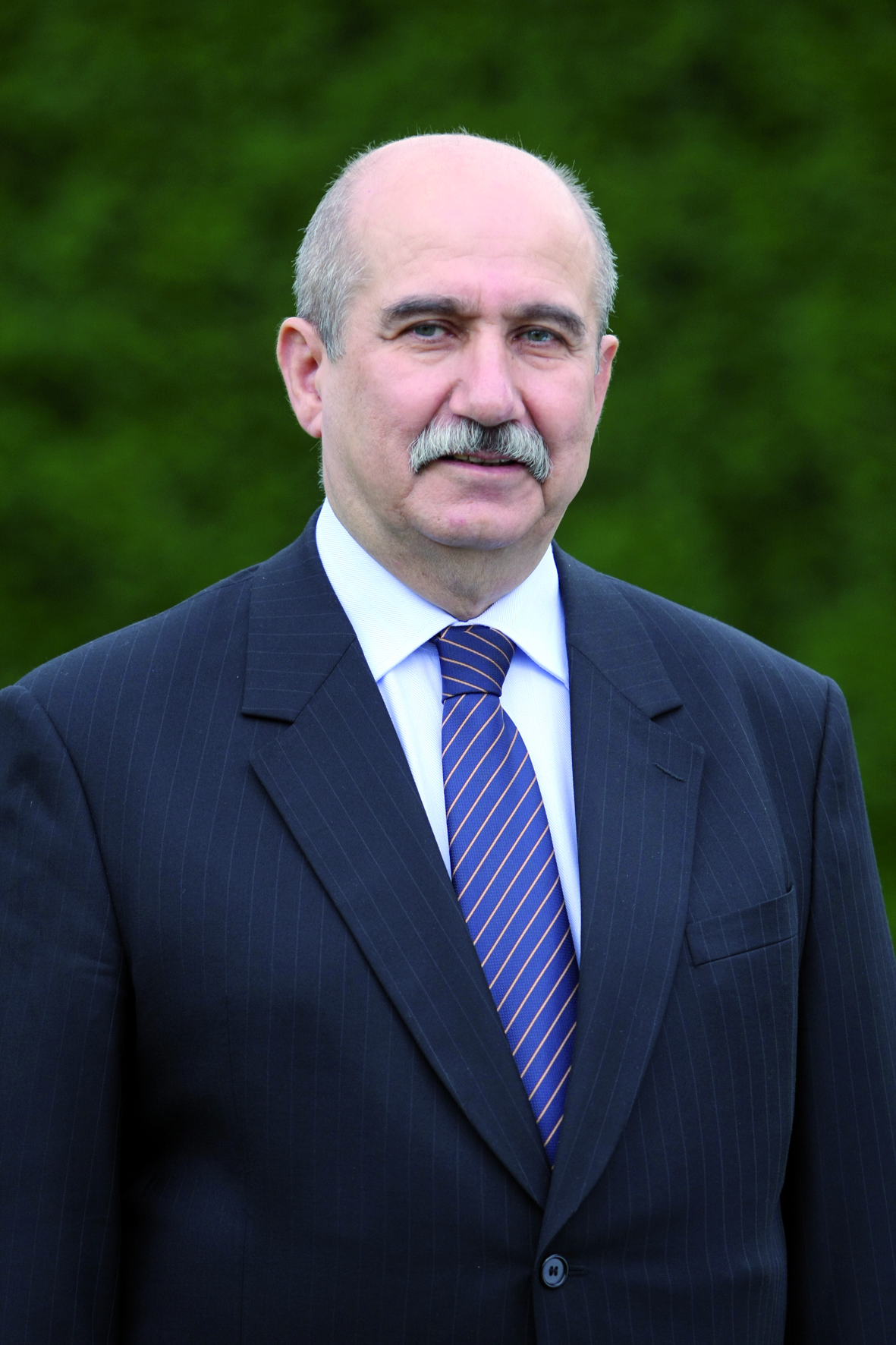
Pierwszy wybrany w wyborach powszechnych i najdłużej sprawujący urząd prezydent Bielska-Białej w okresie III RP – Jacek Krywult (2002–2018)

Transformacja systemowa w Polsce zapoczątkowana w 1989 przyniosła wielkie zmiany w życiu społecznym, politycznym i gospodarczym miasta. Na mocy nowej ustawy o samorządzie terytorialnym zreorganizowano organy władzy lokalnej. Dotychczasowa Miejska Rada Narodowa została zastąpiona przez Radę Miejską, uchwalono (we wrześniu 1990) statut gminy, wprowadzono rady osiedlowe jako organy pomocnicze samorządu. W pierwszych demokratycznych wyborach samorządowych w maju 1990 zdecydowane zwycięstwo (41 spośród 45 mandatów do obsadzenia w Radzie Miejskiej) odnieśli kandydaci Komitetu Obywatelskiego „Solidarność”. Prezydentem miasta został Krzysztof Jonkisz. W kolejnych kadencjach – charakteryzujących się już bardziej zróżnicowanym składem rady, tworzonym zarówno przez przedstawicieli partii ogólnopolskich, jak i różnych doraźnie tworzonych komitetów lokalnych – funkcję tę pełnili: Zbigniew Michniowski (1994–1995), Zbigniew Leraczyk (1995–1998) i Bogdan Traczyk (1998–2002). W 2002 doszło do zmian ustawodawczych, na mocy których bielską Radę Miejską zredukowano do 25 osób, a także wprowadzono bezpośrednie wybory na prezydenta miasta. Jako pierwszy w powszechnym głosowaniu wybrany został Jacek Krywult, który sprawował urząd prezydenta przez kolejne cztery kadencje. W 2018 jego następcą został Jarosław Klimaszewski.
Na mocy reformy administracyjnej, która weszła w życie 1 stycznia 1999, zlikwidowano województwo bielskie. Bielsko-Biała weszło w skład województwa śląskiego jako miasto na prawach powiatu, a zarazem siedziba władz powiatu bielskiego. Przygotowaniom reformy towarzyszyła pełna emocji dyskusja nad przyszłą przynależnością miasta. Bardzo wielu mieszkańców, jak i lokalnych polityków, zaangażowało się w pierwszej połowie 1998 w kampanię na rzecz zachowania województwa bielskiego. Rozważane były również koncepcje włączenia Bielska-Białej, a nawet całego polskiego Śląska Cieszyńskiego, do województwa ze stolicą w Krakowie. Długofalowe skutki utraty statusu miasta wojewódzkiego pozostają przedmiotem ożywionej debaty publicznej. 

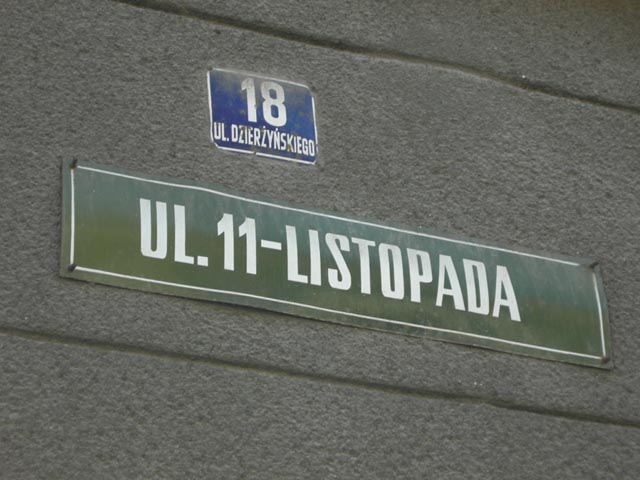
Tabliczki ze starą i nową nazwą ulicy, którą od 1 marca 1990 przemianowano z Feliksa Dzierżyńskiego na 11 Listopada

Jeszcze w 1989 rozpoczęto proces zmian nazw ulic i placów odwołujących się do ustroju komunistycznego. W dużej mierze powrócono do nazw obowiązujących w okresie międzywojennym, bądź w inny sposób zrealizowano założenia opracowanego już na początku lat 80. Projektu rewaloryzacji i porządkowania nazewnictwa ulic i placów Bielska-Białej. Większość zmian przeprowadzono w latach 1990–1993, aczkolwiek kilka mniej znaczących ulic uległo przemianowaniu dopiero na mocy tzw. ustawy dekomunizacyjnej w drugiej dekadzie XXI wieku. We wrześniu 1990 podjęto decyzję o usunięciu „pomników wdzięczności” Armii Czerwonej usytuowanych w sąsiedztwie kościoła św. Mikołaja oraz ratusza, pozostał jedynie monument na cmentarzu żołnierzy radzieckich. Pojawiły się za to nowe upamiętnienia, m.in. ofiar Katynia czy bezpieki. W kwietniu 1990 dokonano ostatniej dużej korekty granic miasta, włączając w jego skład obszar Cygańskiego Lasu (Parku Ludowego), dotąd należący formalnie do Bystrej, a także kosmetycznie poprawiając przebieg granicy z Mazańcowicami, Międzyrzeczem Górnym i Pisarzowicami.

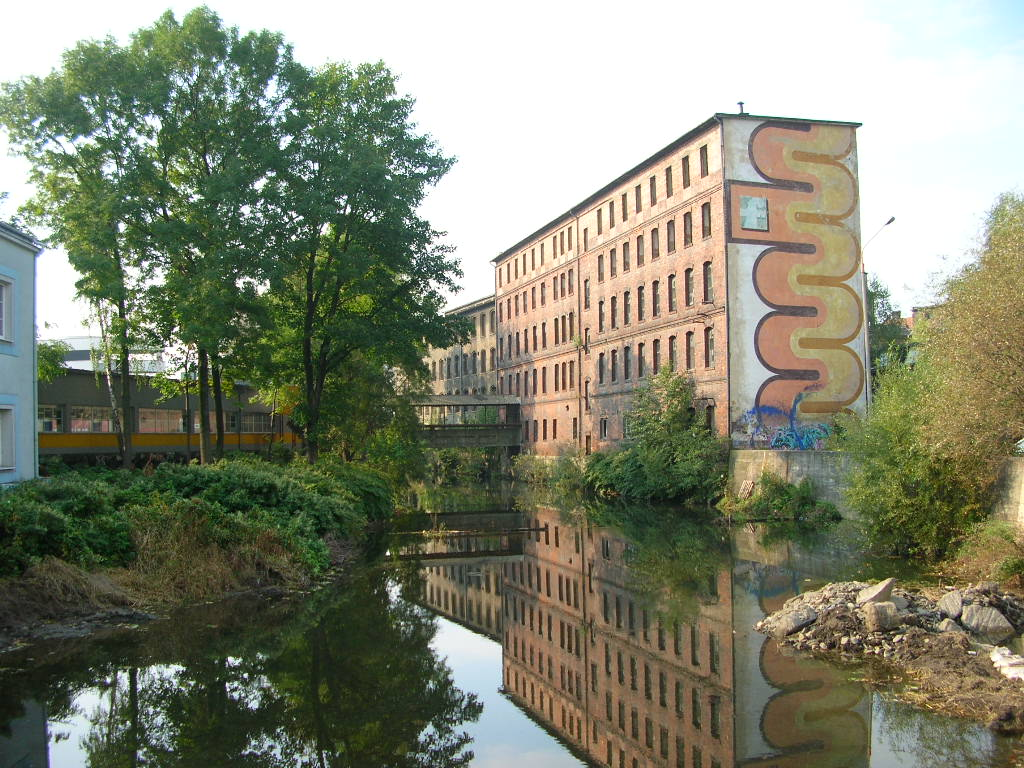
Opuszczone zabudowania Zakładów Przemysłu Wełnianego „Finex” nad Białką (2006)

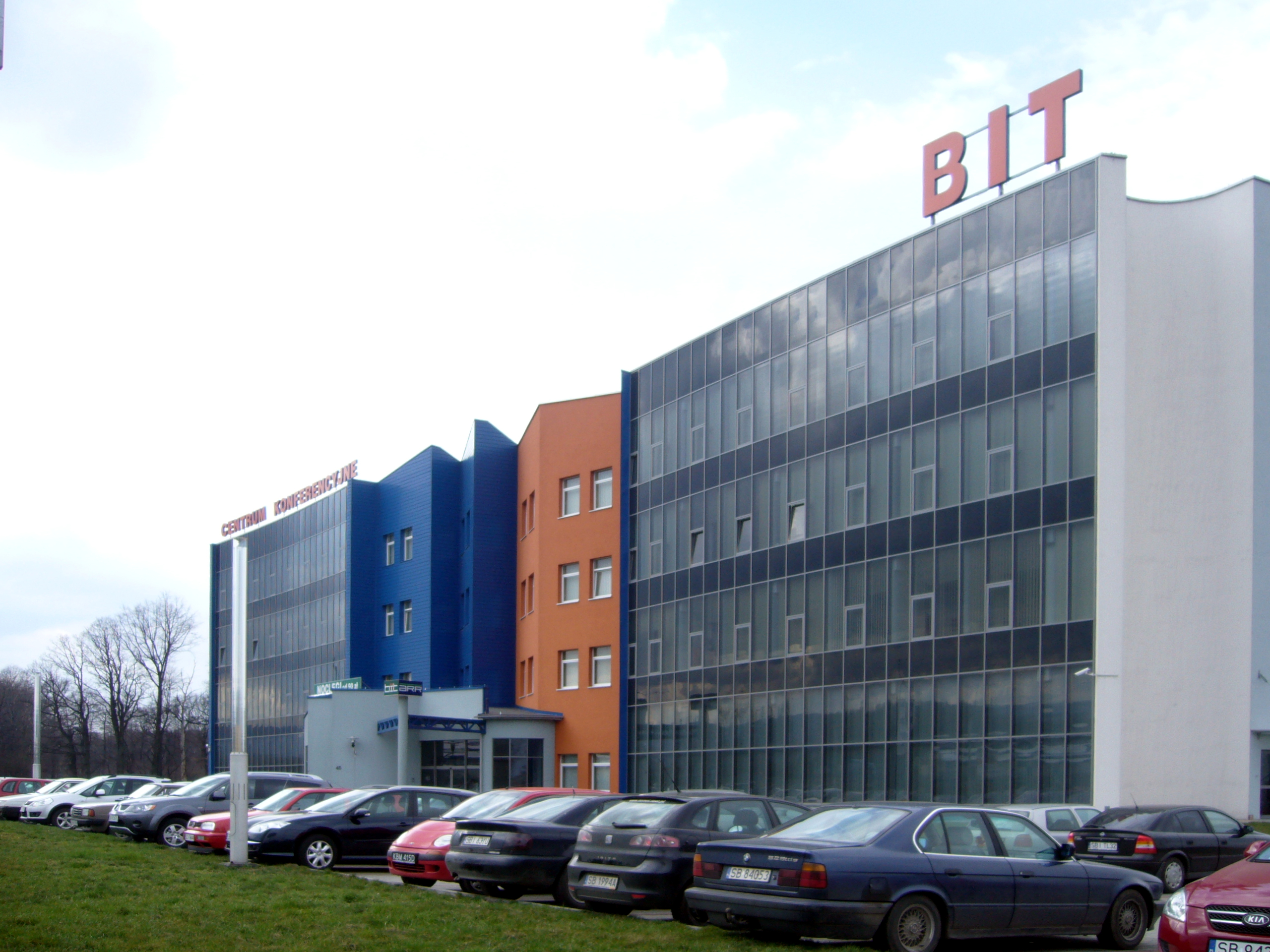
Beskidzki Inkubator Technologiczny w Parku Przemysłowym i Usługowym w Wapienicy (2008)

Przemiany gospodarcze w latach 90. XX wieku przyniosły upadek przemysłu włókienniczego, który przez dwa stulecia był dominującą gałęzią miejscowej gospodarki i kształtował wizerunek miasta. W samych tylko latach 1990–1993 zatrudnienie w włókiennictwie zmniejszyło się o 55 procent, by na początku XXI wieku zmaleć do minimum. Próby ratowania branży, takie jak przygotowany w 1992 program restrukturyzacji „Bielska Wełna” zakładający utworzenie holdingu grupującego osiem największych przedsiębiorstw, nie powiodły się. Fabryka Samochodów Małolitrażowych została w 1992 sprywatyzowana i przejęta – w okolicznościach określanych przez niektórych jako nieuczciwe – przez spółkę Fiat Auto Poland (od 2015 pod nazwą FCA Poland, od 2021 jako część konglomeratu Stellantis). Zakład, który w początkach XXI wieku ograniczył się do produkcji podzespołów samochodowych, funkcjonował jako jeden z większych pracodawców w mieście do 2024. W 2004 ogłoszono upadłość innego kolosa przemysłowego – Bielskiej Fabryki Maszyn Włókienniczych „Befama”. Do zakładów, które odnalazły się w nowej rzeczywistości rynkowej, należały natomiast m.in. „Lenko”, „Befaszczot” czy „Bezalin”. Przykładem zakładu, któremu w zmienionej czy ograniczonej formule i z innym właścicielem udało się kontynuować dawniejsze tradycje, jest Allstar PZL Glider, spadkobierca Szybowcowego Zakładu Doświadczalnego. Równolegle zaczęły powstawać nowe zakłady przemysłowe, z reguły należące do korporacji międzynarodowych, które skupiły się głównie w Komorowicach, Wapienicy i Lipniku – na terenach wyznaczonych w 2000 jako obszary Katowickiej Specjalnej Strefy Ekonomicznej. W Wapienicy w 2005 utworzono park technologiczny pod nazwą Park Przemysłowy i Usługowy.

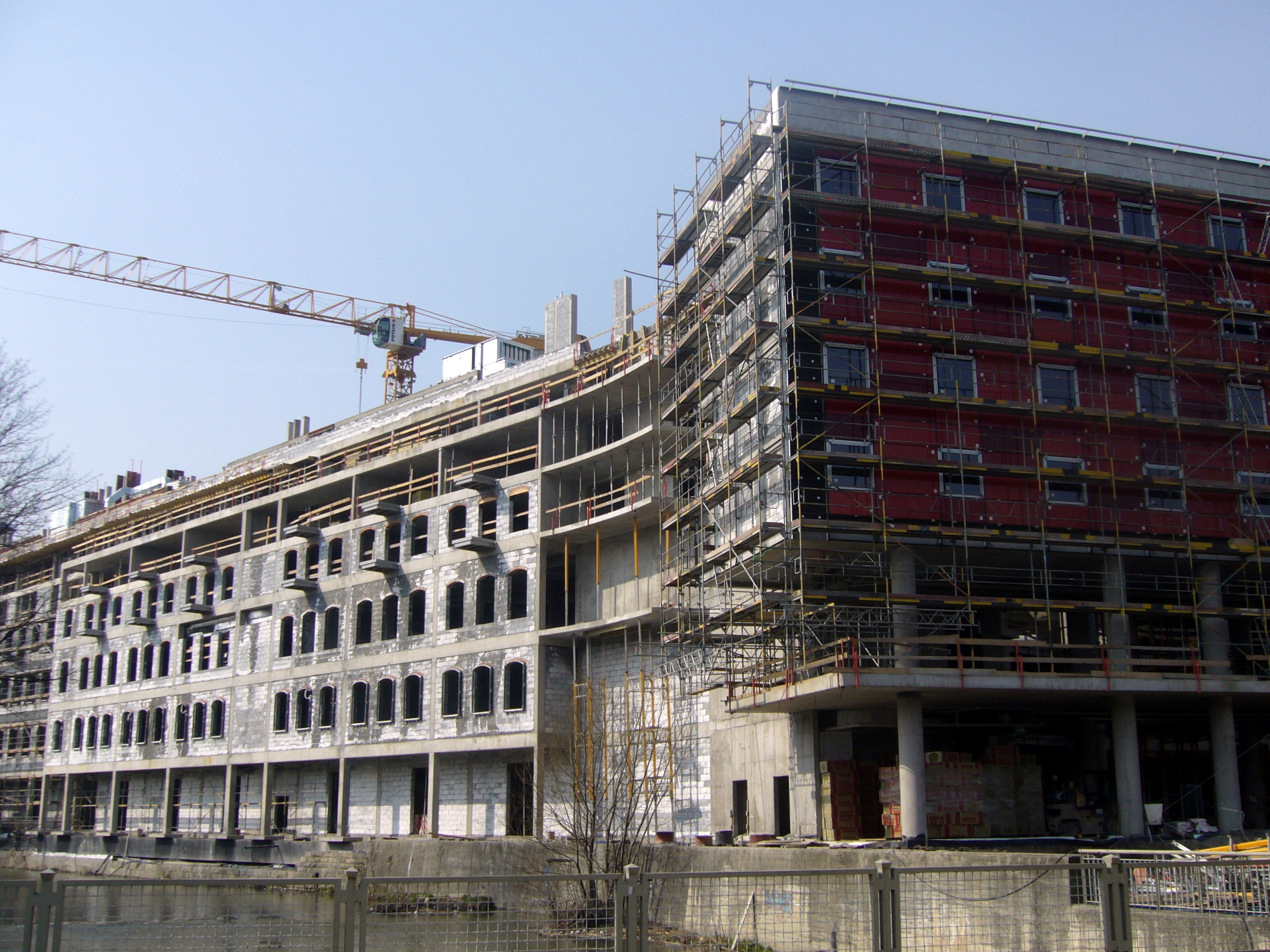
Rozbudowa Galerii Sfera (2009)

W 1997 powstał w Bielsku-Białej pierwszy hipermarket – Makro Cash and Carry przy ulicy Klubowej (późniejsza nazwa: Andersa). W ślad za nim poszły m.in. Auchan przy alei Bohaterów Monte Cassino z charakterystyczną architekturą nawiązującą do bielskiego dworca (2001) i Tesco przy ulicy Warszawskiej (2002). W 2001 oddano do użytku dwa duże centra handlowo-rozrywkowe: Sarni Stok oraz Galerię Sfera, którą w latach 2007–2009 znacząco rozbudowano. W 2009 dołączył do nich Gemini Park. Wiele obiektów handlowych powstało w zaadaptowanych przestrzeniach poprzemysłowych lub – tak jak w przypadku Sfery i Gemini Parku – w miejscu wyburzonych fabryk. Budowie sklepów wielkopowierzchniowych towarzyszyły od początku protesty drobnych kupców. Centrom handlowym przypisywano wielokrotnie negatywny wpływ na funkcjonowanie śródmieścia, w szczególności ulicy 11 Listopada, tradycyjnej ulicy handlowej, przy której w pierwszych dekadach XXI wieku zlikwidowano wiele sklepów i lokali usługowych.

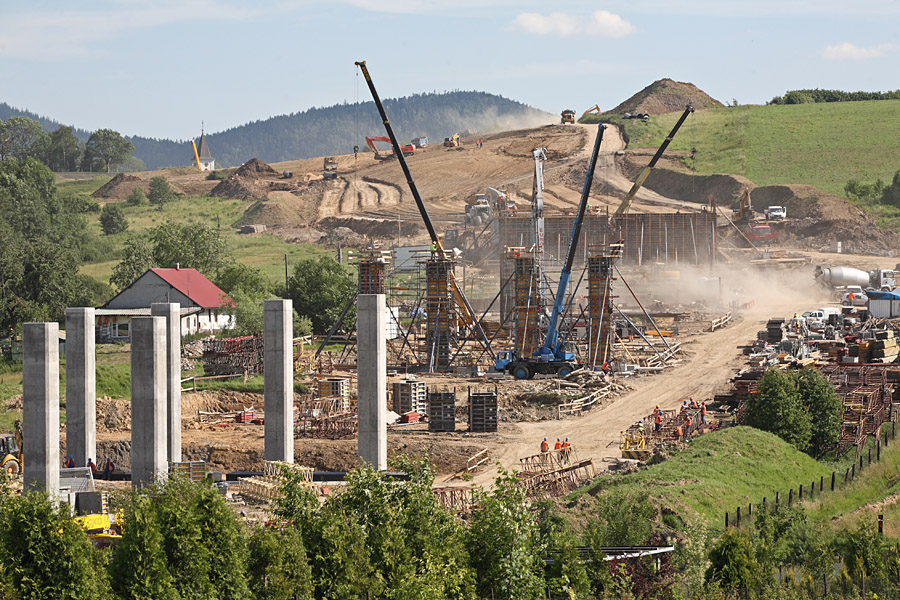
Budowa obwodnicy północno-wschodniej (2009)

Krajobraz wielu dzielnic uległ ogromnym przekształceniom w związku z inwestycjami drogowymi, spośród których do największych należały: budowa Śródmiejskiej Obwodnicy Zachodniej wraz z przekształceniem skrzyżowania Hulanka (1995–2006), budowa obwodnicy północno-wschodniej jako elementu drogi ekspresowej S1 (2008–2011) oraz przebudowa ulicy Cieszyńskiej w Aleksandrowicach i Wapienicy (2016–2021). Towarzyszyły im liczne kontrowersje i głośne protesty społeczne. 

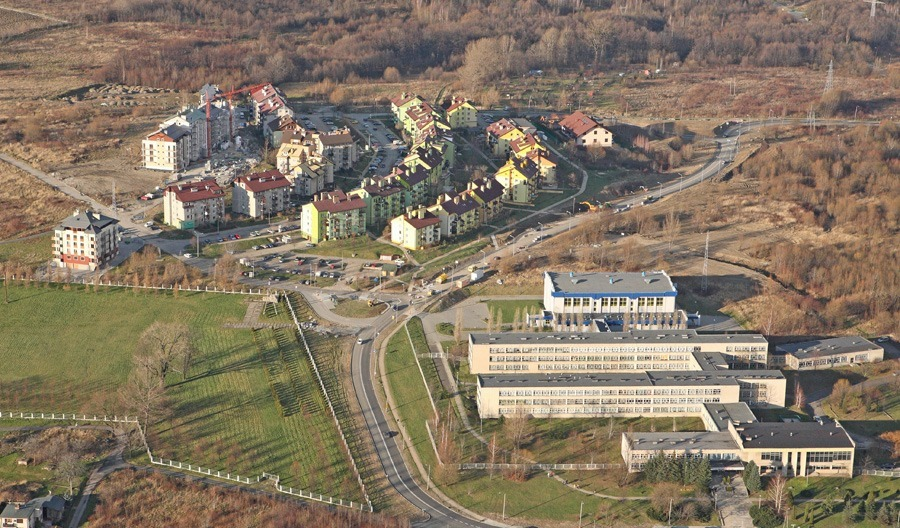
Osiedle Sarni Stok (2007)

Przykładami słabo wcześniej zagospodarowanych obszarów, które uległy urbanizacji po 1989, są część Kamienicy w rejonie ulic Gościnnej i Kolistej z Osiedlem Cztery Pory Roku, a także Sarni Stok, gdzie w latach 1990–1998 powstało osiedle dla pracowników FSM/Fiata, rozbudowywane w XXI wieku w formie inwestycji deweloperskich. Intensywnie rozwinęło się również budownictwo indywidualne, szczególnie w dzielnicach peryferyjnych. Podobnie jak innych współczesnych miast, Bielsko-Białą silnie dotknęła suburbanizacja, której skutkiem jest spadek liczby mieszkańców przy jednoczesnym wzroście populacji gmin ościennych. Nowe inwestycje budowlane kolidowały nieraz z postulatami ochrony przyrody lub dziedzictwa kulturowego, co prowadziło do protestów i ostrej dyskusji w mediach – jak w przypadku wyburzenia w 2009 zabytkowej willi Karla Hauptiga przy ulicy Olszówka, które zainspirowało lokalnych aktywistów do założenia Komitetu Ochrony Cygańskiego Lasu.

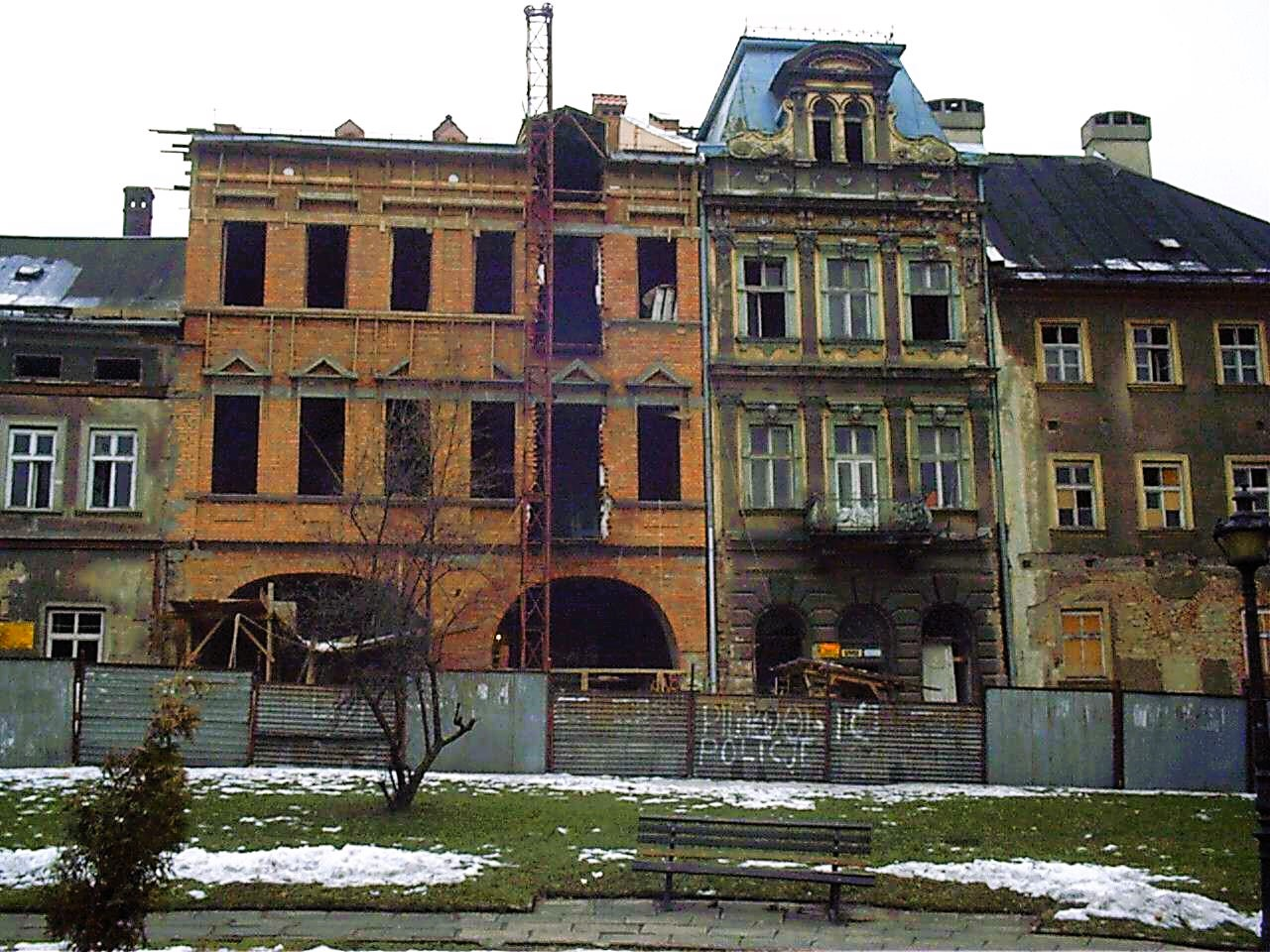
Odbudowa zawalonej kamienicy w zachodniej pierzei Rynku (2002)

W 2002 rozpoczęła się realizacja kompleksowego programu rewitalizacji Starego Miasta. Jej pierwszym etapem zakończonym w grudniu 2004 była odbudowa kamienicy przy Rynku 4–5, która zawaliła się w 1998, wraz z przywróceniem całej zachodniej pierzei placu podcieni zamurowanych po pożarze z 1808. W latach 2005–2006 przebudowano płytę Rynku, który w okresie PRL został przekształcony w skwer. W kolejnych latach kontynuowano przede wszystkim remonty konserwatorskie zaniedbanych kamienic. W ślad za rewitalizacją poszła „moda na Starówkę”, znaczące zwiększenie jej popularności wśród mieszkańców i gości jako jednego z centrów życia kulturalnego i rozrywkowego w mieście. Z drugiej strony przedmiotem krytyki bywa gentryfikacyjny charakter tych zmian, jak i konkretne inwestycje, w szczególności nowy wygląd płyty Rynku. Przebudowie poddano także szereg innych przestrzeni publicznych w śródmieściu, m.in. plac Bolesława Chrobrego (2002–2003), Przechód Schodowy (2006–2007) czy plac Wojska Polskiego (2021–2023). W 2009 rozpoczęto wprowadzanie nowego ujednoliconego Miejskiego Systemu Informacji.

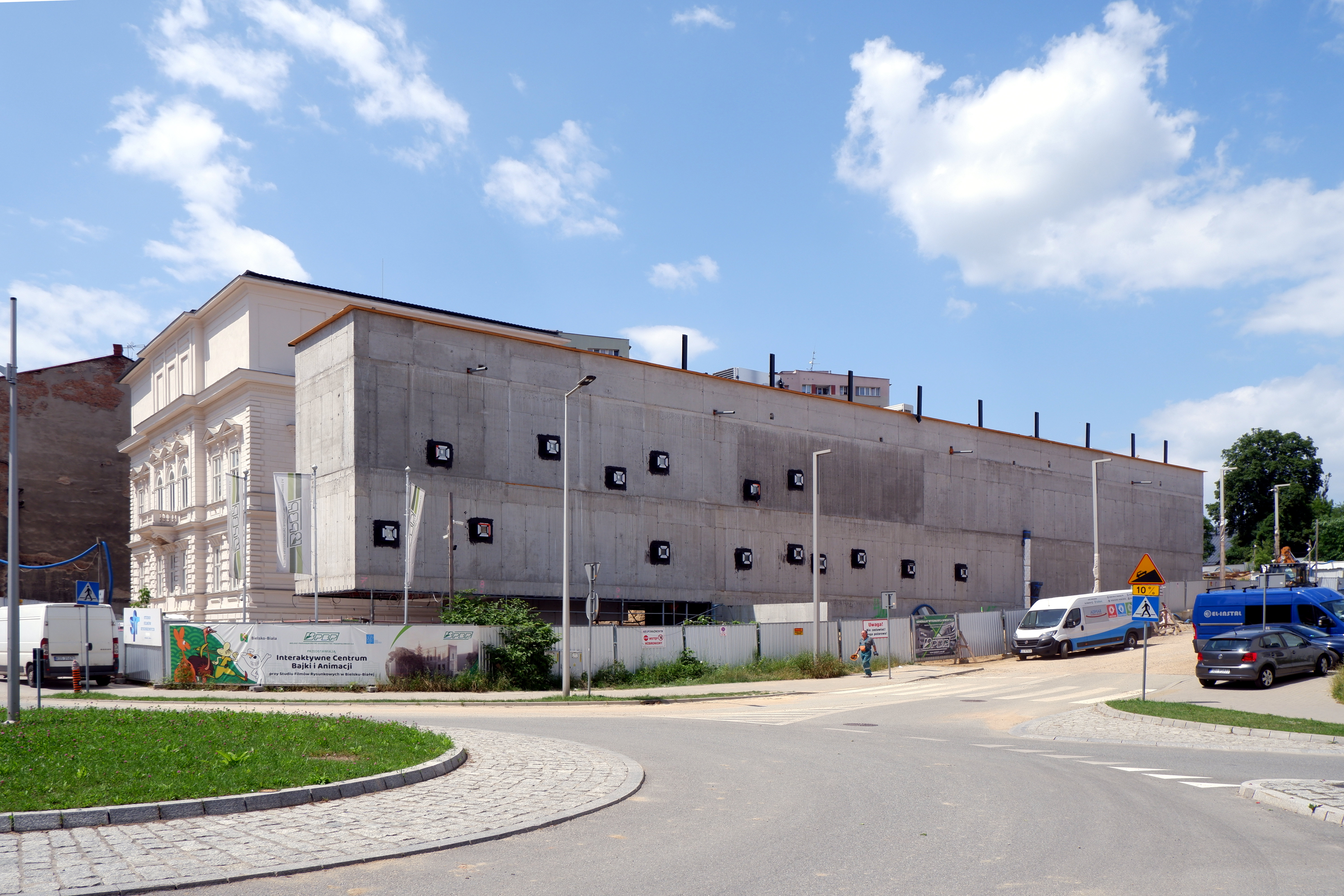
Budowa Interaktywnego Centrum Bajki i Animacji OKO (2023)

Do znaczących inwestycji w dziedzinie infrastruktury kulturalnej należy budowa kompleksu wielofunkcyjnego Cavatina Hall z salą koncertową o parametrach filharmonicznych (2019–2022), a także Interaktywnego Centrum Bajki i Animacji OKO, którego działalność bazuje na dorobku Studia Filmów Rysunkowych (2022–2024). Z kolei w dziedzinie sportu i rekreacji wymienić można budowę hali widowiskowo-sportowej przy ulicy Karbowej (2009–2010), stworzenie Bielsko-Bialskiego Ośrodka Rekreacyjno-Narciarskiego „Dębowiec” (2013), a także rozbudowę Stadionu Miejskiego (2012–2015), która zbiegła się w czasie z okresem największych sukcesów założonego w 1997 klubu piłkarskiego Podbeskidzie Bielsko-Biała. 

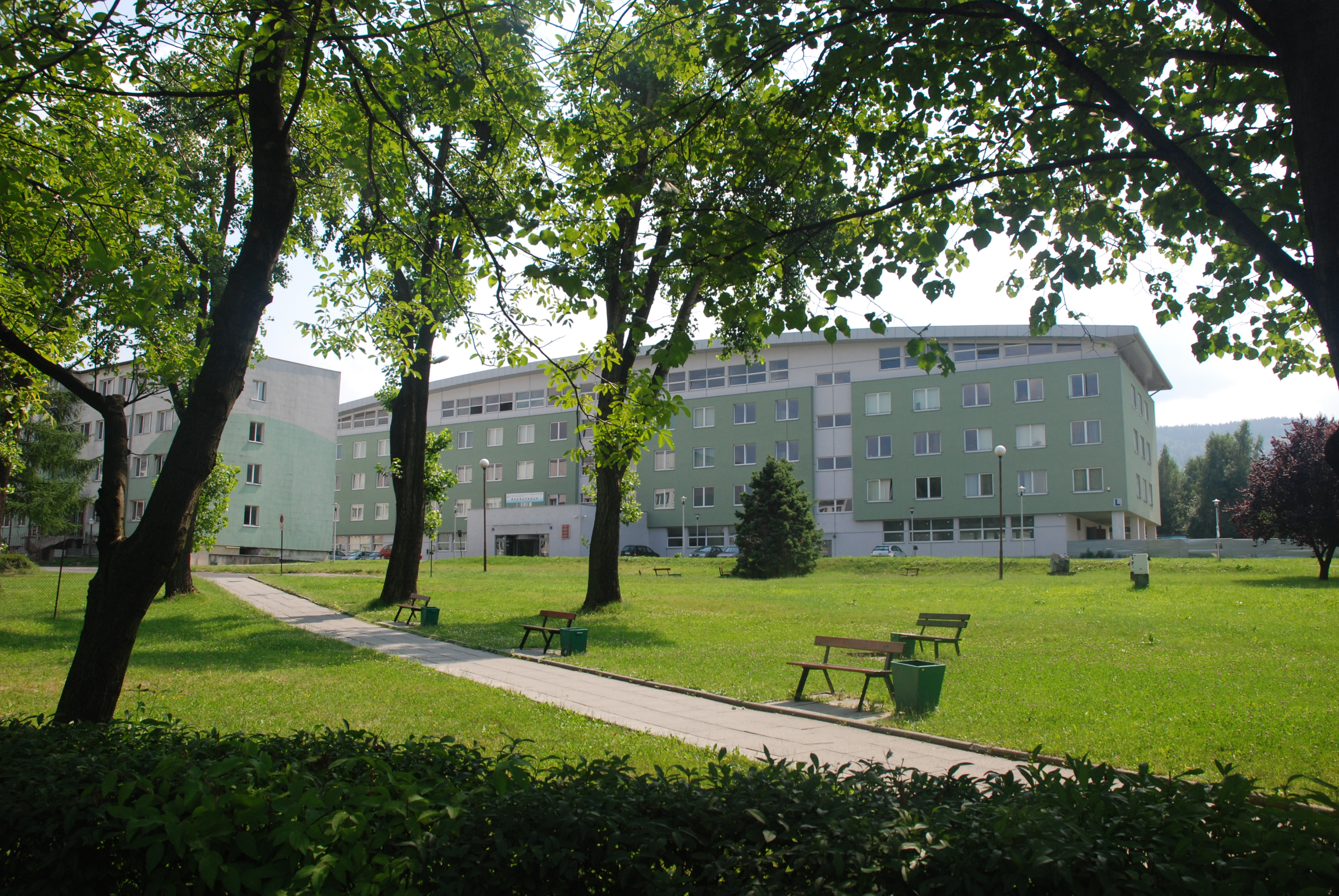
Kampus akademicki w Mikuszowicach (2010)

Założone w 1991 Kolegium Nauczycielskie w Bielsku-Białej było pierwszą samodzielną szkołą wyższą w mieście; istniało do 2015. W 1992 powstała Prywatna Wyższa Szkoła Informatyki i Zarządzania im. Józefa Tyszkiewicza jako pierwsza uczelnia prywatna. W 2001 na bazie dotychczasowej filii Politechniki Łódzkiej utworzono Akademię Techniczno-Humanistyczną, która w 2023 została przekształcona w Uniwersytet Bielsko-Bialski. Na jej potrzeby zaadaptowano teren po jednostce wojskowej w Mikuszowicach Śląskich, który stopniowo rozbudowano do postaci pełnoprawnego kampusu akademickiego.
W 1992, na mocy bulli papieskiej Totus Tuus Poloniae populus, nastąpiła reorganizacja podziału administracyjnego Kościoła rzymskokatolickiego w Polsce. Z części archidiecezji krakowskiej i diecezji katowickiej wydzielona została diecezja bielsko-żywiecka, a kościół św. Mikołaja w Bielsku-Białej został podniesiony do rangi katedry. 
W 1994 stacjonujący w Bielsku-Białej 18 Batalion Desantowo-Szturmowy im. kpt. Ignacego Gazurka otrzymał sztandar ufundowany przez władze miejskie, a w następnym roku do jego nazwy dodano dla podkreślenia związków z miastem przymiotnik „bielski”. W 1999 wszedł on w skład dywizji szybkiego reagowania NATO, biorąc następnie udział w interwencjach w Afganistanie i Iraku. W 2007 pojawiły się kontrowersje wokół niego ze względu na incydent w Nangar Chel  – oskarżeni żołnierze pochodzili z bielskiej jednostki.